# Masseube
Masseube est une commune française située dans le département du Gers, en région Occitanie. Sur le plan historique et culturel, la commune est dans le pays d'Astarac, un territoire du sud gersois très vallonné, au sol argileux, qui longe le plateau de Lannemezan.
Exposée à un climat océanique altéré, elle est drainée par le Gers, le ruisseau de Lestremau et par divers autres petits cours d'eau. La commune possède un patrimoine naturel remarquable composé de deux zones naturelles d'intérêt écologique, faunistique et floristique.
Masseube est une commune rurale qui compte 1 525 habitants en 2022. Elle fait partie de l'aire d'attraction d'Auch. Ses habitants sont appelés les Massylvains ou  Massylvaines.
Le patrimoine architectural de la commune comprend un immeuble protégé au titre des monuments historiques : une maison, inscrite en 1979.

## Géographie

### Localisation
Masseube est une bastide de Gascogne en Astarac, traversée par le Gers, sur la route nationale 129.

### Communes limitrophes
Les communes limitrophes sont  Bellegarde, Bézues-Bajon, Esclassan-Labastide, Labarthe, Lourties-Monbrun, Panassac et Pouy-Loubrin.
| Lourties-Monbrun    | Labarthe     | Pouy-Loubrin              |
| Esclassan-Labastide | Masseube     | Bellegarde                |
| Panassac            | Bézues-Bajon | Sère (par un quadripoint) |

### Géologie et relief
Masseube se situe en zone de sismicité 2 (sismicité faible).

### Hydrographie
La commune est dans le bassin de la Garonne, au sein du bassin hydrographique Adour-Garonne. Elle est drainée par le Gers, le ruisseau de Lestremau, un bras du Gers, le ruisseau de Bères, le ruisseau de bernissa, le ruisseau de Labastide, le ruisseau de la Cahuzère, le ruisseau de la Fontaine, le ruisseau de Larrazet, le ruisseau de Lestive, le ruisseau de Mirando, le ruisseau des Cardénaux, le ruisseau des Tournès et par divers petits cours d'eau, qui constituent un réseau hydrographique de 32 km de longueur totale,.
Le Gers, d'une longueur totale de 175,4 km, prend sa source dans la commune de Lannemezan et s'écoule vers le nord. Il traverse la commune et se jette dans la Garonne à Layrac, après avoir traversé 47 communes.

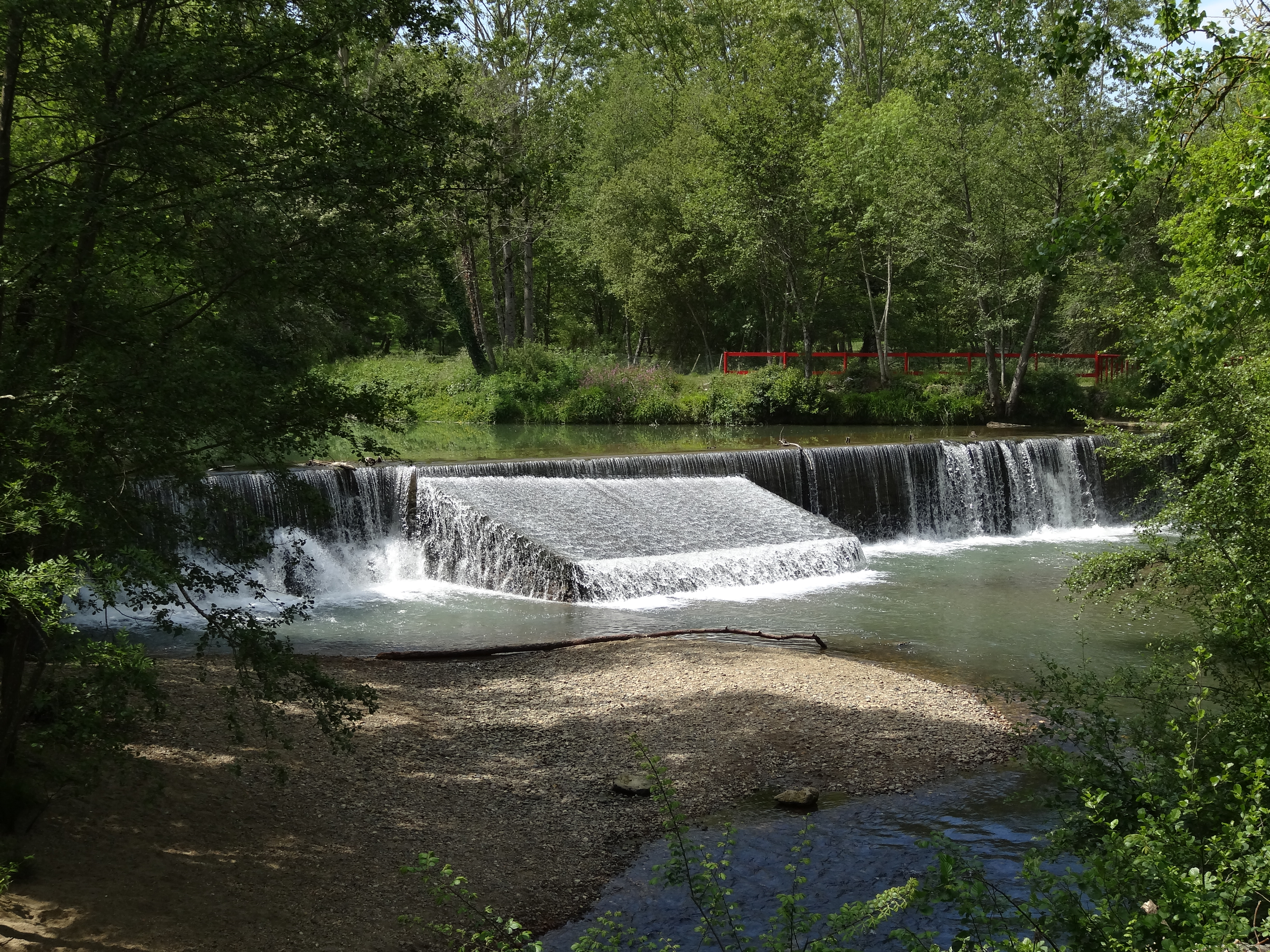
Le Gers à l'île d'Ager à Masseube.
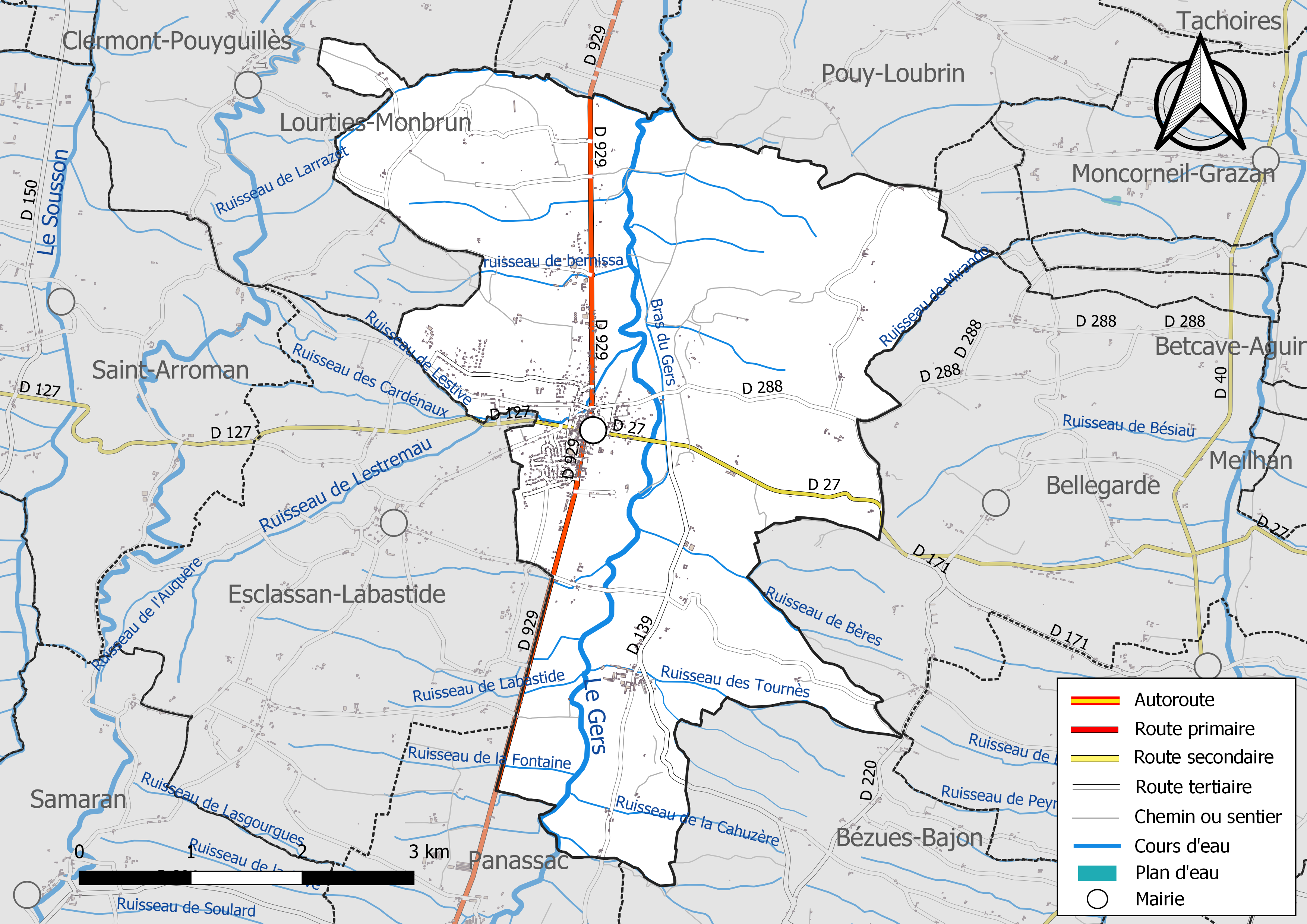
Réseaux hydrographique et routier de Masseube.

### Climat
Pour des articles plus généraux, voir Climat de l'Occitanie et Climat du Gers.
En 2010, le climat de la commune est de type climat océanique altéré, selon une étude s'appuyant sur une série de données couvrant la période 1971-2000. En 2020, Météo-France publie une typologie des climats de la France métropolitaine dans laquelle la commune est toujours exposée à un climat océanique altéré et est dans la région climatique Aquitaine, Gascogne, caractérisée par une pluviométrie abondante au printemps, modérée en automne, un faible ensoleillement au printemps, un été chaud (19,5 °C), des vents faibles, des brouillards fréquents en automne et en hiver et des orages fréquents en été (15 à 20 jours).
Pour la période 1971-2000, la température annuelle moyenne est de 12,8 °C, avec une amplitude thermique annuelle de 15,2 °C. Le cumul annuel moyen de précipitations est de 790 mm, avec 10,3 jours de précipitations en janvier et 6,2 jours en juillet. Pour la période 1991-2020, la température moyenne annuelle observée sur la station météorologique la plus proche, située sur la commune de Mirande à 17 km à vol d'oiseau, est de 13,6 °C et le cumul annuel moyen de précipitations est de 818,5 mm,. Pour l'avenir, les paramètres climatiques de la commune estimés pour 2050 selon différents scénarios d’émission de gaz à effet de serre sont consultables sur un site dédié publié par Météo-France en novembre 2022.

### Milieux naturels et biodiversité
L’inventaire des zones naturelles d'intérêt écologique, faunistique et floristique (ZNIEFF) a pour objectif de réaliser une couverture des zones les plus intéressantes sur le plan écologique, essentiellement dans la perspective d’améliorer la connaissance du patrimoine naturel national et de fournir aux différents décideurs un outil d’aide à la prise en compte de l’environnement dans l’aménagement du territoire.
Une ZNIEFF de type 1 est recensée sur la commune :
les « coteaux de Masseube » (1 029 ha), couvrant 3 communes du département et une ZNIEFF de type 2, : 
les « coteaux du Gers d'Aries-Espénan à Auch » (13 191 ha), couvrant 31 communes dont 28 dans le Gers et trois dans les Hautes-Pyrénées.

Carte des ZNIEFF de type 1 et 2 à Masseube.
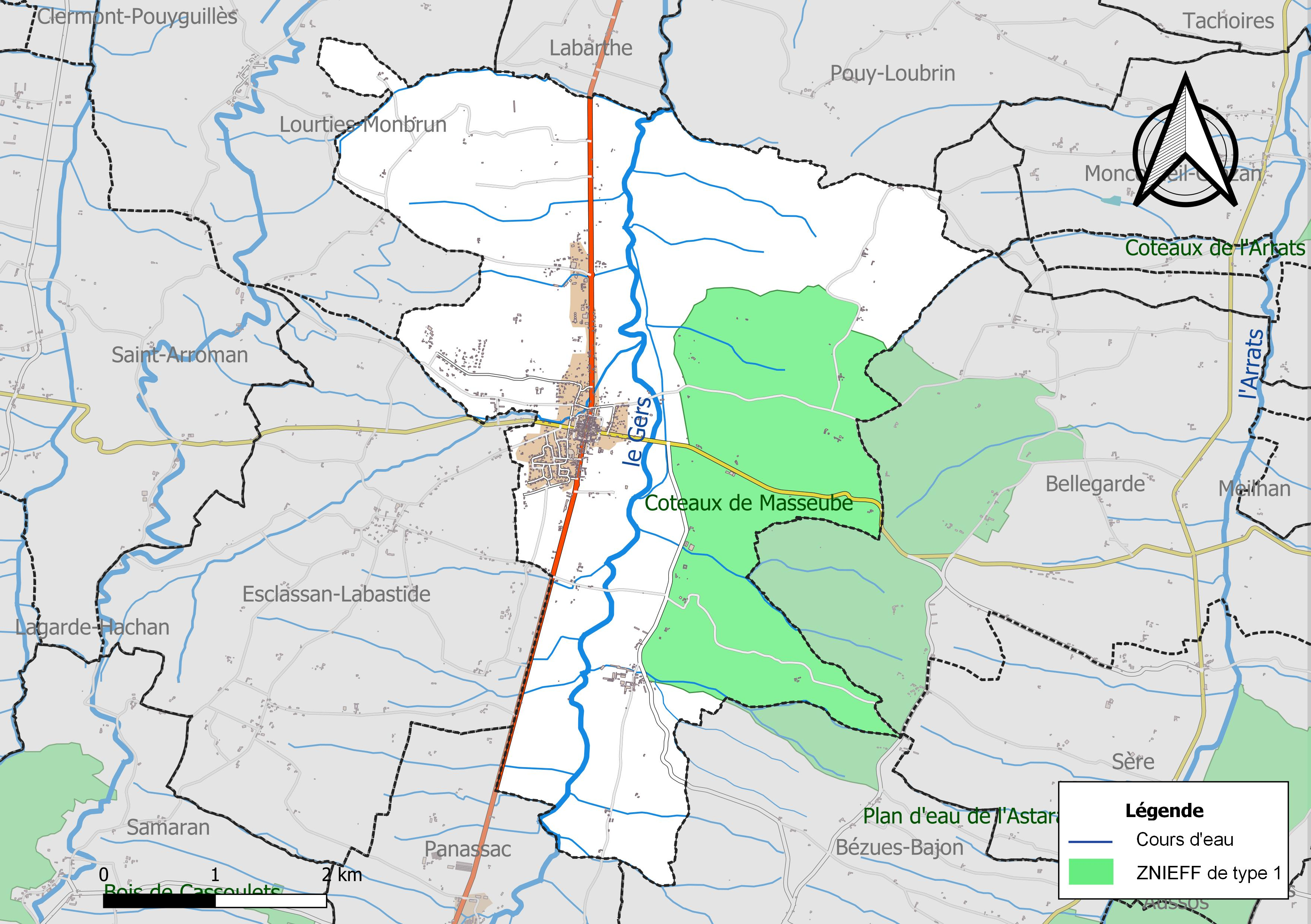
Carte de la ZNIEFF de type 1 sur la commune.
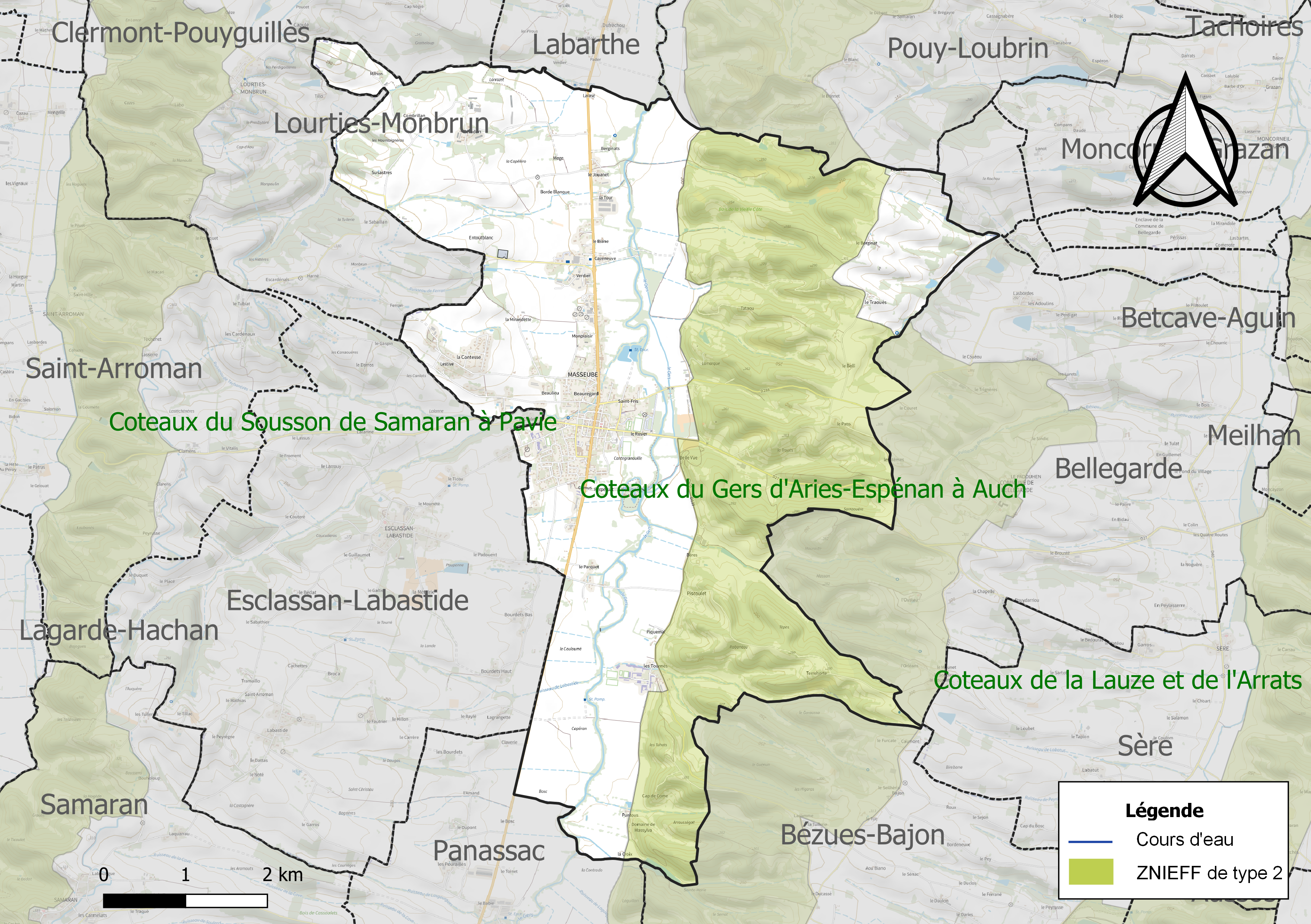
Carte de la ZNIEFF de type 2 sur la commune.

## Urbanisme

### Typologie
Au 1er janvier 2024, Masseube est catégorisée bourg rural, selon la nouvelle grille communale de densité à sept niveaux définie par l'Insee en 2022.
Elle est située hors unité urbaine. Par ailleurs la commune fait partie de l'aire d'attraction d'Auch, dont elle est une commune de la couronne,. Cette aire, qui regroupe 112 communes, est catégorisée dans les aires de 50 000 à moins de 200 000 habitants,.

### Occupation des sols
L'occupation des sols de la commune, telle qu'elle ressort de la base de données européenne d’occupation biophysique des sols Corine Land Cover (CLC), est marquée par l'importance des territoires agricoles (77 % en 2018), en augmentation par rapport à 1990 (71,1 %). La répartition détaillée en 2018 est la suivante : 
zones agricoles hétérogènes (41,9 %), terres arables (20,6 %), forêts (18,2 %), prairies (14,5 %), zones urbanisées (4,6 %), milieux à végétation arbustive et/ou herbacée (0,2 %). L'évolution de l’occupation des sols de la commune et de ses infrastructures peut être observée sur les différentes représentations cartographiques du territoire : la carte de Cassini (XVIIIe siècle), la carte d'état-major (1820-1866) et les cartes ou photos aériennes de l'IGN pour la période actuelle (1950 à aujourd'hui).

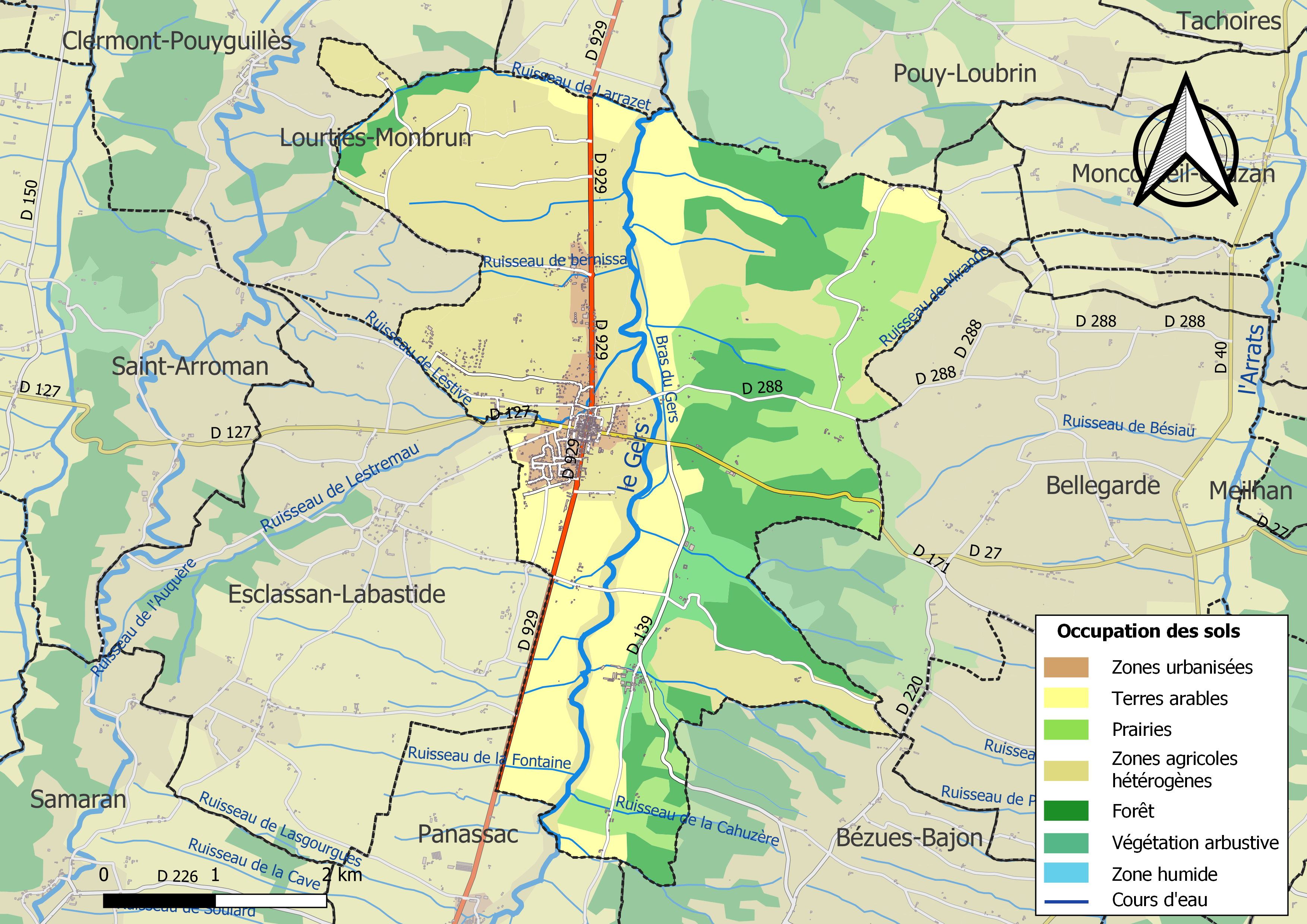
Carte des infrastructures et de l'occupation des sols de la commune en 2018 (CLC).

### Voies de communication et transports

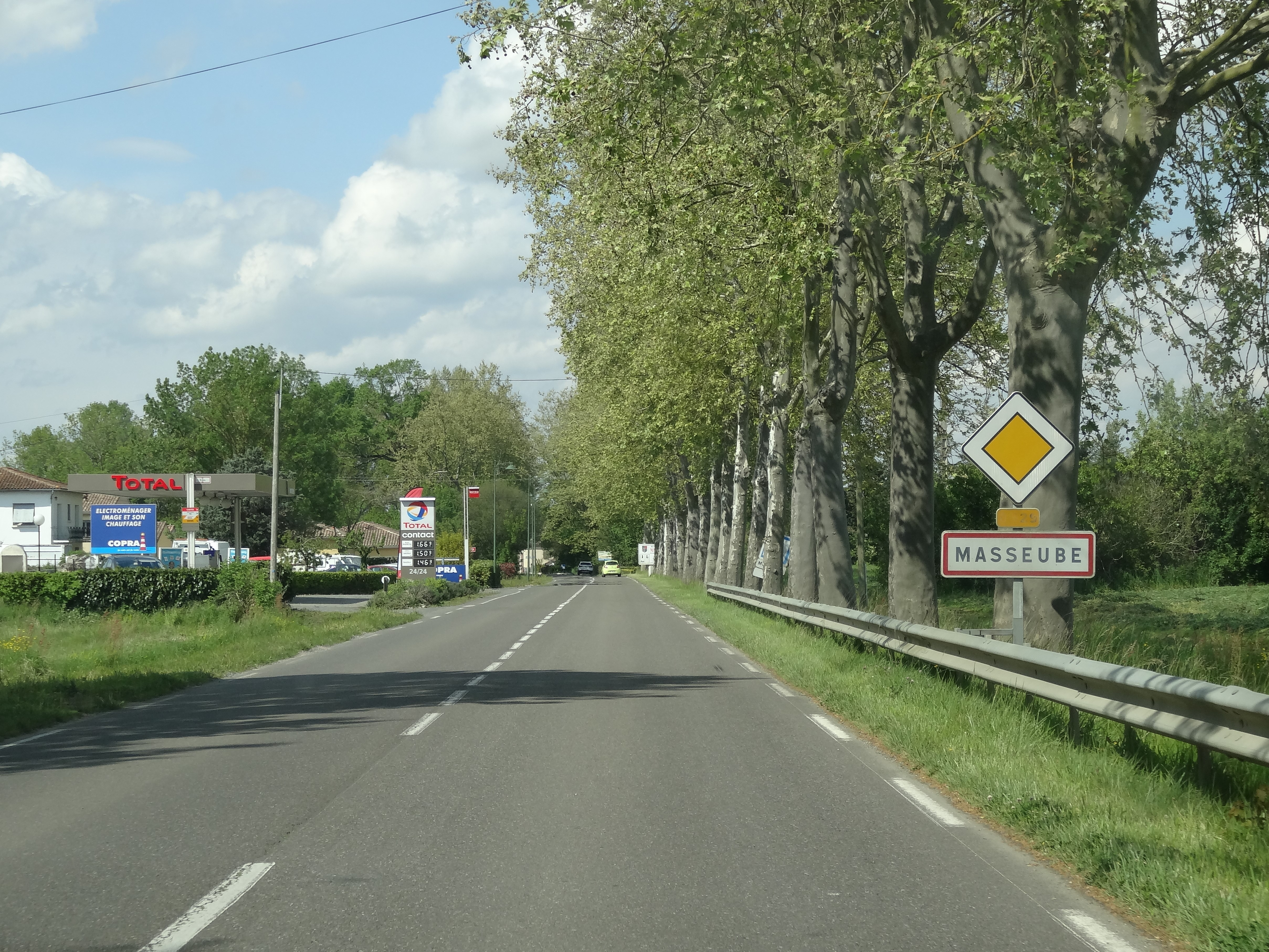
Entrée sud de Masseube.

### Risques majeurs
Le territoire de la commune de Masseube est vulnérable à différents aléas naturels : météorologiques (tempête, orage, neige, grand froid, canicule ou sécheresse), inondations et séisme (sismicité faible). Un site publié par le BRGM permet d'évaluer simplement et rapidement les risques d'un bien localisé soit par son adresse soit par le numéro de sa parcelle.
Certaines parties du territoire communal sont susceptibles d’être affectées par le risque d’inondation par débordement de cours d'eau, notamment le Gers. La cartographie des zones inondables en ex-Midi-Pyrénées réalisée dans le cadre du XIe Contrat de plan État-région, visant à informer les citoyens et les décideurs sur le risque d’inondation, est accessible sur le site de la DREAL Occitanie. La commune a été reconnue en état de catastrophe naturelle au titre des dommages causés par les inondations et coulées de boue survenues en 1988, 1992, 1999, 2000, 2003, 2009 et 2020,.

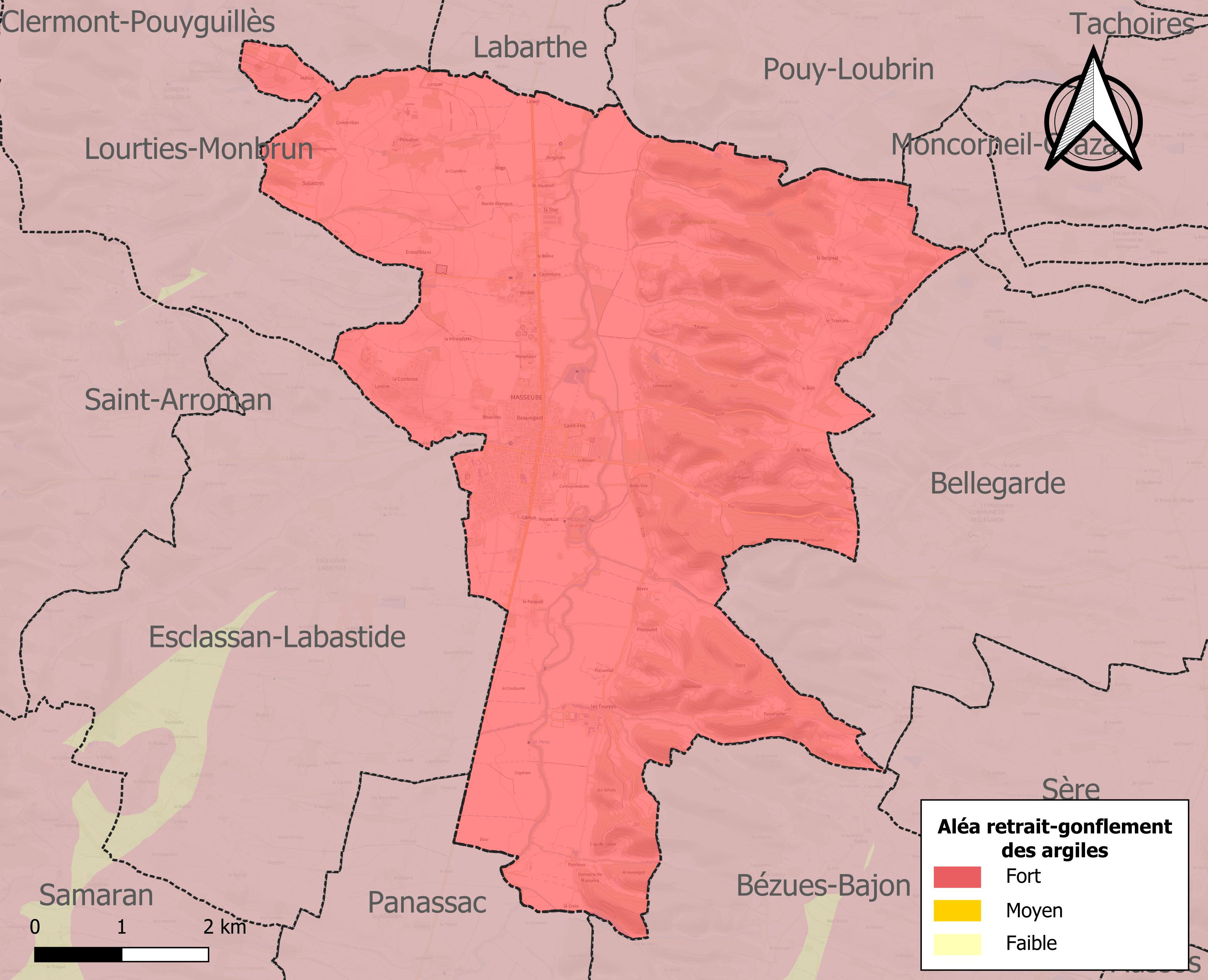
Carte des zones d'aléa retrait-gonflement des sols argileux de Masseube.

Le retrait-gonflement des sols argileux est susceptible d'engendrer des dommages importants aux bâtiments en cas d’alternance de périodes de sécheresse et de pluie. La totalité de la commune est en aléa moyen ou fort (94,5 % au niveau départemental et 48,5 % au niveau national). Sur les 748 bâtiments dénombrés sur la commune en 2019, 748 sont en aléa moyen ou fort, soit 100 %, à comparer aux 93 % au niveau départemental et 54 % au niveau national. Une cartographie de l'exposition du territoire national au retrait gonflement des sols argileux est disponible sur le site du BRGM,.
Par ailleurs, afin de mieux appréhender le risque d’affaissement de terrain, l'inventaire national des cavités souterraines permet de localiser celles situées sur la commune.
Concernant les mouvements de terrains, la commune a été reconnue en état de catastrophe naturelle au titre des dommages causés par la sécheresse en 1989, 1993 et 2016 et par des mouvements de terrain en 1999.

## Toponymie
Masseube signifie le mas de la forêt, étant à l'origine le nom d'une exploitation agricole de l'abbaye cistercienne de l'Escaladieu, en Bigorre.

## Histoire

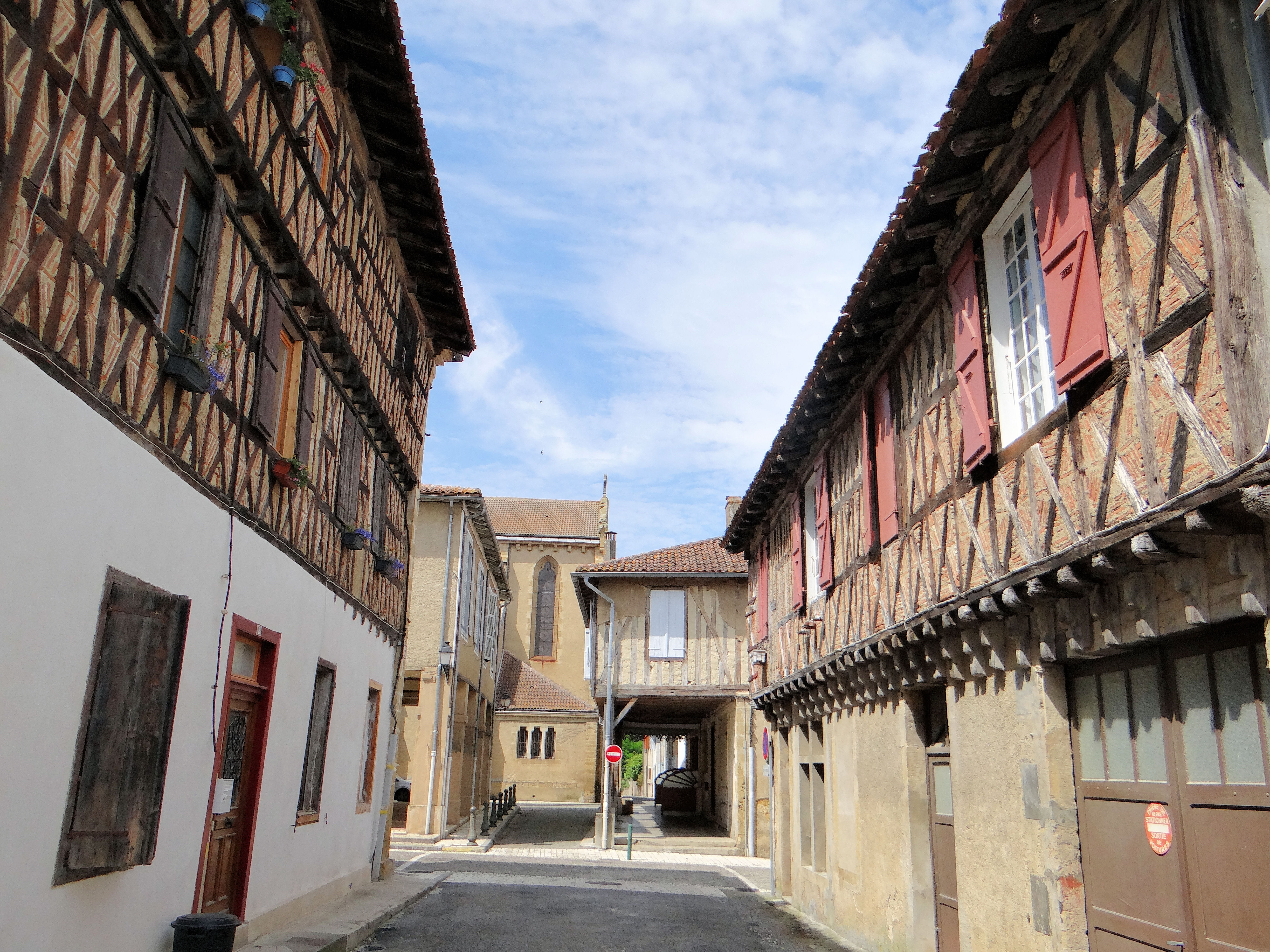
Maisons à colombages.

En 1274, l'abbé et Bernard IV d'Astarac fondent en paréage la bastide de Masseube qui reçoit ses coutumes deux ans plus tard.

La bastide possède encore ses rues à angle droit, une vieille halle surmontée de la maison commune qui est de nos jours la mairie, et de belles maisons à colombages et à mirandes, c'est-à-dire à galerie couverte.

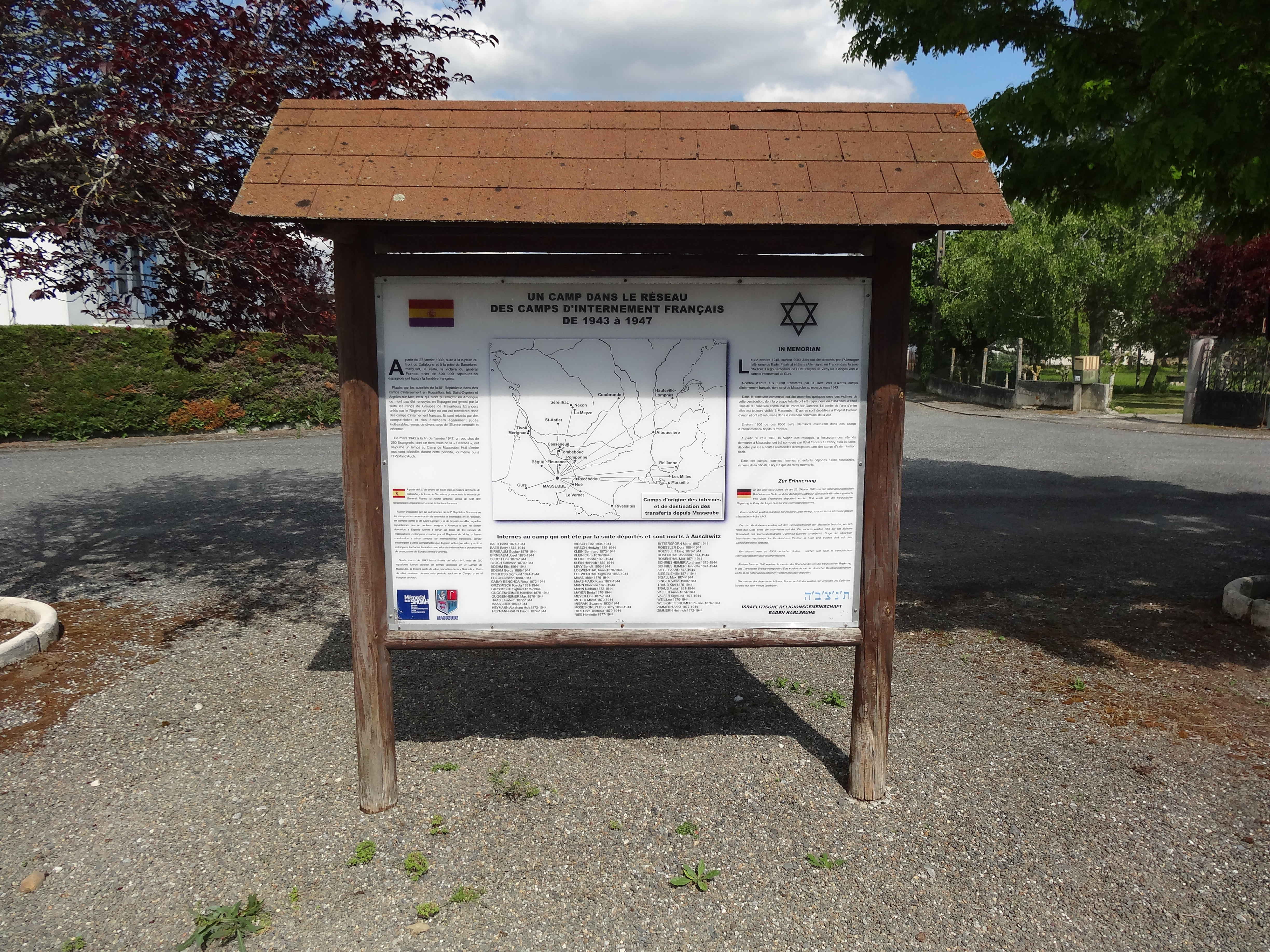
Panneau d'information sur l'ancien camp d'internement.

En 1940, un camp d'internement destiné aux  juifs réfugiés du Palatinat est ouvert sur le territoire de la commune. Étant des citoyens allemands, ils relèvent, comme ceux d'entre eux qui se retrouvent au Camp des Milles, d'un décret d'internement signé par le ministre de l'Intérieur Georges Mandel au moment de la déclaration de guerre. Bombardé, semble-t-il par l'aviation américaine, le camp sert par la suite d'annexe au camp de Gurs puis de divers autres camps internant des réfugiés de la guerre d'Espagne. Peu après la Libération, entre mai et septembre 1945, des FFI investissent brièvement le camp et font subir à « mademoiselle S. et madame D. » le supplice des femmes tondues. Le camp est transformé en colonie de vacances après son évacuation en 1948.

## Politique et administration

### Liste des maires

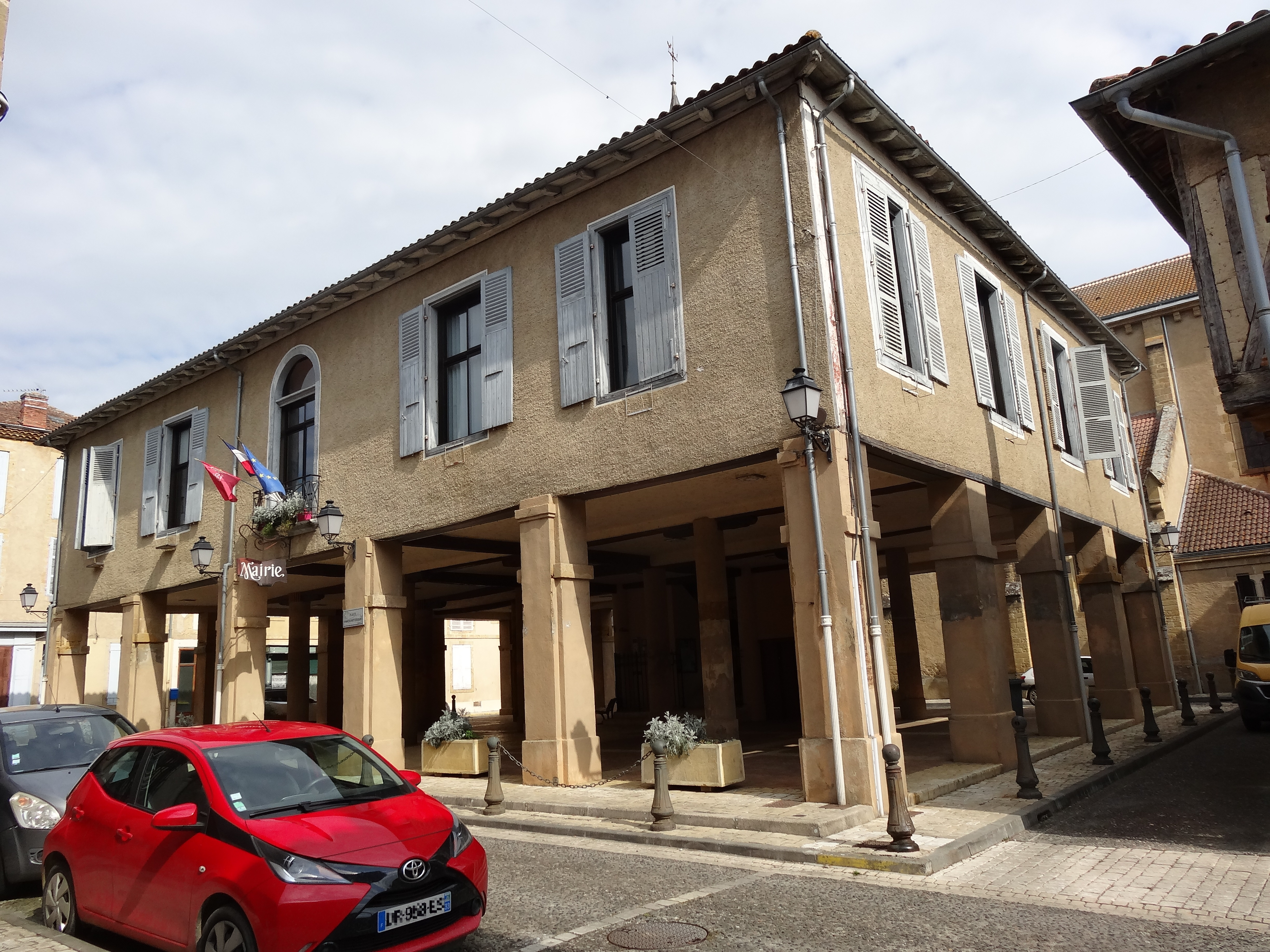
La halle-mairie.

{

## Population et société

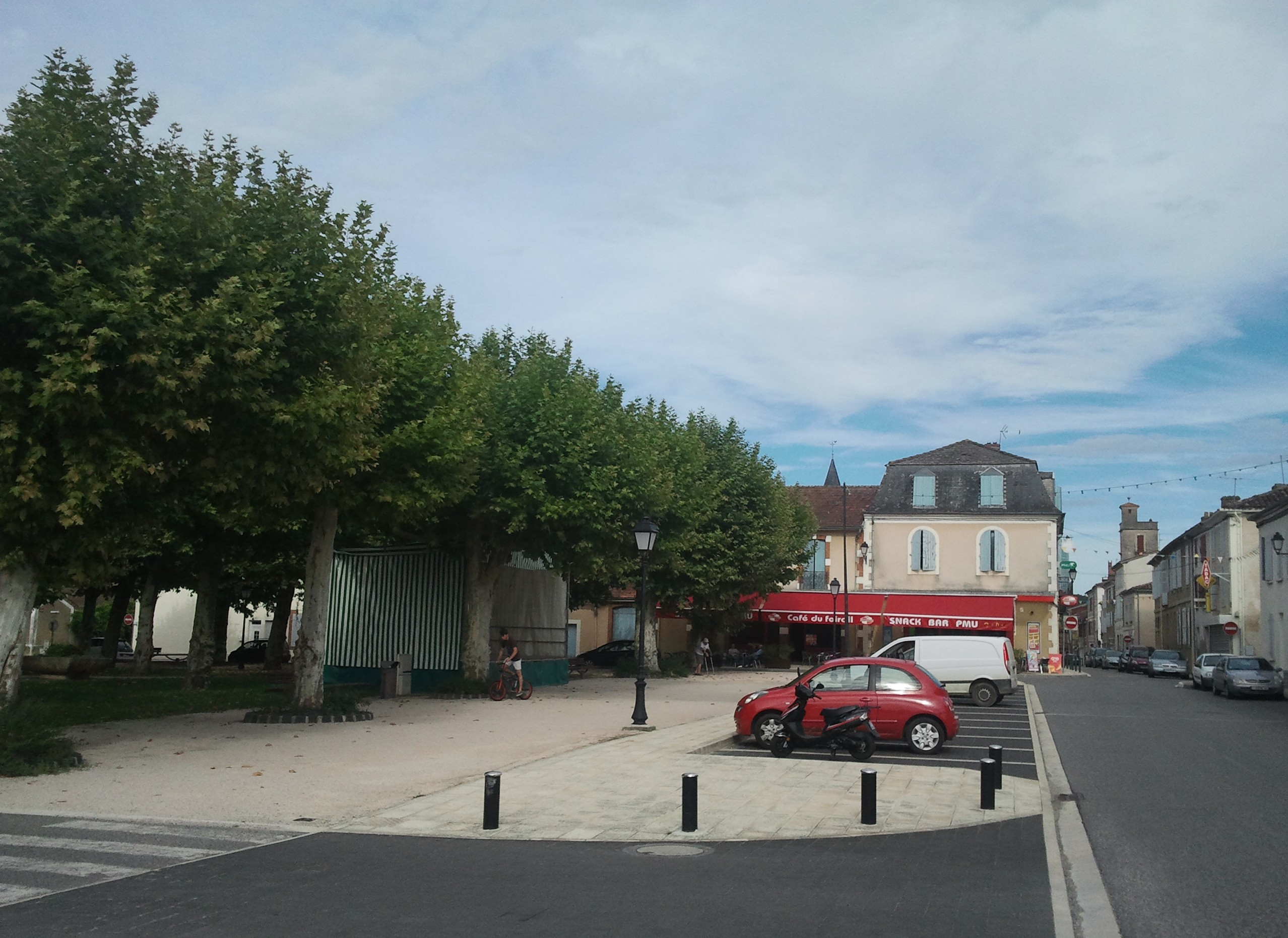
La place du Foirail.

### Démographie
| 1793  | 1800  | 1806  | 1821  | 1831  | 1841  | 1846  | 1851  | 1856  |
| ----- | ----- | ----- | ----- | ----- | ----- | ----- | ----- | ----- |
| 1 336 | 1 294 | 1 455 | 1 447 | 1 640 | 1 806 | 1 776 | 1 760 | 1 781 |

| 1861  | 1866  | 1872  | 1876  | 1881  | 1886  | 1891  | 1896  | 1901  |
| ----- | ----- | ----- | ----- | ----- | ----- | ----- | ----- | ----- |
| 1 682 | 1 804 | 1 769 | 1 765 | 1 720 | 1 757 | 1 614 | 1 511 | 1 502 |

| 1906  | 1911  | 1921  | 1926  | 1931  | 1936  | 1946  | 1954  | 1962  |
| ----- | ----- | ----- | ----- | ----- | ----- | ----- | ----- | ----- |
| 1 456 | 1 431 | 1 146 | 1 177 | 1 153 | 1 147 | 1 357 | 1 242 | 1 230 |

| 1968  | 1975  | 1982  | 1990  | 1999  | 2004  | 2006  | 2009  | 2014  |
| ----- | ----- | ----- | ----- | ----- | ----- | ----- | ----- | ----- |
| 1 316 | 1 309 | 1 376 | 1 453 | 1 391 | 1 496 | 1 519 | 1 615 | 1 535 |

| 2019  | 2022  | - | - | - | - | - | - | - |
| ----- | ----- | - | - | - | - | - | - | - |
| 1 498 | 1 525 | - | - | - | - | - | - | - |

### Enseignement
Masseube dispose d'une école maternelle publique (73 élèves en 2013), d'une école élémentaire publique (131 élèves en 2013), d'une école primaire privée (56 élèves en 2013), d'un collège public, d'un collège privé, d'un lycée polyvalent privé et d'un lycée général et professionnel privé.

### Sports
Masseuble est une ville classée *Ici c'est Rugby*
- L'avenir Massylvain, club de rugby qui évoluait en Promotion Honneur. Aujourd'hui avec la réforme structurelle le club évolue en Régionale 1 (élite régionale) École de rugby regroupant toutes les catégories des poussins aux juniors

Le club dispose d'une formation dite *espoirs* ou *réserve*
Le club est très actif en animation comme le *baby Rugby* et le périscolaire.
Le club est considéré par la Ligue Occitanie Rugby comme un des exemples de structuration rurale réussie.
Le 15 juin 2018, la ville accueille l'arrivée de la 2e étape de la Route d'Occitanie 2018 (ex Route du Sud), qui a pour départ la ville de Saint-Gaudens.

Sports à Masseube
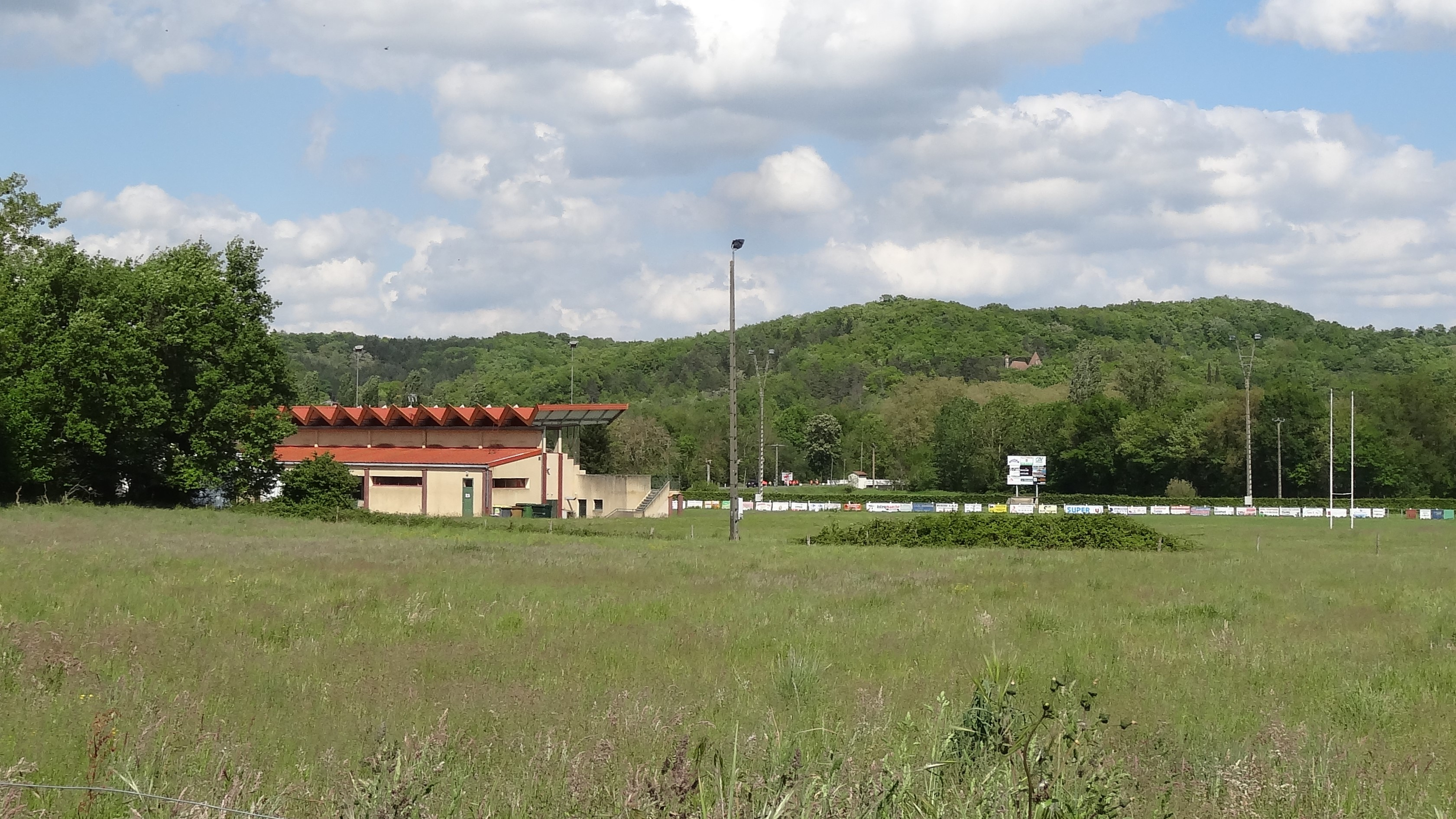
Stade de rugby.
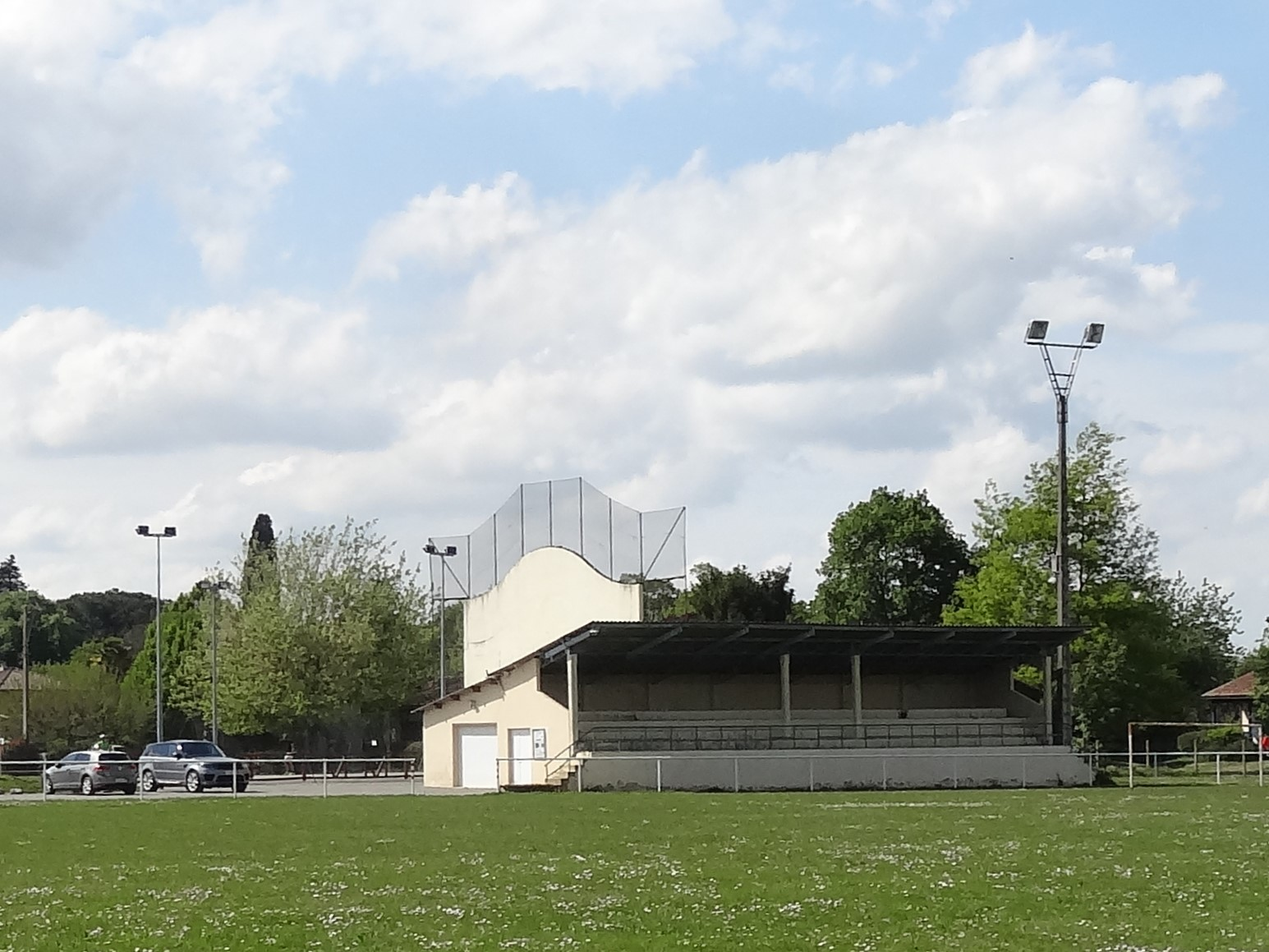
Autre terrain de rugby et fronton.
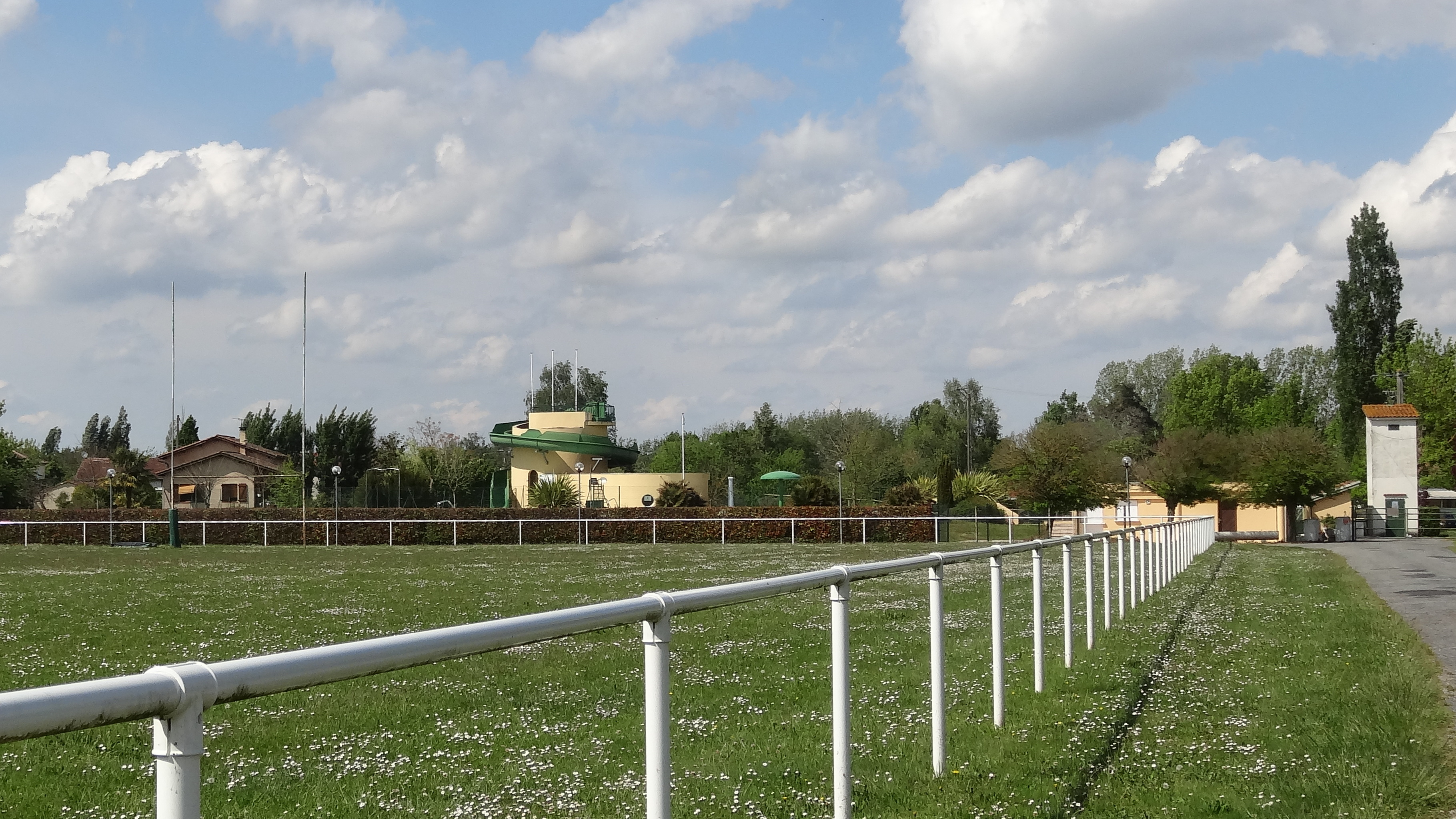
Piscine municipale.
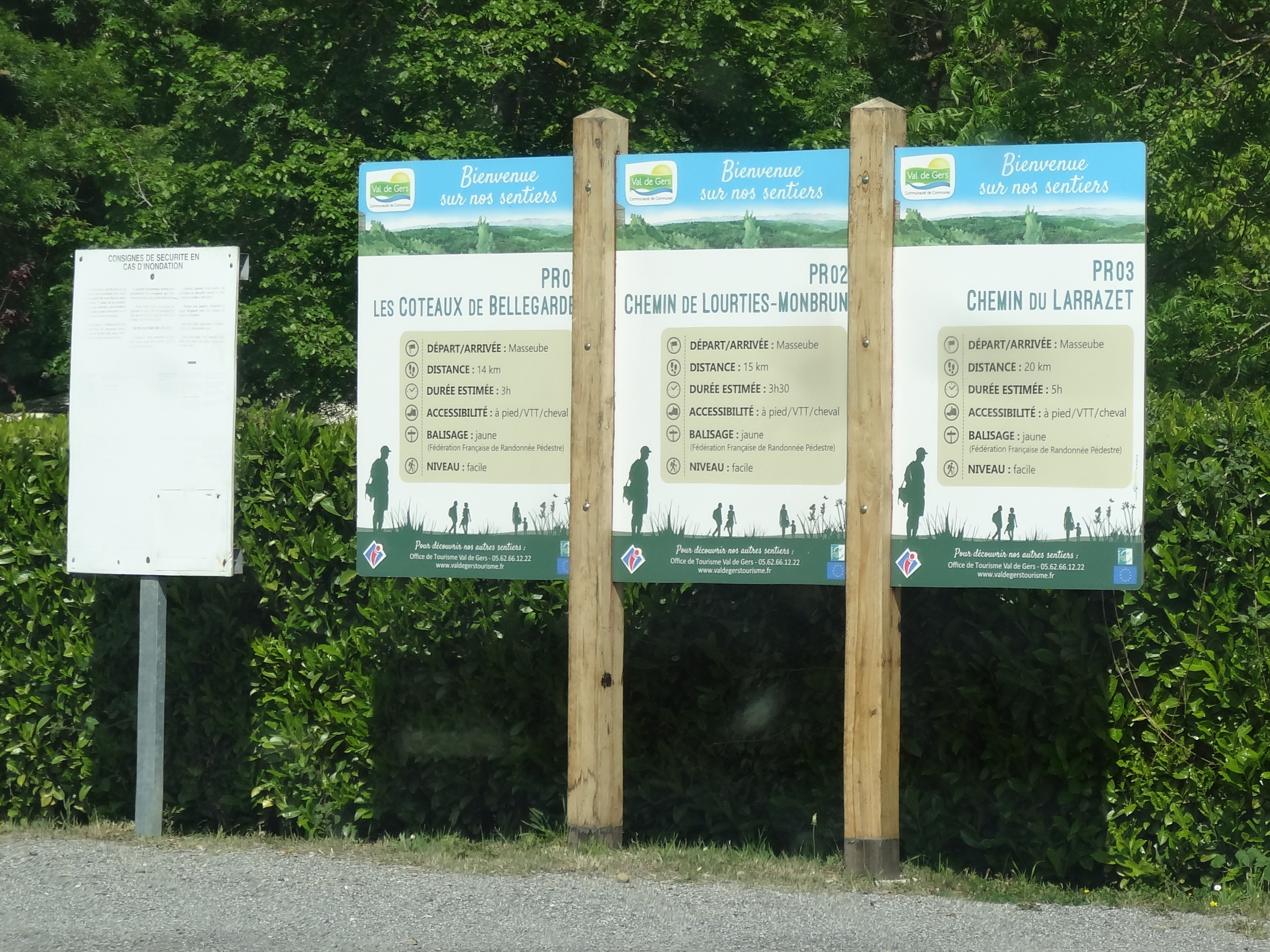
Panneaux d'informations sur les sentiers au départ de Masseube.

## Économie

### Revenus
En 2018  (données Insee publiées en septembre 2021), la commune compte 644 ménages fiscaux, regroupant 1 287 personnes. La médiane du revenu disponible par unité de consommation est de 19 890 € (20 820 € dans le département).

### Emploi
|                | 2008  | 2013  | 2018  |
| -------------- | ----- | ----- | ----- |
| Commune        | 7,4 % | 8,7 % | 8,6 % |
| Département    | 6,1 % | 7,5 % | 8,2 % |
| France entière | 8,3 % | 10 %  | 10 %  |

En 2018, la population âgée de 15 à 64 ans s'élève à 854 personnes, parmi lesquelles on compte 69,8 % d'actifs (61,2 % ayant un emploi et 8,6 % de chômeurs) et 30,2 % d'inactifs,. Depuis 2008, le taux de chômage communal (au sens du recensement) des 15-64 ans est supérieur à celui du département, mais inférieur à celui de la France.
La commune fait partie de la couronne de l'aire d'attraction d'Auch, du fait qu'au moins 15 % des actifs travaillent dans le pôle,. Elle compte 668 emplois en 2018, contre 734 en 2013 et 665 en 2008. Le nombre d'actifs ayant un emploi résidant dans la commune est de 532, soit un indicateur de concentration d'emploi de 125,6 % et un taux d'activité parmi les 15 ans ou plus de 44,6 %.
Sur ces 532 actifs de 15 ans ou plus ayant un emploi, 197 travaillent dans la commune, soit 37 % des habitants. Pour se rendre au travail, 84,3 % des habitants utilisent un véhicule personnel ou de fonction à quatre roues, 1,5 % les transports en commun, 8,9 % s'y rendent en deux-roues, à vélo ou à pied et 5,3 % n'ont pas besoin de transport (travail au domicile).

### Activités hors agriculture

#### Secteurs d'activités
144 établissements sont implantés  à Masseube au 31 décembre 2019. Le tableau ci-dessous en détaille le nombre par secteur d'activité et compare les ratios avec ceux du département,.
| Secteur d'activité                                                                                        | Commune | Commune | Département |
| Secteur d'activité                                                                                        | Nombre  | %       | %           |
| --- | ------- | ------- | ----------- |
| Ensemble                                                                                                  | 144     | 100 %   | (100 %)     |
| Industrie manufacturière, industries extractives et autres                                                | 17      | 11,8 %  | (12,3 %)    |
| Construction                                                                                              | 16      | 11,1 %  | (14,6 %)    |
| Commerce de gros et de détail, transports, hébergement et restauration                                    | 33      | 22,9 %  | (27,7 %)    |
| Information et communication                                                                              | 3       | 2,1 %   | (1,8 %)     |
| Activités financières et d'assurance                                                                      | 6       | 4,2 %   | (3,5 %)     |
| Activités immobilières                                                                                    | 5       | 3,5 %   | (5,2 %)     |
| Activités spécialisées, scientifiques et techniques et activités de services administratifs et de soutien | 20      | 13,9 %  | (14,4 %)    |
| Administration publique, enseignement, santé humaine et action sociale                                    | 33      | 22,9 %  | (12,3 %)    |
| Autres activités de services                                                                              | 11      | 7,6 %   | (8,3 %)     |

Le secteur de l'administration publique, l'enseignement, la santé humaine et l'action sociale est prépondérant sur la commune puisqu'il représente 22,9 % du nombre total d'établissements de la commune (33 sur les 144 entreprises implantées  à Masseube), contre 12,3 % au niveau départemental.

#### Entreprises et commerces
L'entreprise ayant son siège social sur le territoire communal qui génère le plus de chiffre d'affaires en 2020 est : 
- Picault Plomberie, travaux d'installation d'équipements thermiques et de climatisation (67 k€)

### Agriculture
La commune est dans l'Astarac, une petite région agricole englobant tout le Sud du départementdu Gers, un quart de sa superficie, et correspond au pied de lʼéventail gascon. En 2020, l'orientation technico-économique de l'agriculture  sur la commune est la polyculture et/ou le polyélevage.
|               | 1988  | 2000  | 2010  | 2020  |
| ------------- | ----- | ----- | ----- | ----- |
| Exploitations | 48    | 30    | 33    | 27    |
| SAU (ha)      | 1 257 | 1 282 | 1 712 | 1 615 |

Le nombre d'exploitations agricoles en activité et ayant leur siège dans la commune est passé de 48 lors du recensement agricole de 1988  à 30 en 2000 puis à 33 en 2010 et enfin à 27 en 2020, soit une baisse de 44 % en 32 ans. Le même mouvement est observé à l'échelle du département qui a perdu pendant cette période 51 % de ses exploitations,. La surface agricole utilisée sur la commune a quant à elle augmenté, passant de 1 257 ha en 1988 à 1 615 ha en 2020. Parallèlement la surface agricole utilisée moyenne par exploitation a augmenté, passant de 26 à 60 ha.

## Culture locale et patrimoine

### Lieux et monuments
Masseube comporte plusieurs monuments à découvrir :
- L'église Saint-Christophe : à l'origine  de la fin du XIIIe siècle, elle est reconstruite en 1700, menaçant alors de tomber en ruine. Elle est rebâtie en 1883. Seule, la partie basse de la façade et le clocher ont été conservés. Le reste est reconstruit dans le style du XIIIe siècle. En 1932-1933, en prévision du cinquantenaire de la reconstruction, on fait appel au peintre Paul Noël Lasseran pour réaliser des peintures murales. Il accomplit la majeure partie des peintures, avant de mourir, le 17 février 1933. Le reste est terminé par le peintre Lecoq, de Mirande.

L'église Saint-Christophe
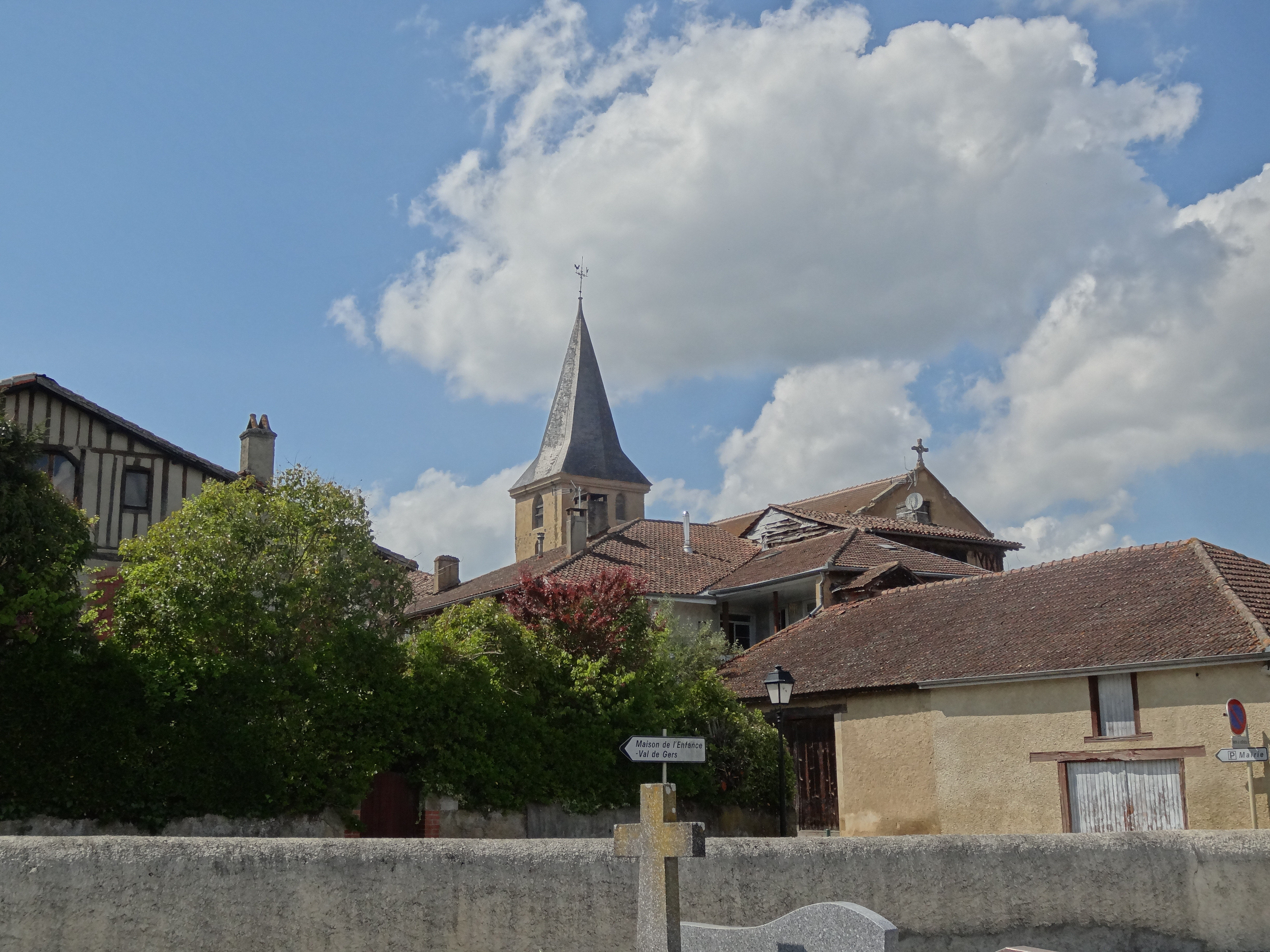
L'église vue depuis le cimetière.
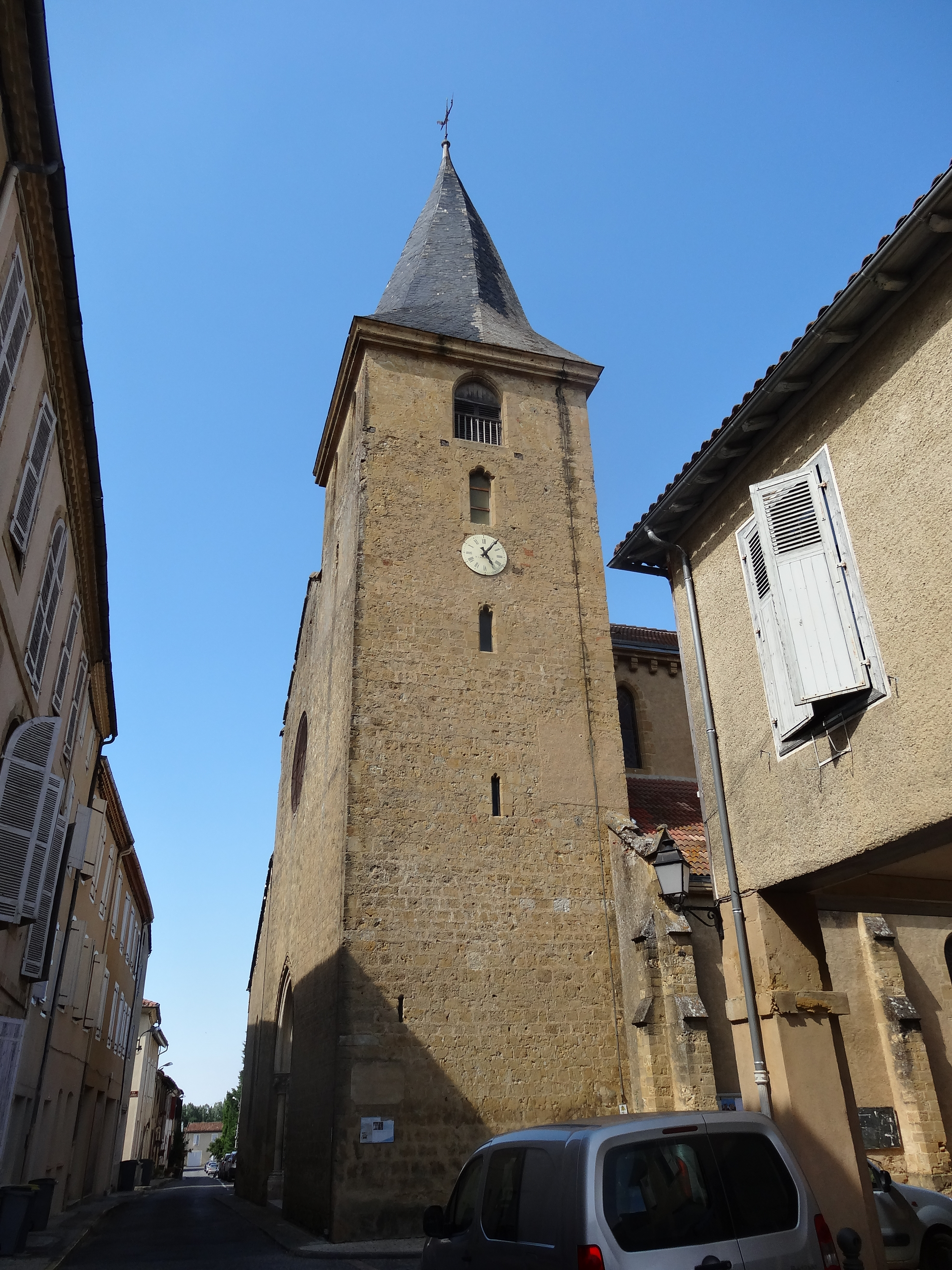
Le clocher.
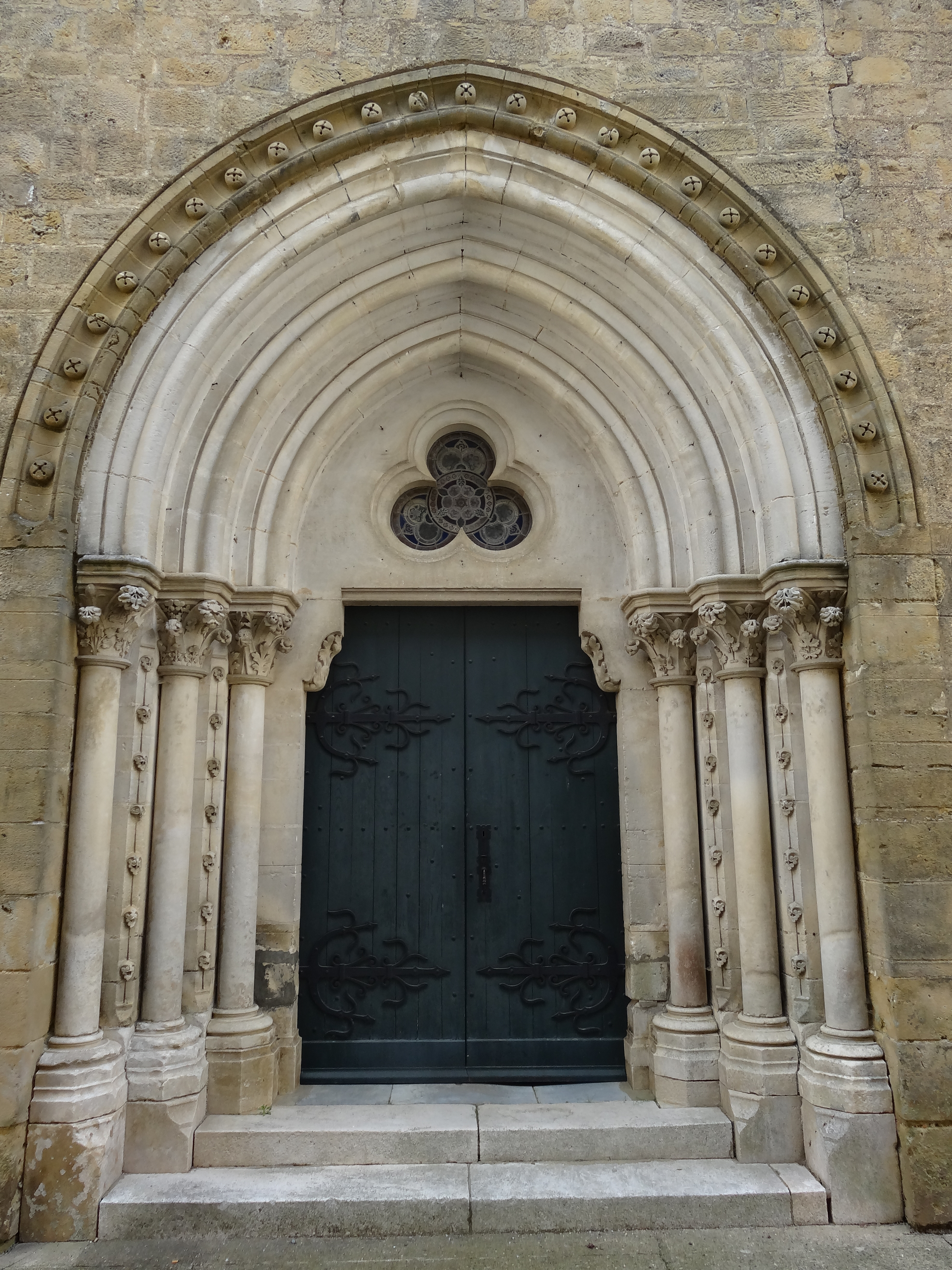
Le portail d'entrée.
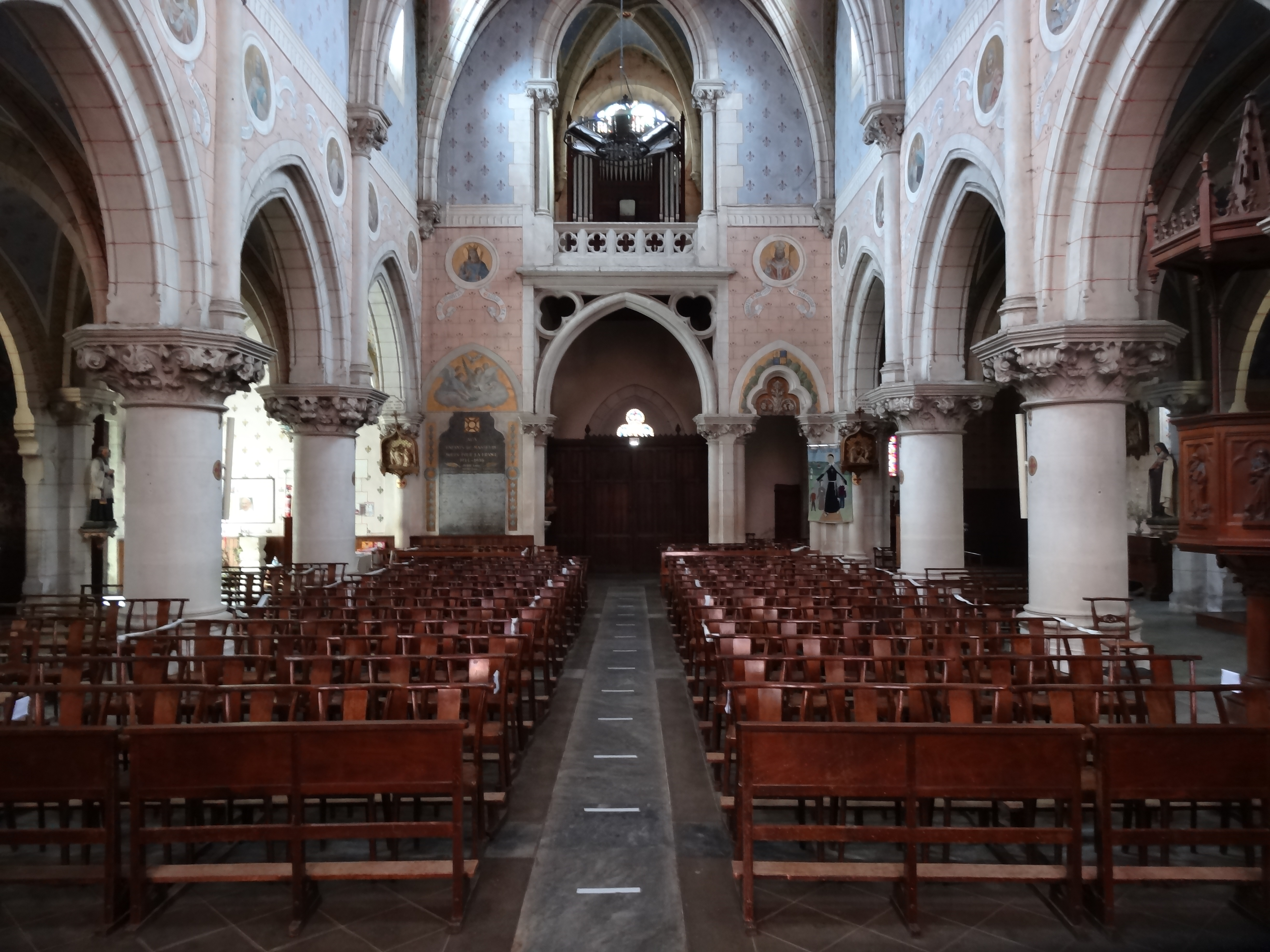
La nef et l'orgue.
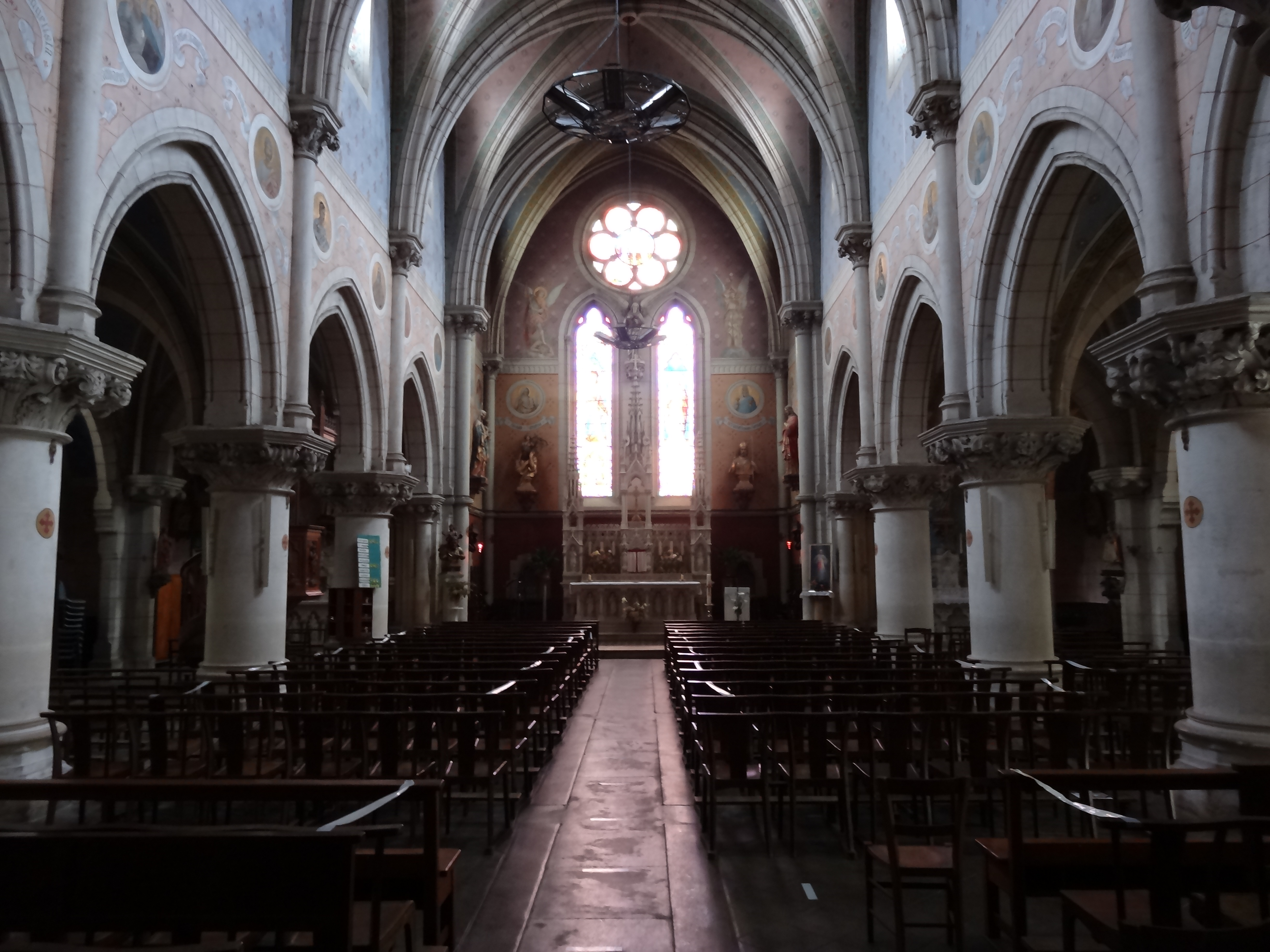
La nef et le chœur.
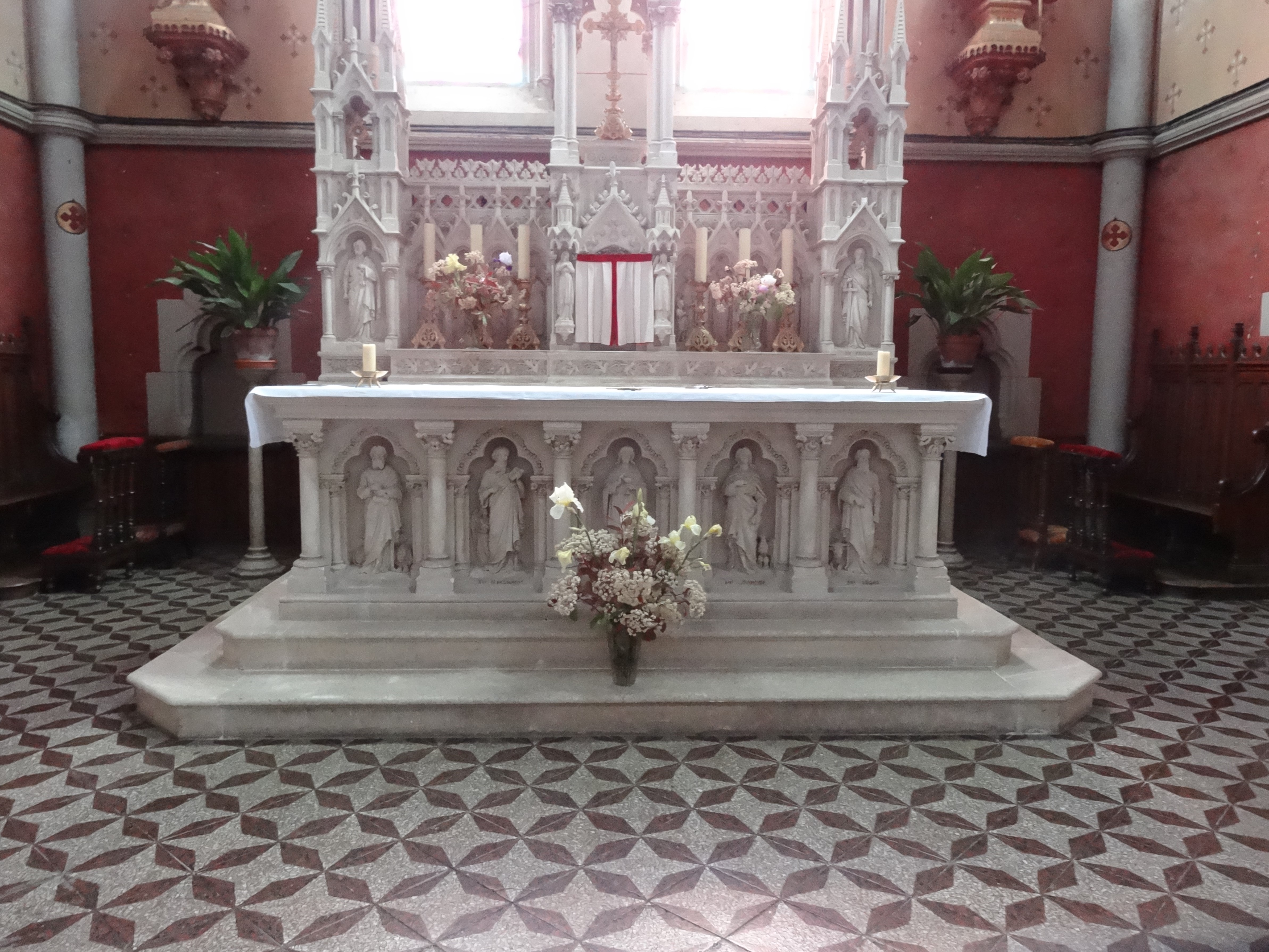
L'autel.
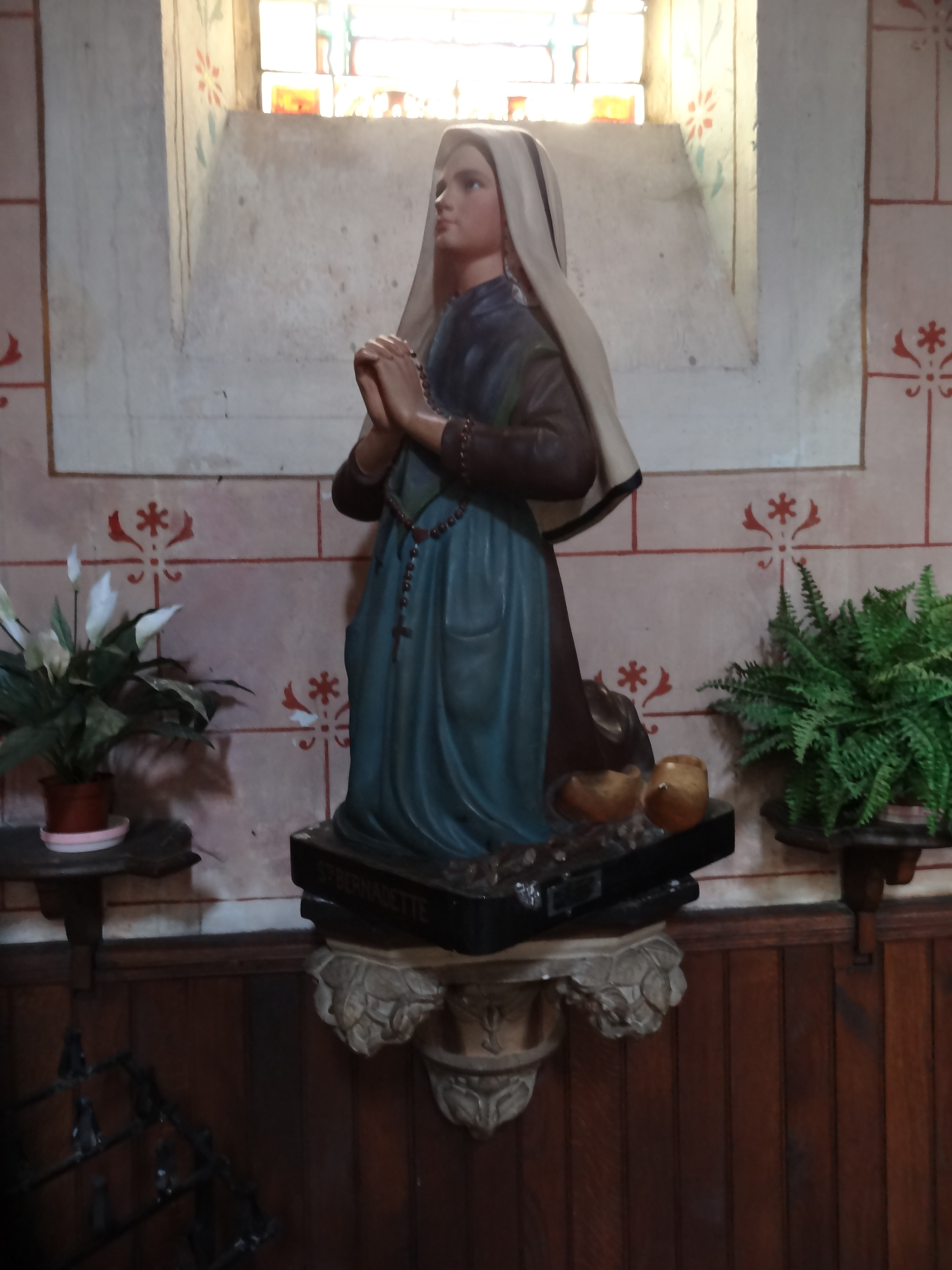
Statue de Sainte Bernadette.
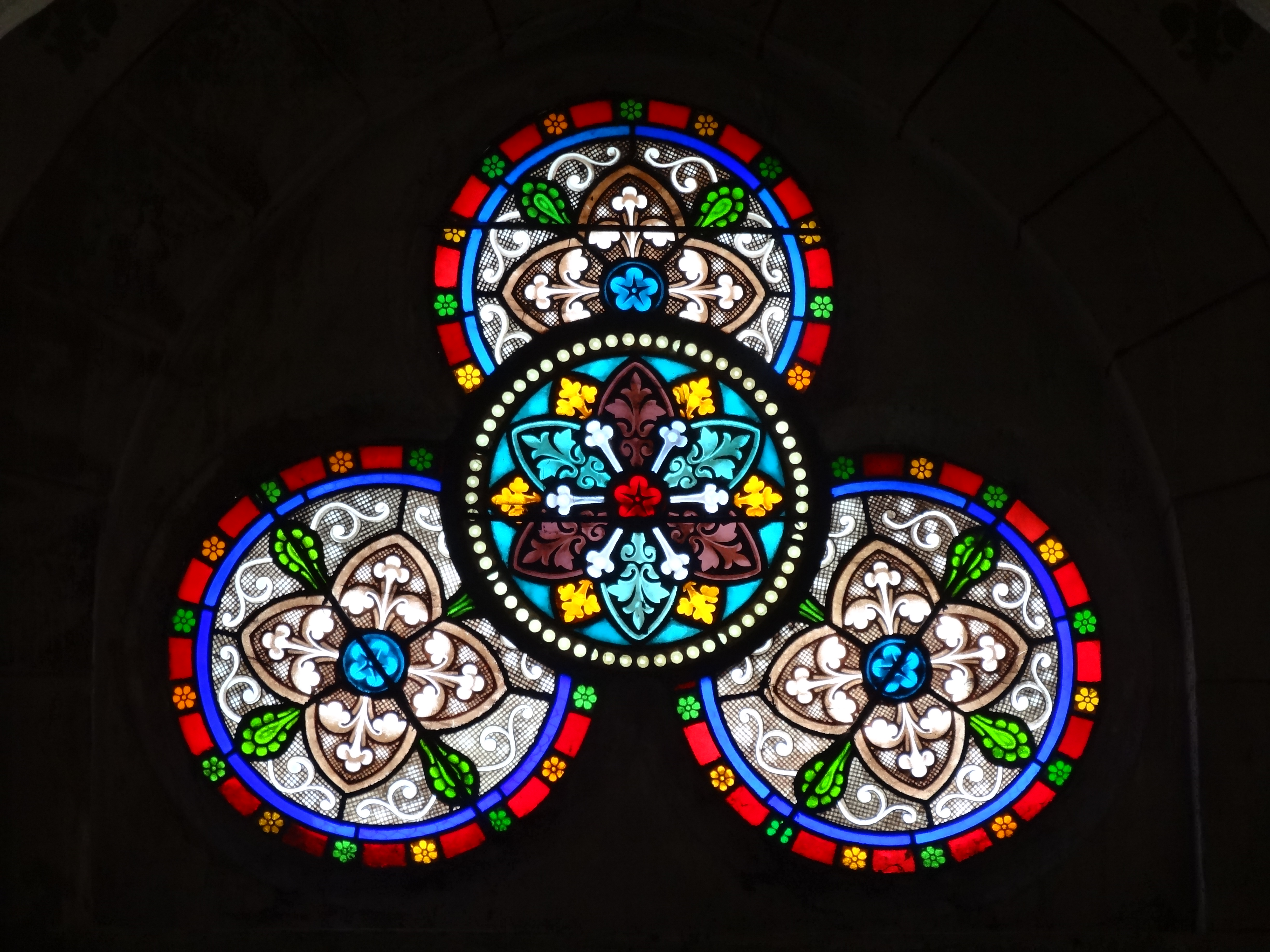
Vitrail.
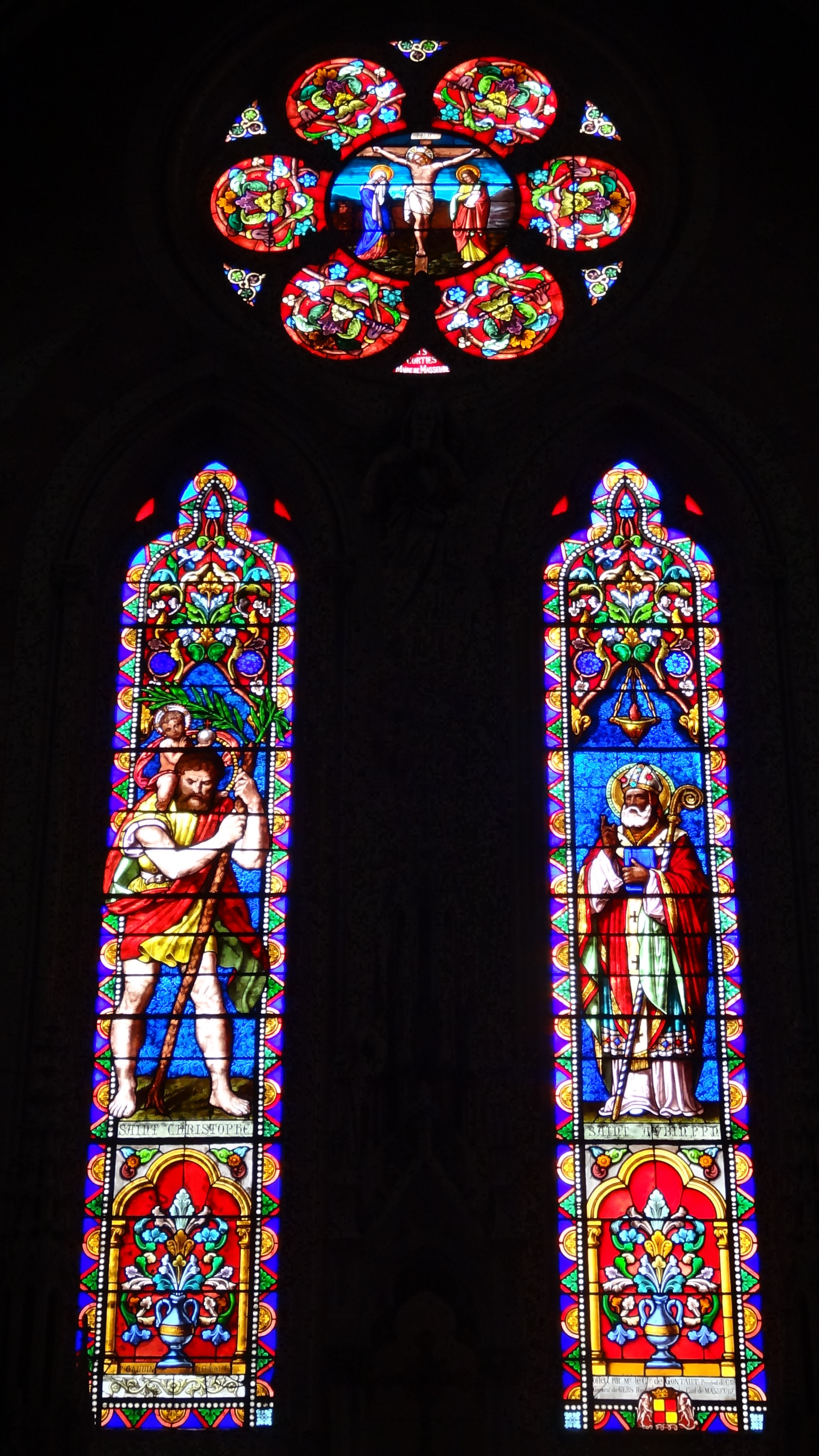
Vitrail.
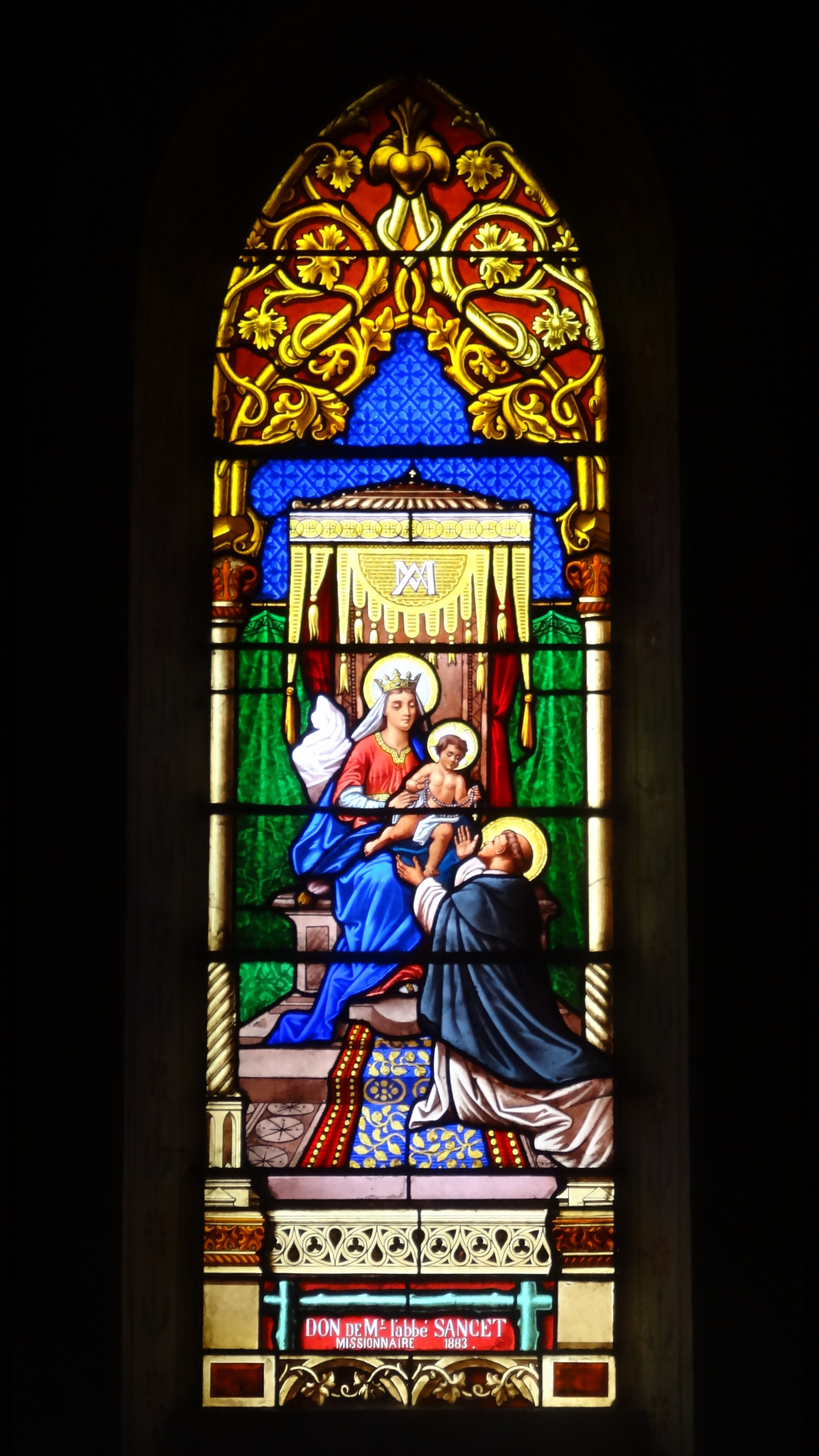
Vitrail.
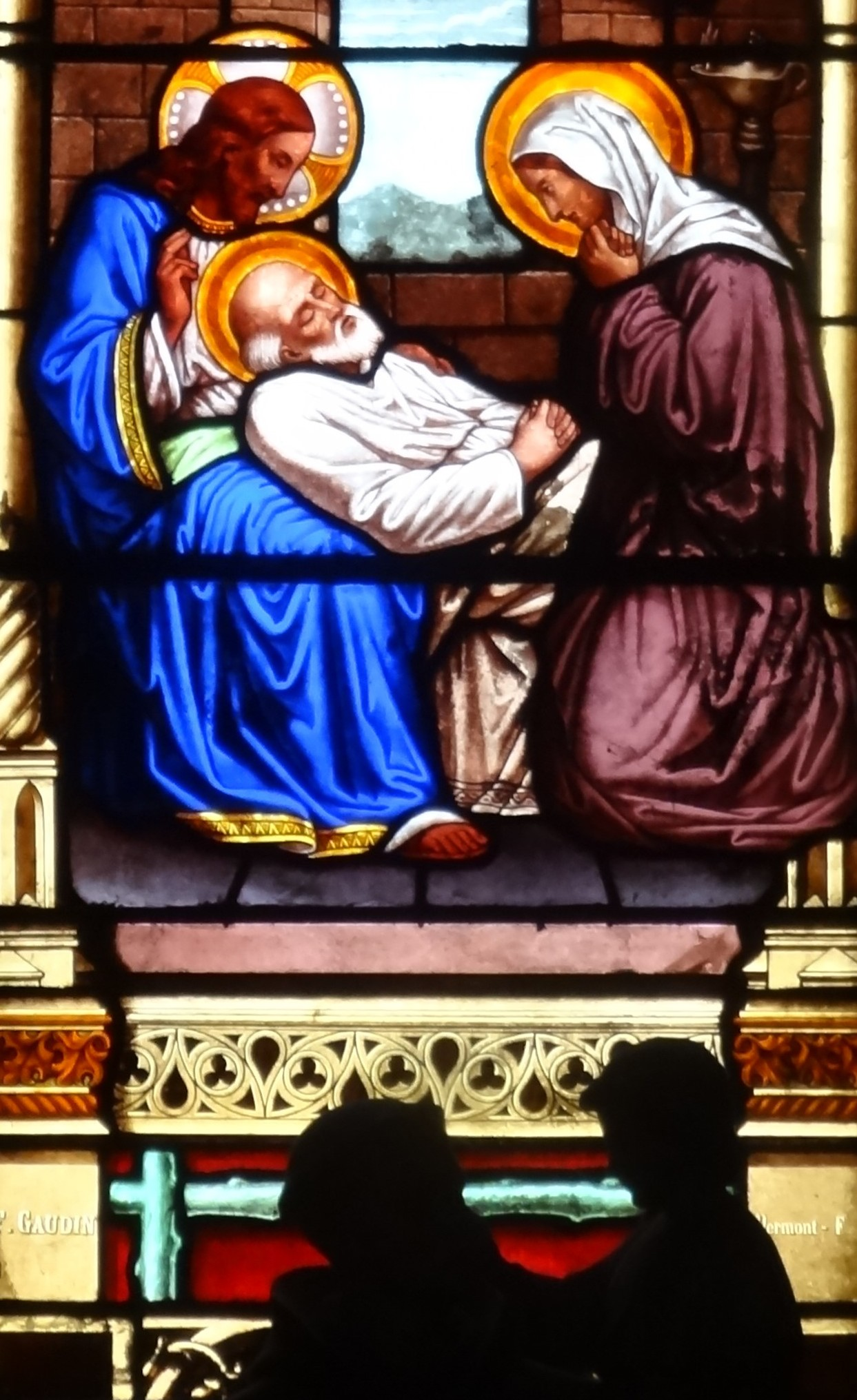
Scène de vitrail.

- Les maisons à colombages : une promenade dans Masseube permet de découvrir des maisons à colombages et des mirandes, c'est-à-dire des galeries couvertes. La maison située à l'angle de la rue du Commerce et de l'impasse du couvent fait l’objet d’une inscription au titre des monuments historiques depuis le 2 mai 1979[41]. La maison est caractérisée par le mélange des matériaux utilisés pour sa construction : pierre au rez-de-chaussée, puis au-dessus, torchis et un colombage en chêne, de briques plates et mirande. La maison date du XVIe siècle.

Les maisons à colombages
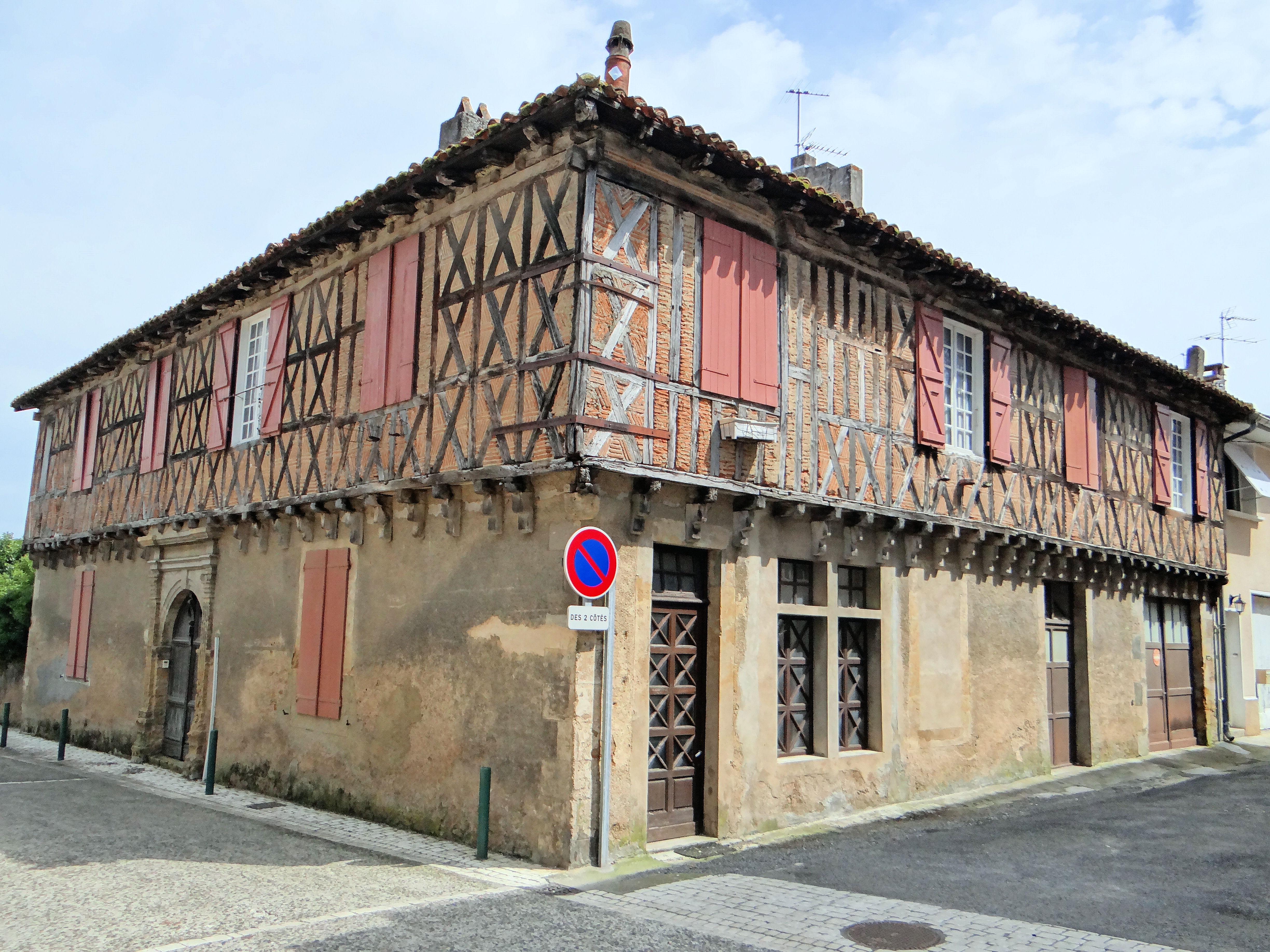
La maison classée MH.
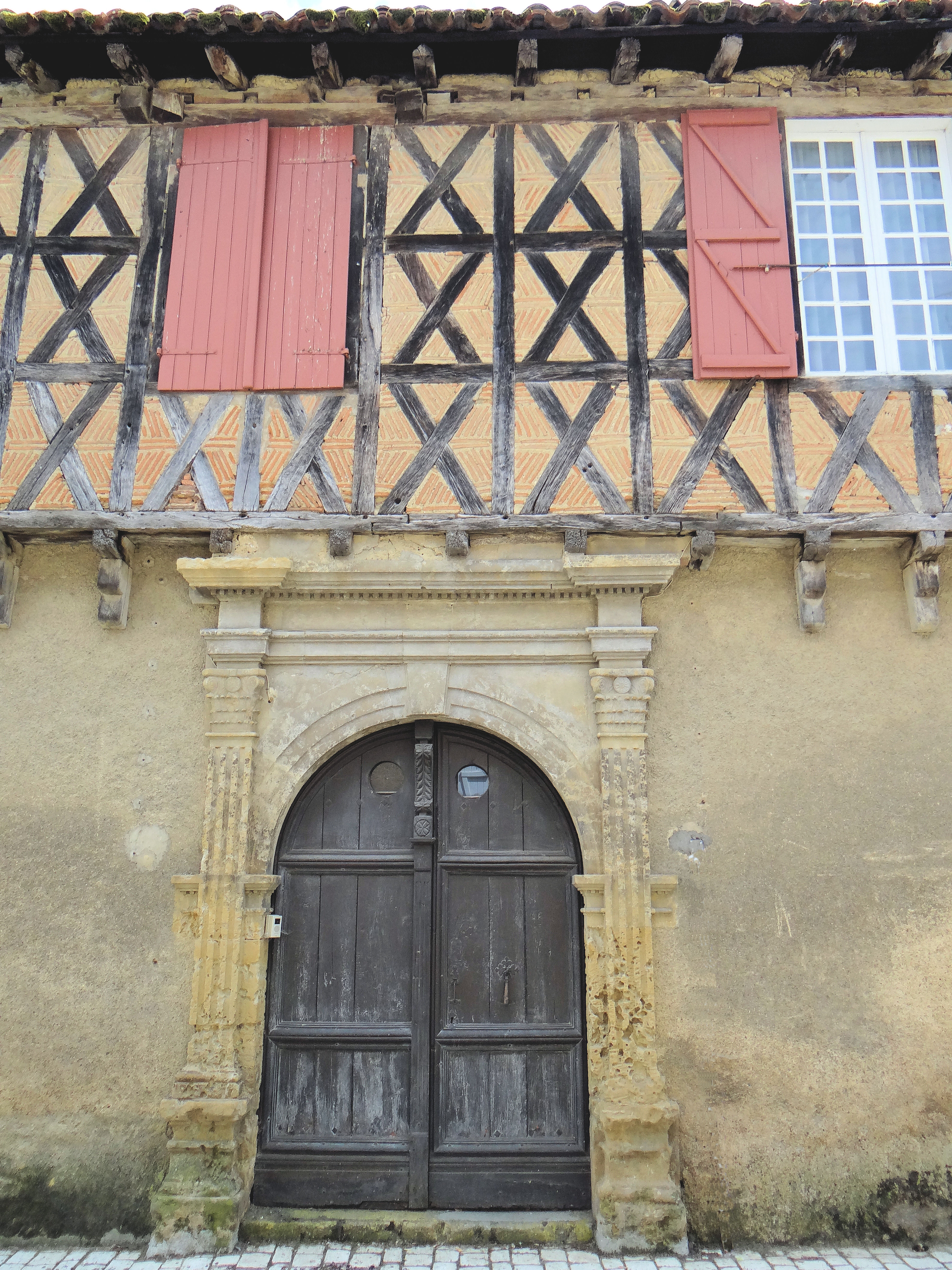
Son entrée.
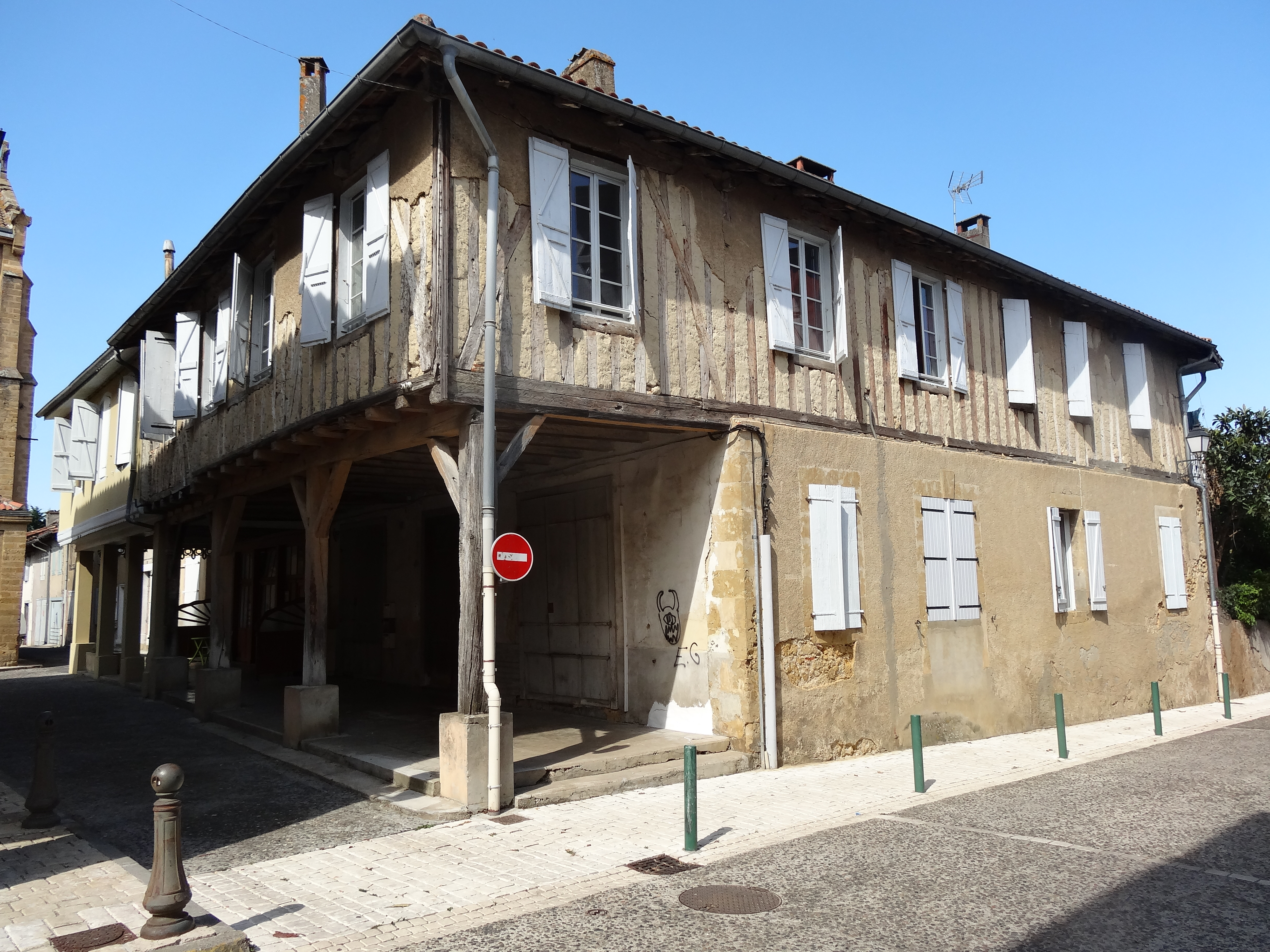
Autre maison à colombages à côté de la mairie.
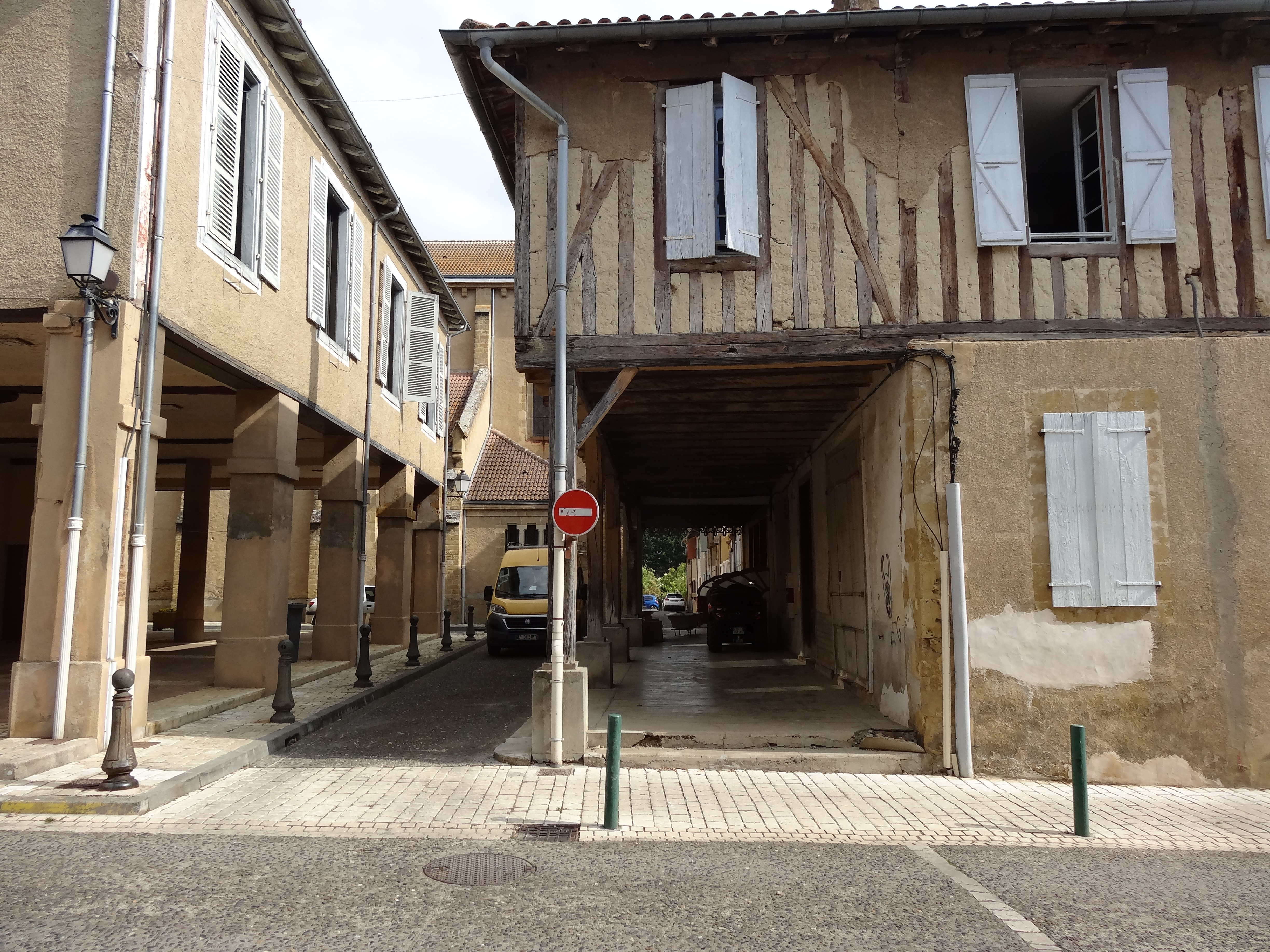
Aperçu des mirandes.
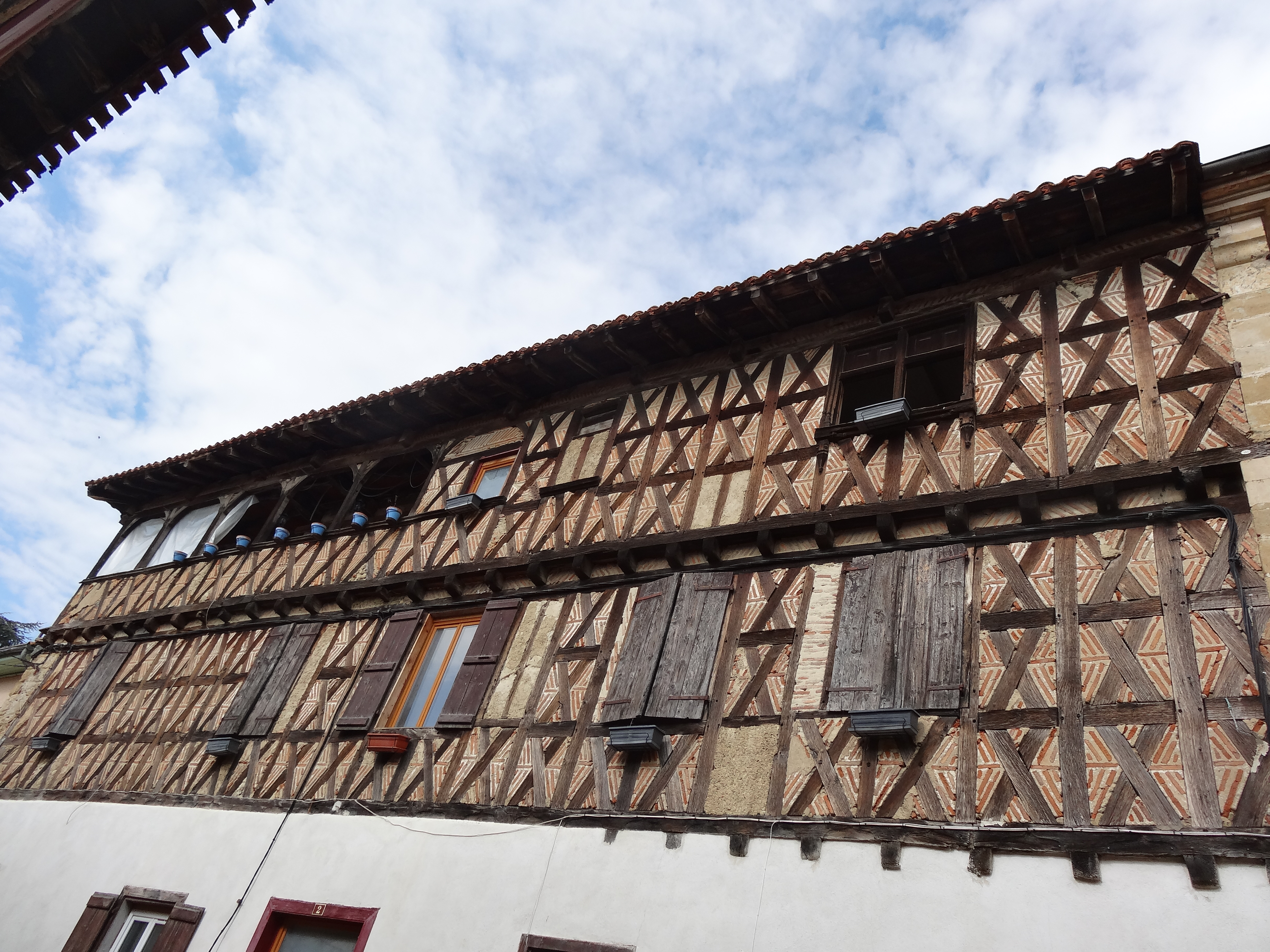
Détails des colombages de la maison face à la maison classée.
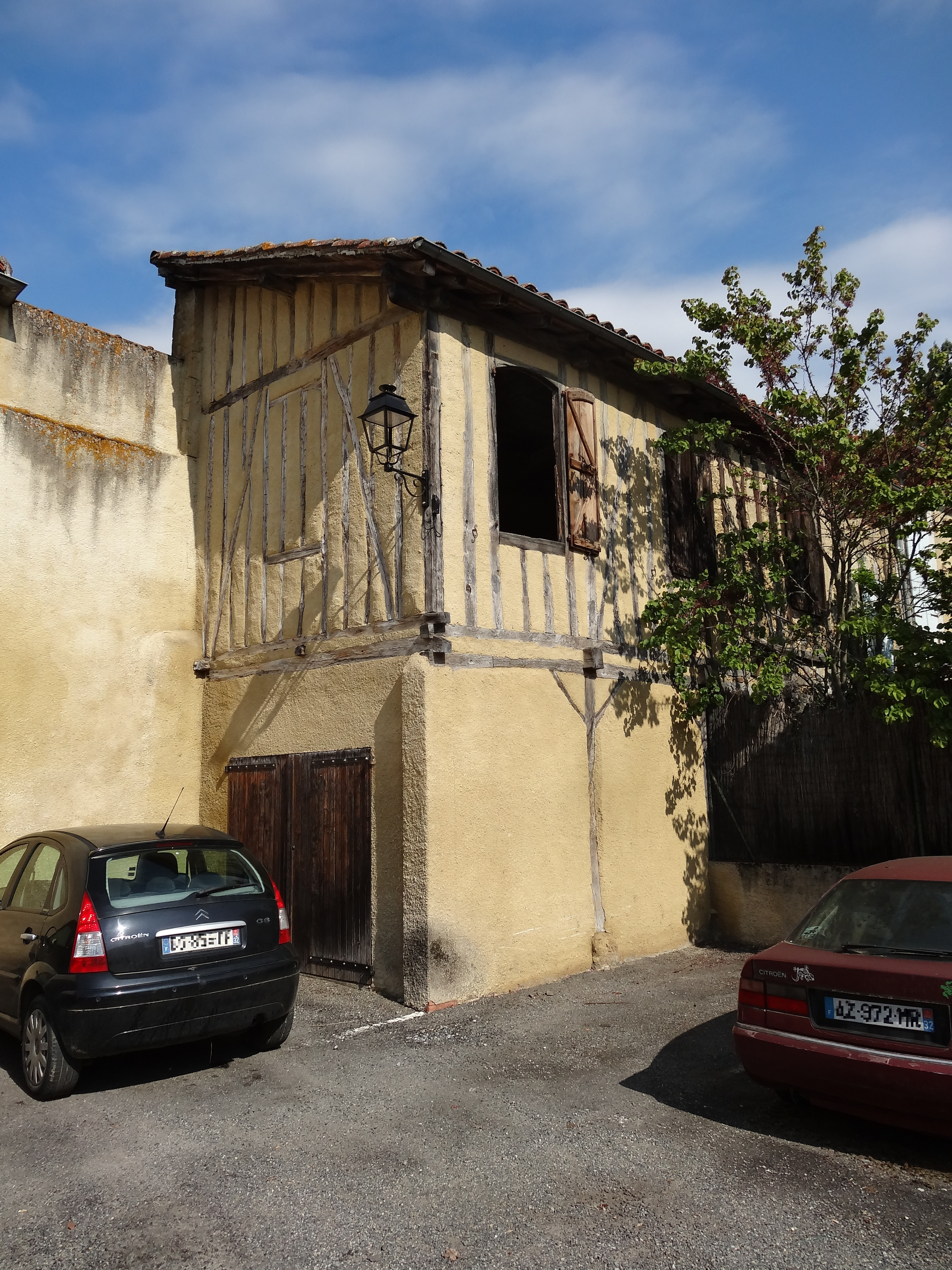
Autre maison à colombages donnant sur la rue Neuve.
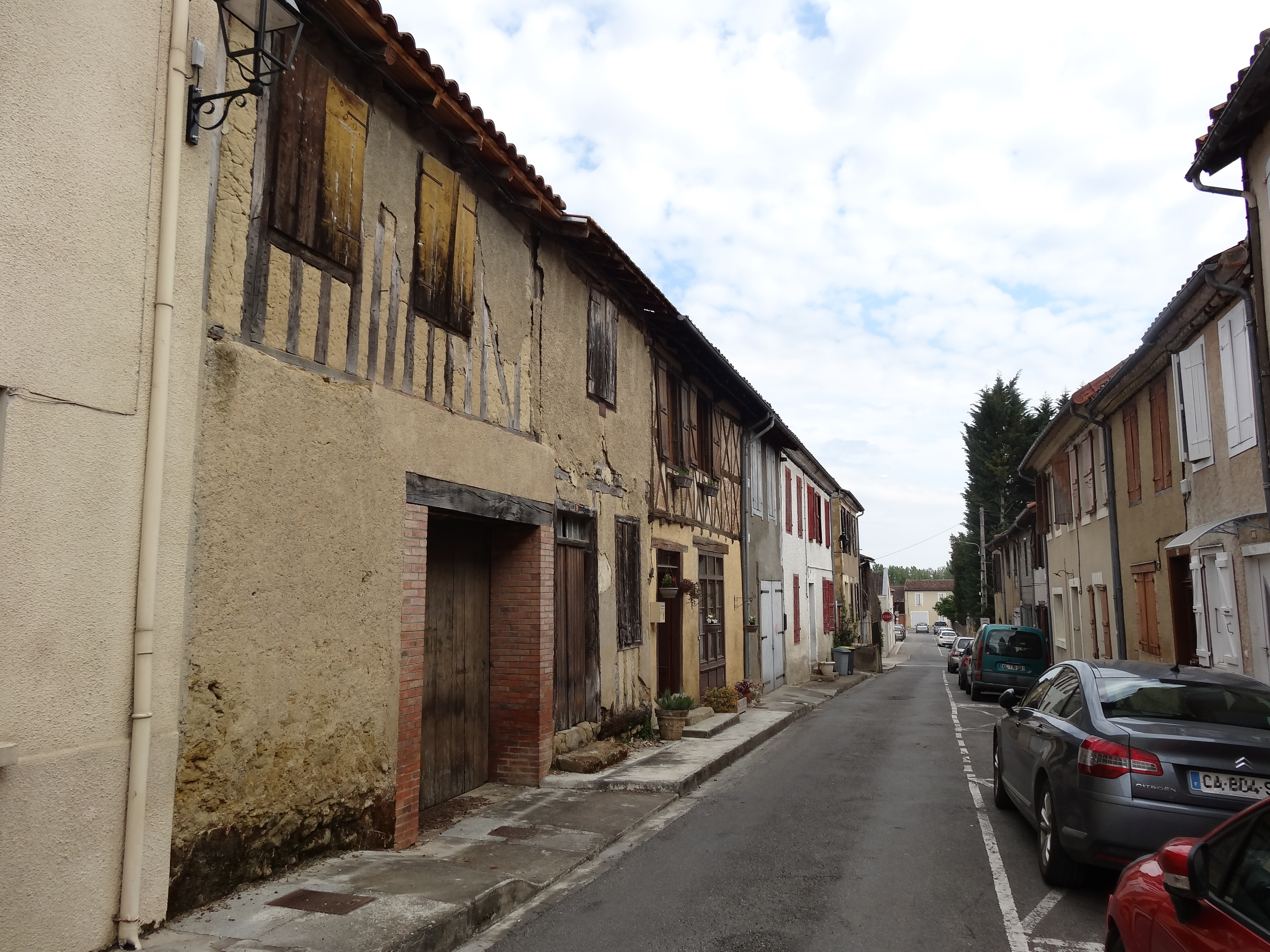
Maisons à colombages rue de la Brèche.

- La rue Lagrange : elle est enjambée par une galerie fermée qui relie deux bâtiments d'origine agricole.

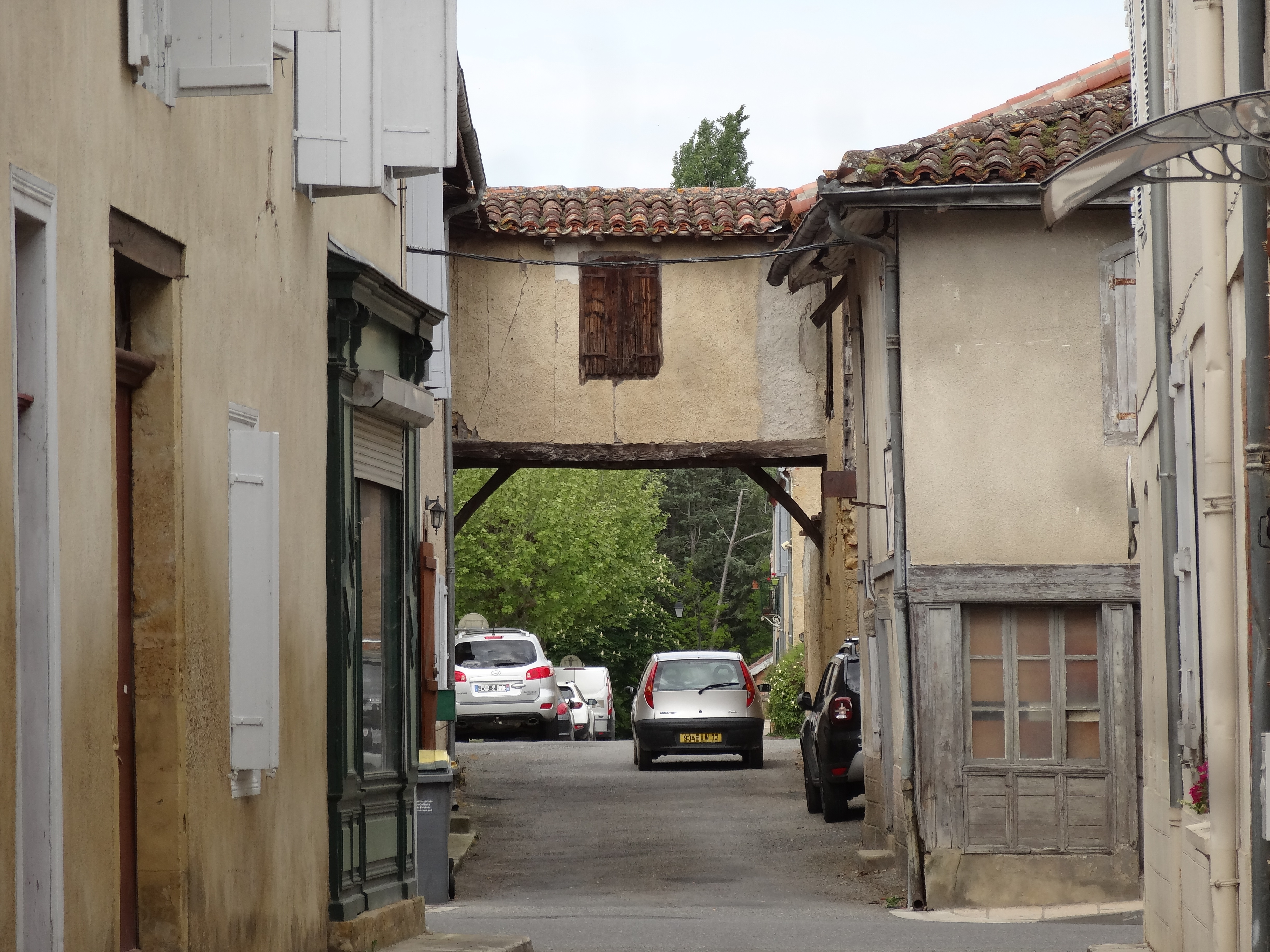
Le passage fermé au-dessus de la rue Lagrange.

- Le Café de la place du Foirail : il a été rénové et affiche l'apparente nostalgie des années 1950. Dans la cour attenante à cet établissement, on peut voir les vestiges de l'ancien rempart, qui montre cinq créneaux et quatre merlons.

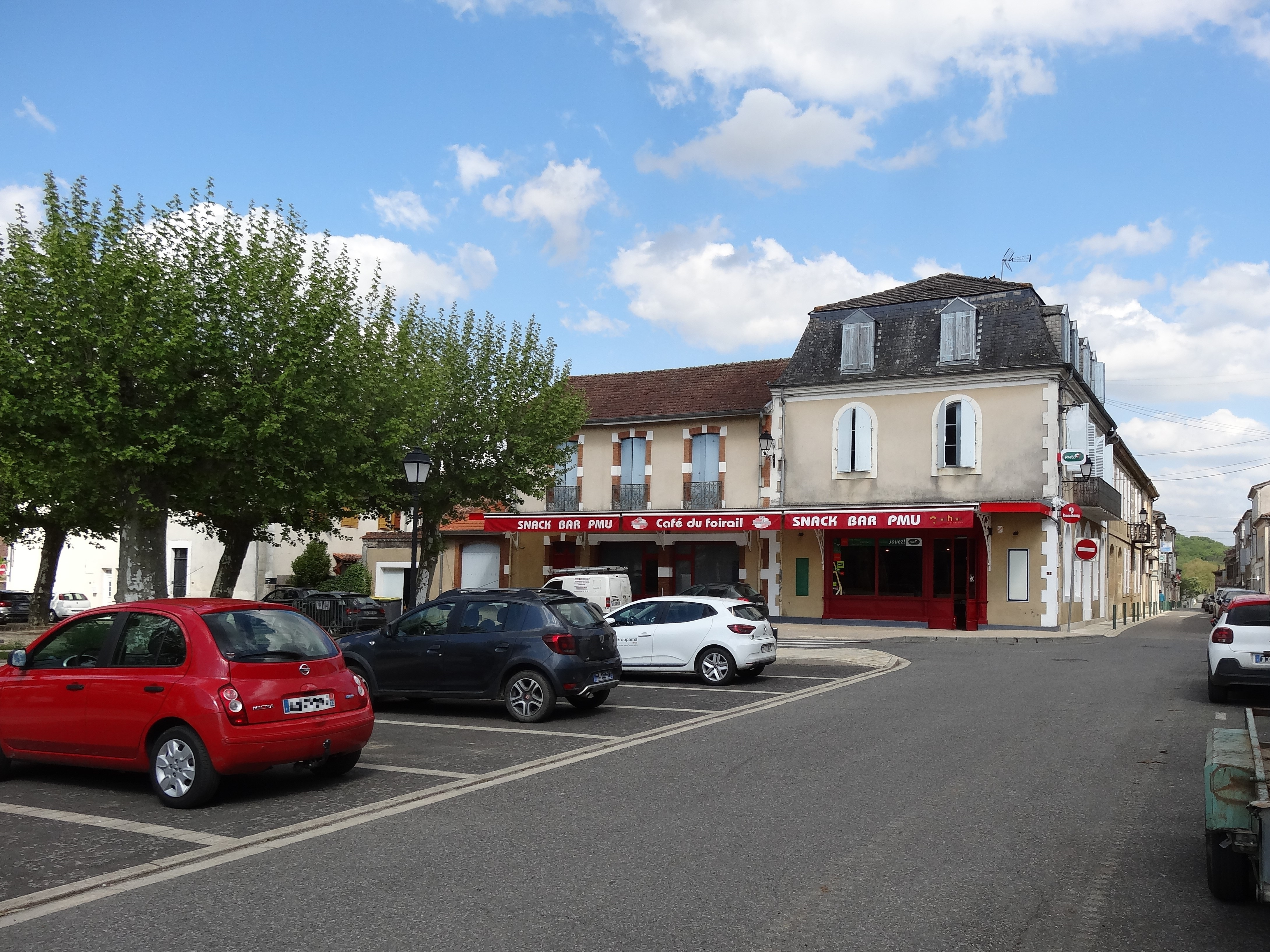
Le café.
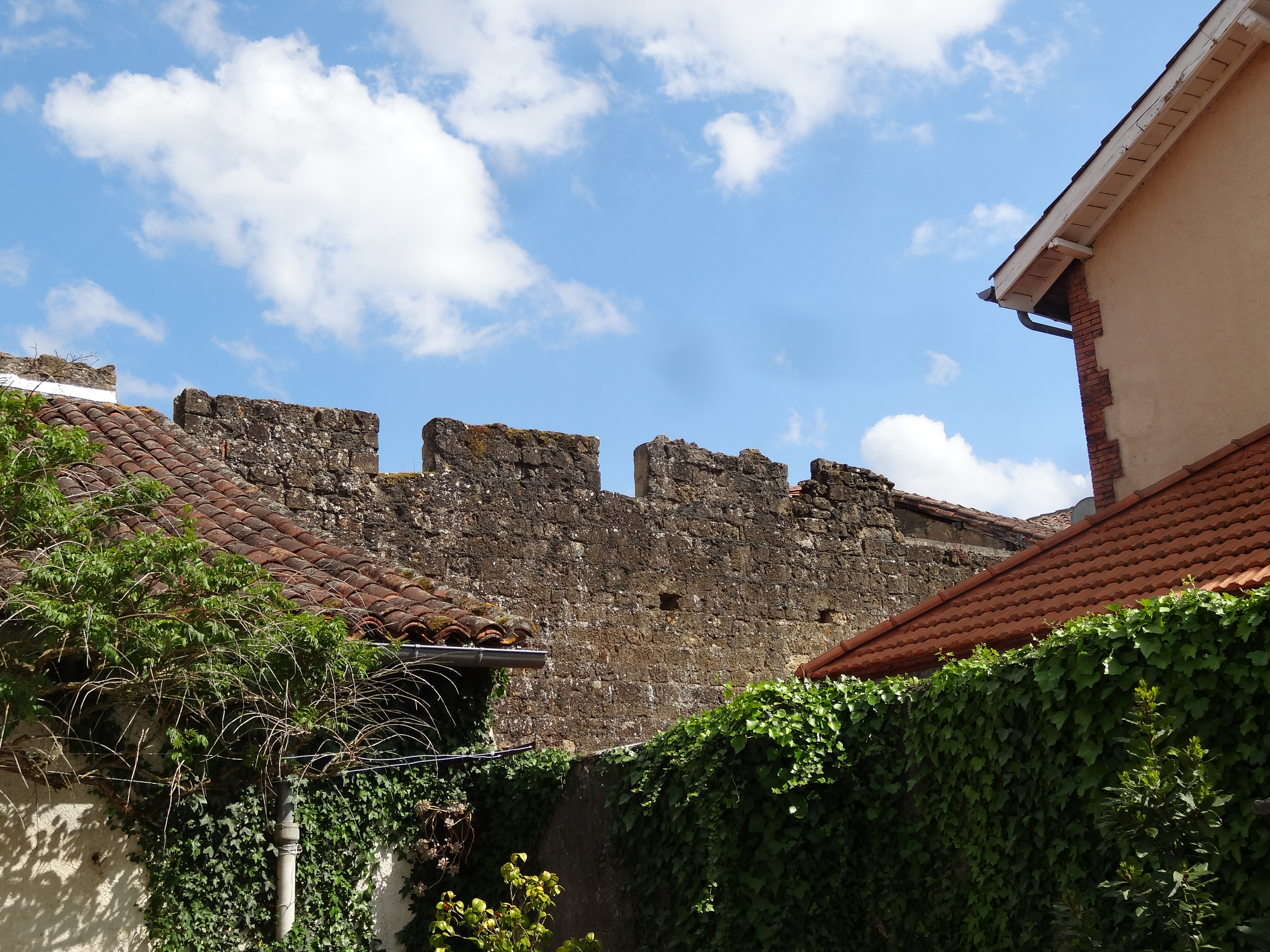
Les vestiges de l'ancien rempart.

- Château de Bordeneuve. La carte de Cassini figure une gentilhommière appelée « Montaut », dont les bâtiments organisés autour d'une cour quadrangulaire sont encore repérables sur la carte IGN de 1950[42]. Aucun vestige de l'ancien château n'est aujourd'hui visible en élévation.
- Le plan d'eau de l'île d'Ager. C'est un îlot de verdure de 3,5 hectares situé au sud-est du bourg qui comprend des tables de pique-nique, un espace de jeux pour enfants, une zone de pêche, un parcours sportif et un sentier pédagogique avec des passerelles qui enjambent le Gers.

L'île d'Ager
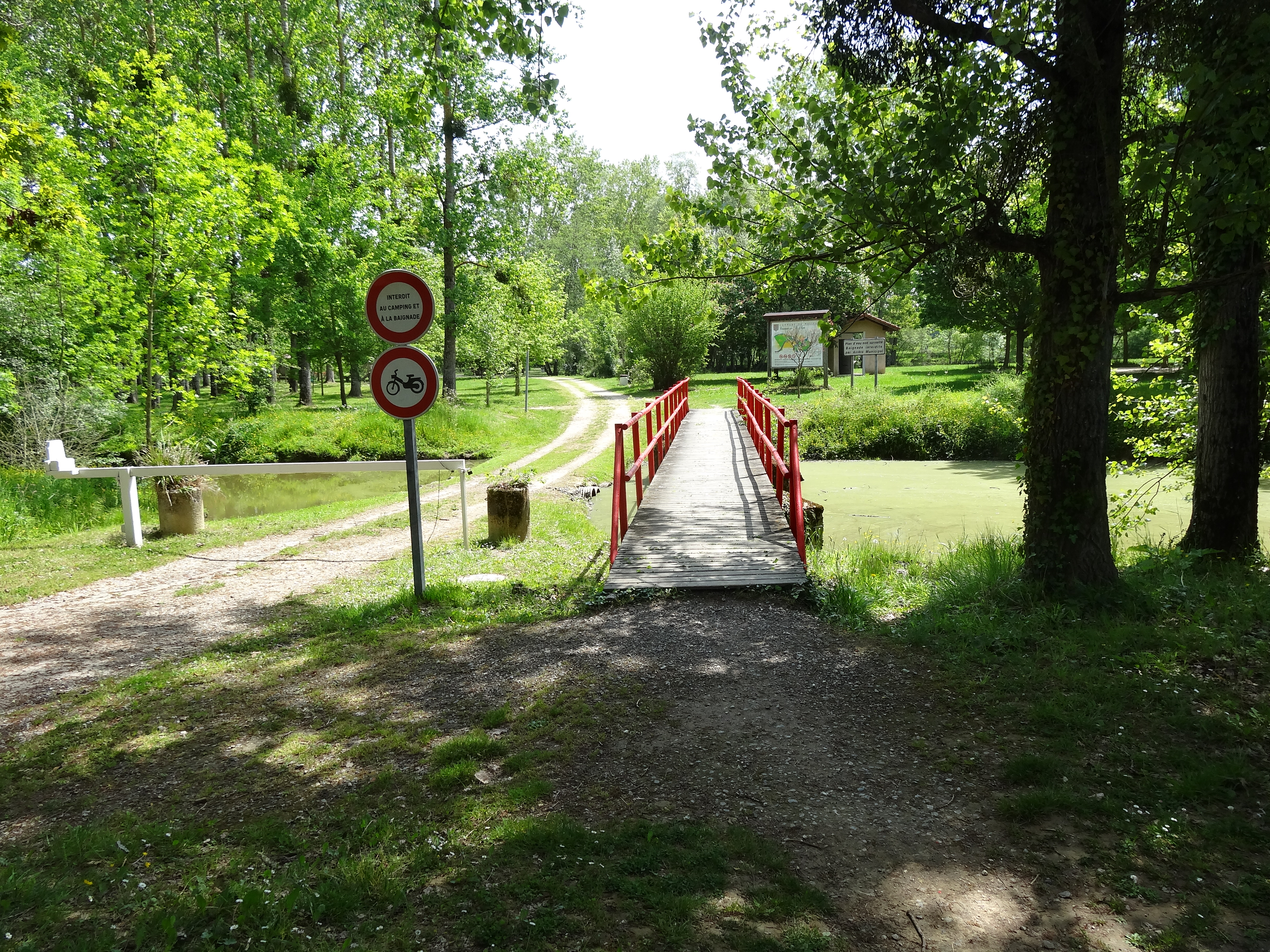
Passage à gué.
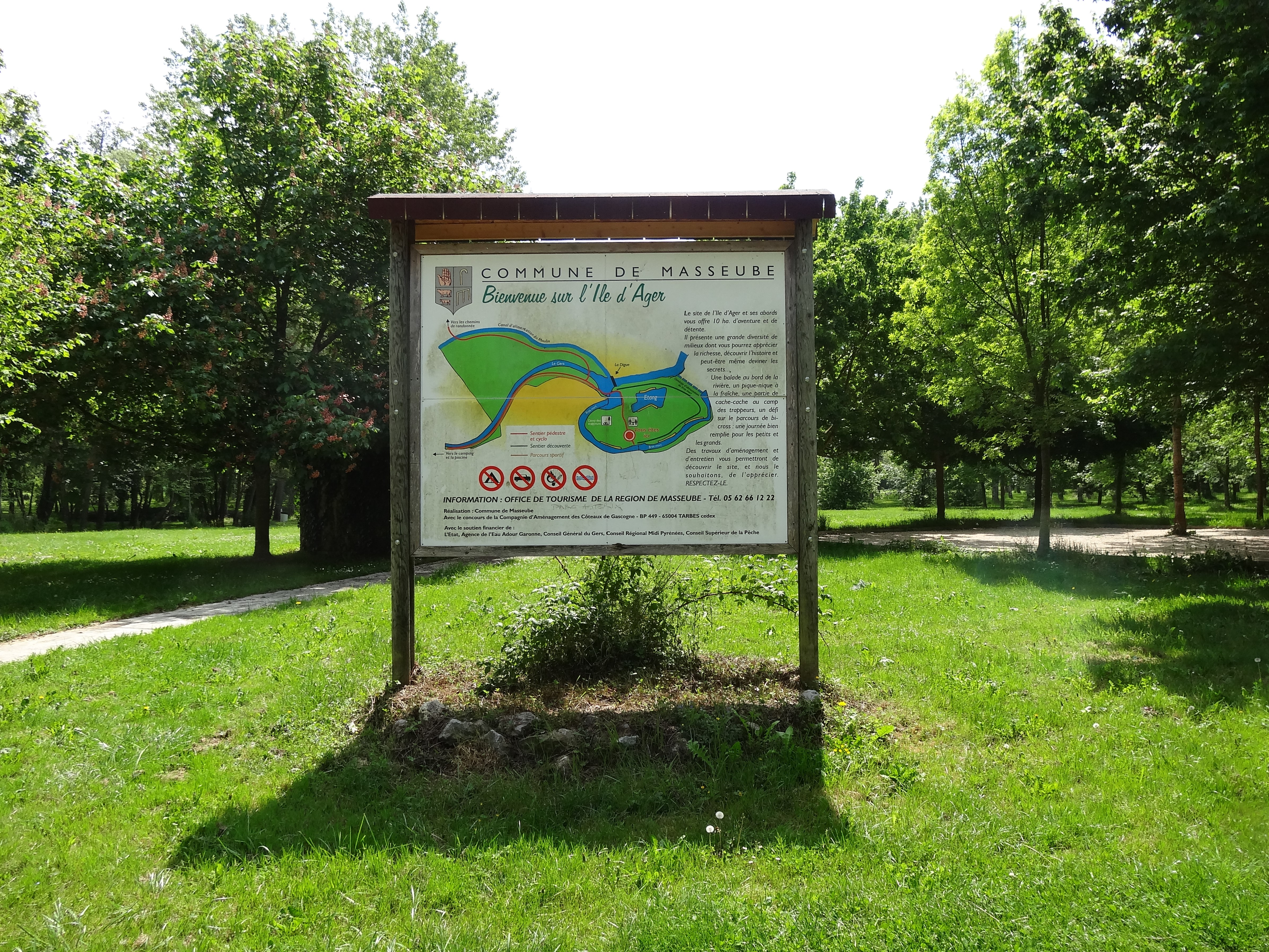
Panneau informatif.
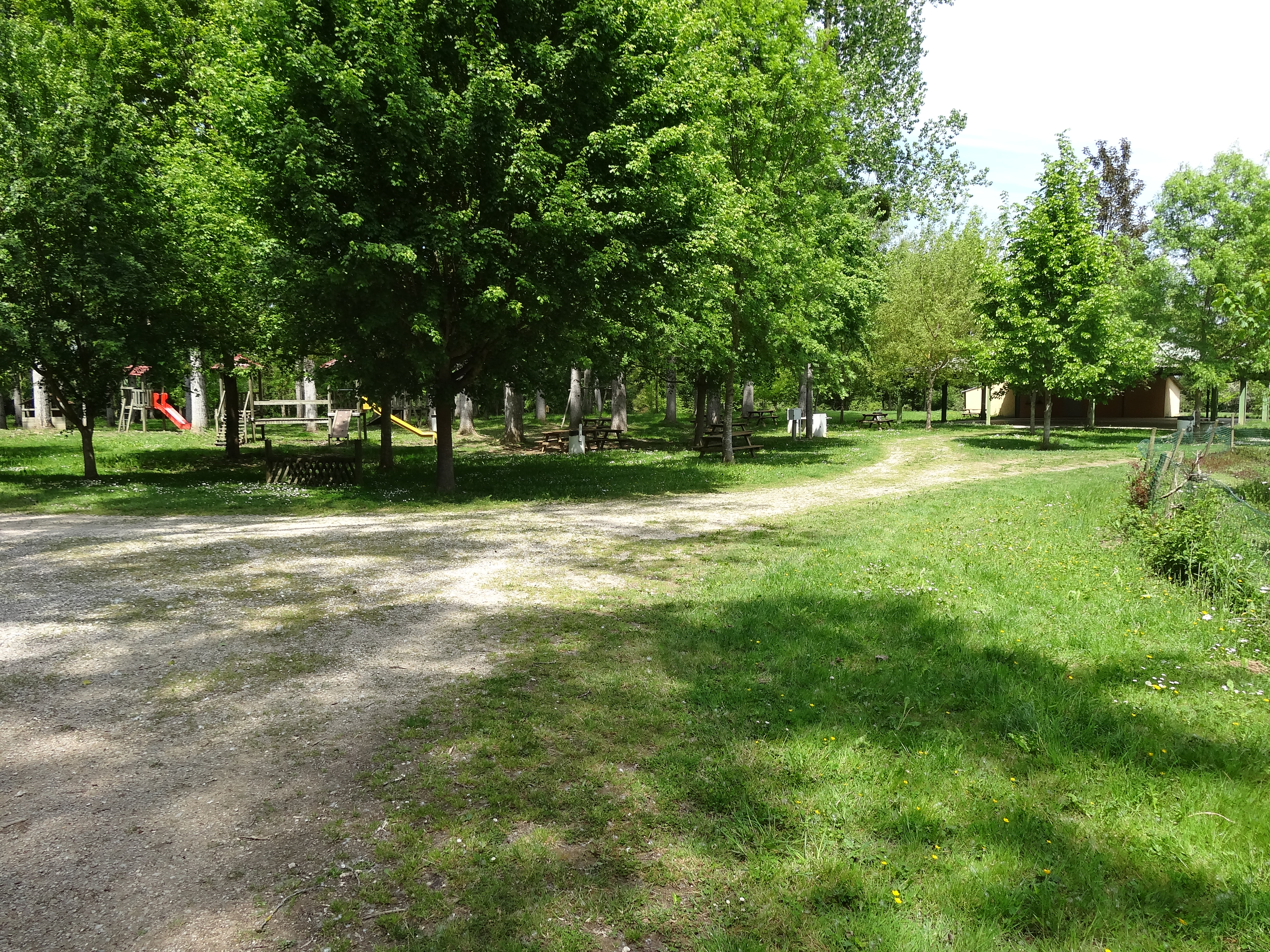
Aire de jeux.
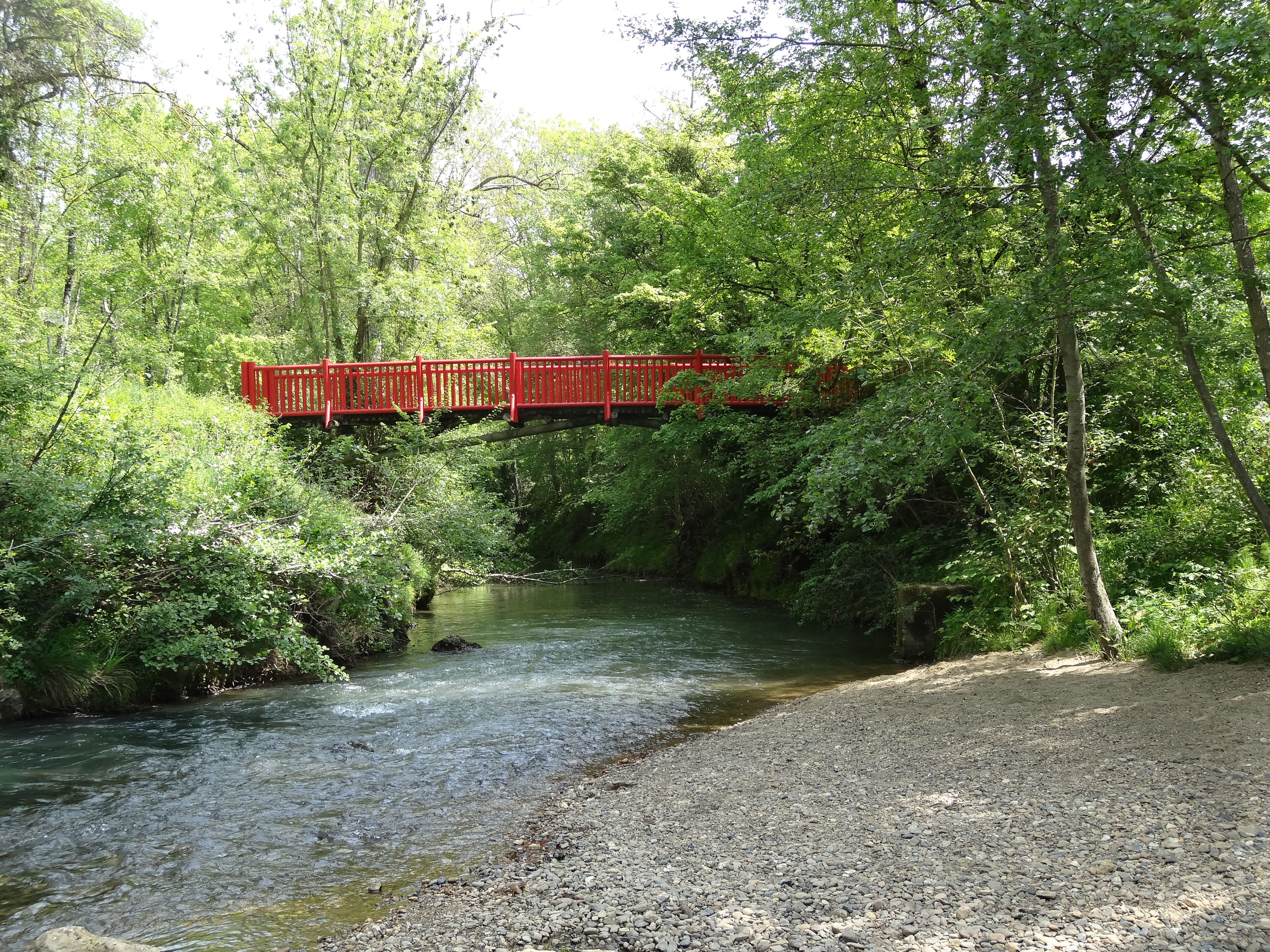
Passerelle au-dessus du Gers.
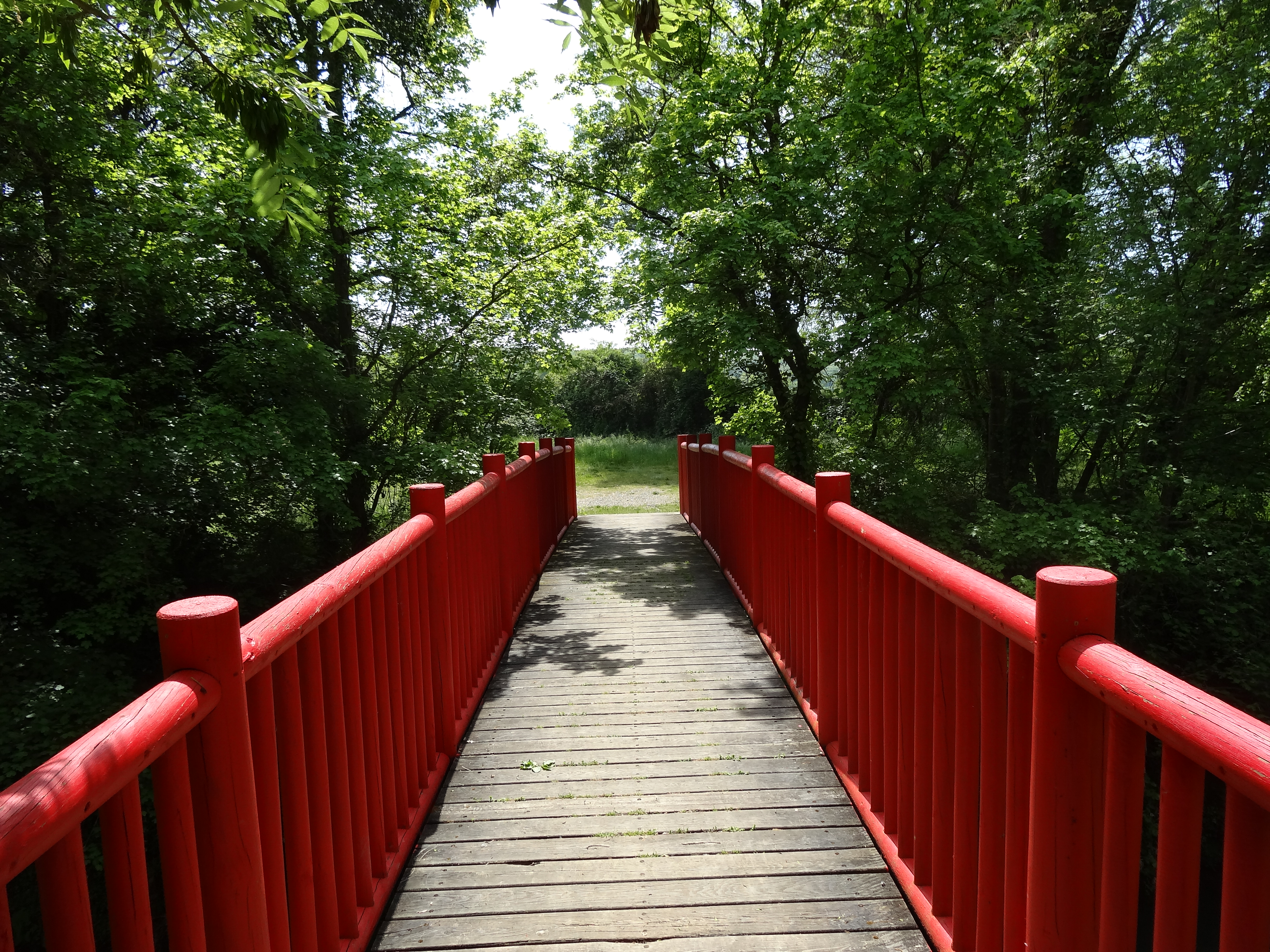
Autre vue de la passerelle.

- Deux mottes castrales de Stournès, au sud-est du territoire communal[43].

Autres lieux et monuments
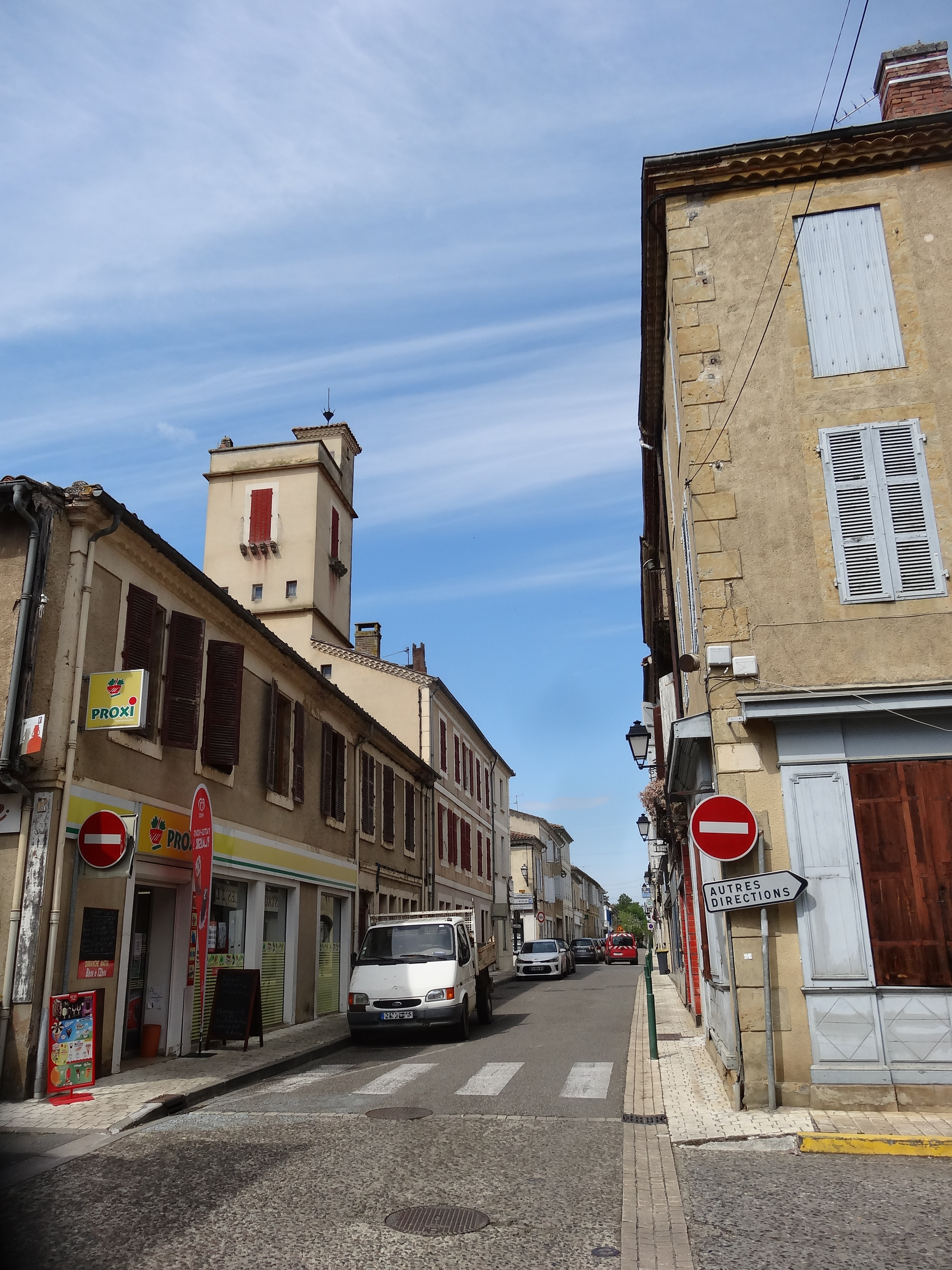
Rue commerçante.
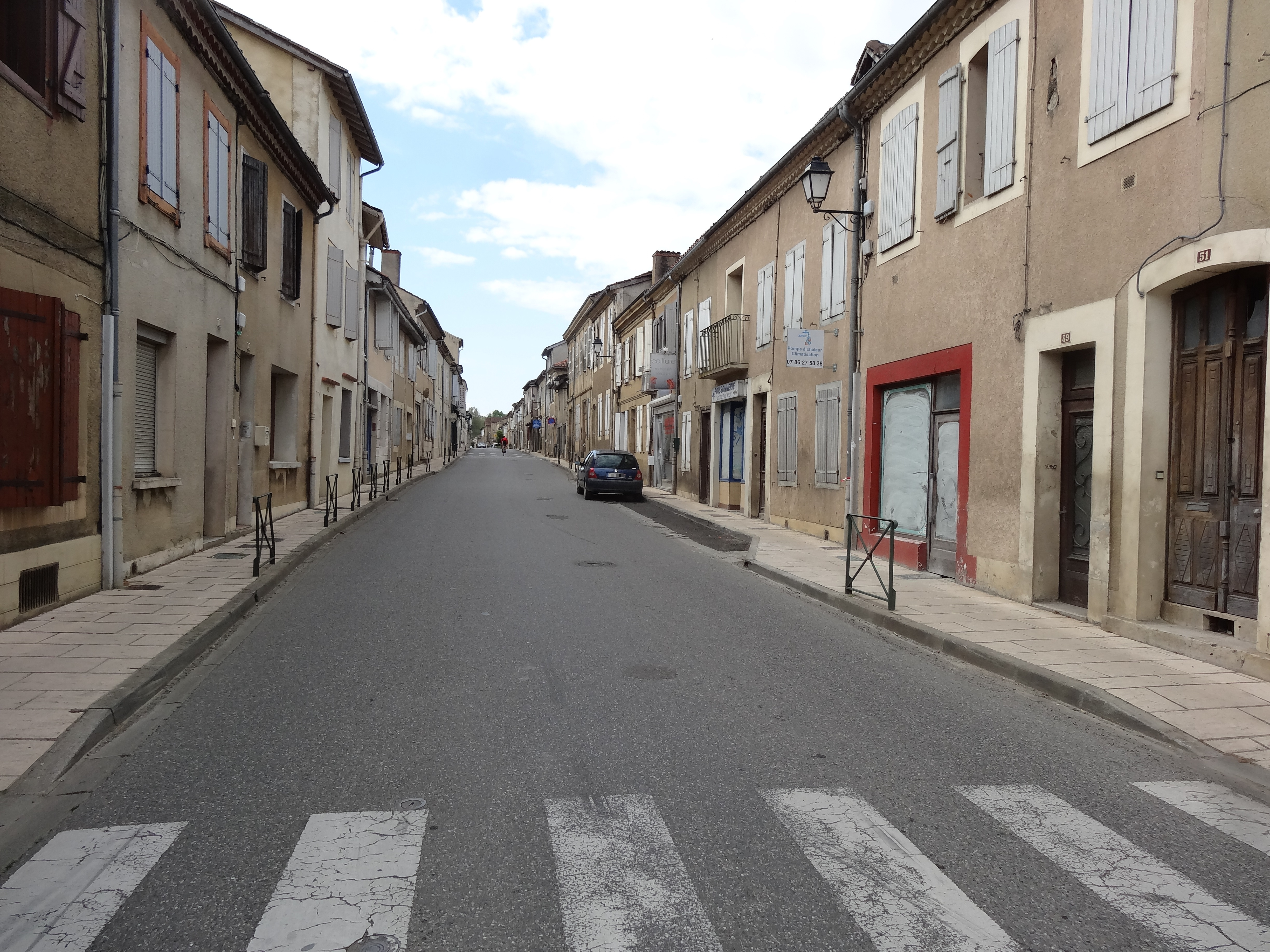
La D929 traverse le bourg.
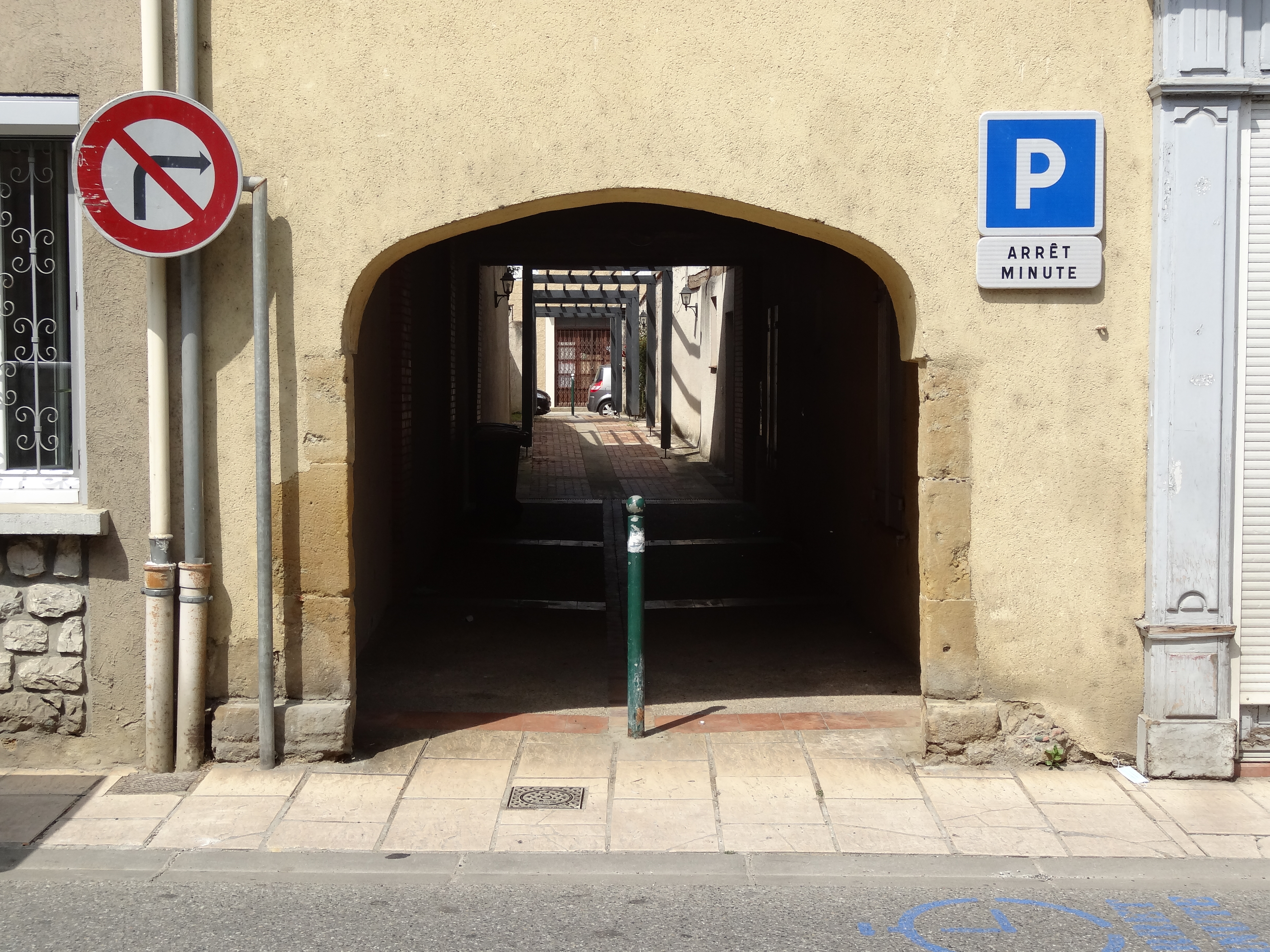
Passage couvert.
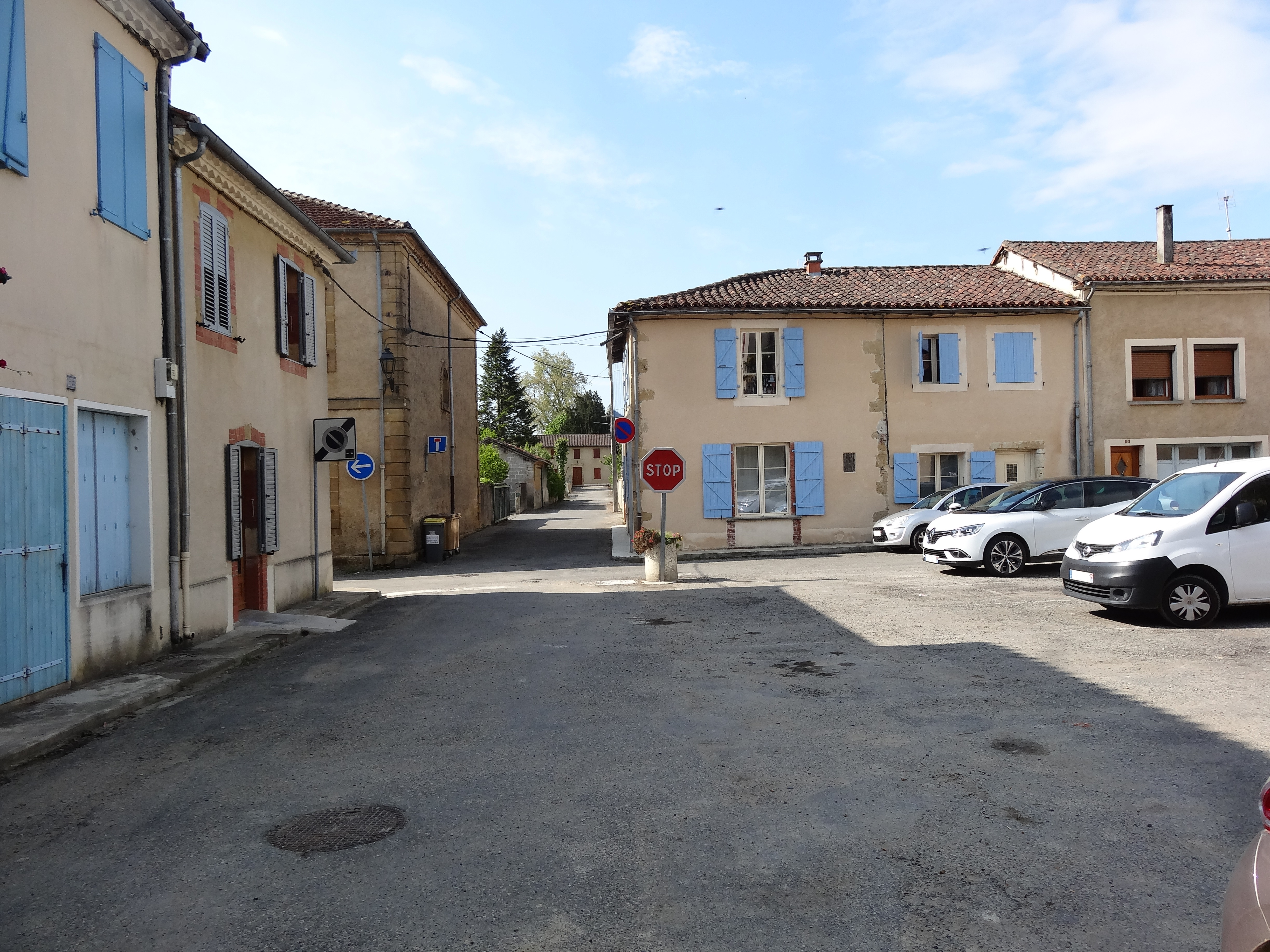
Place.
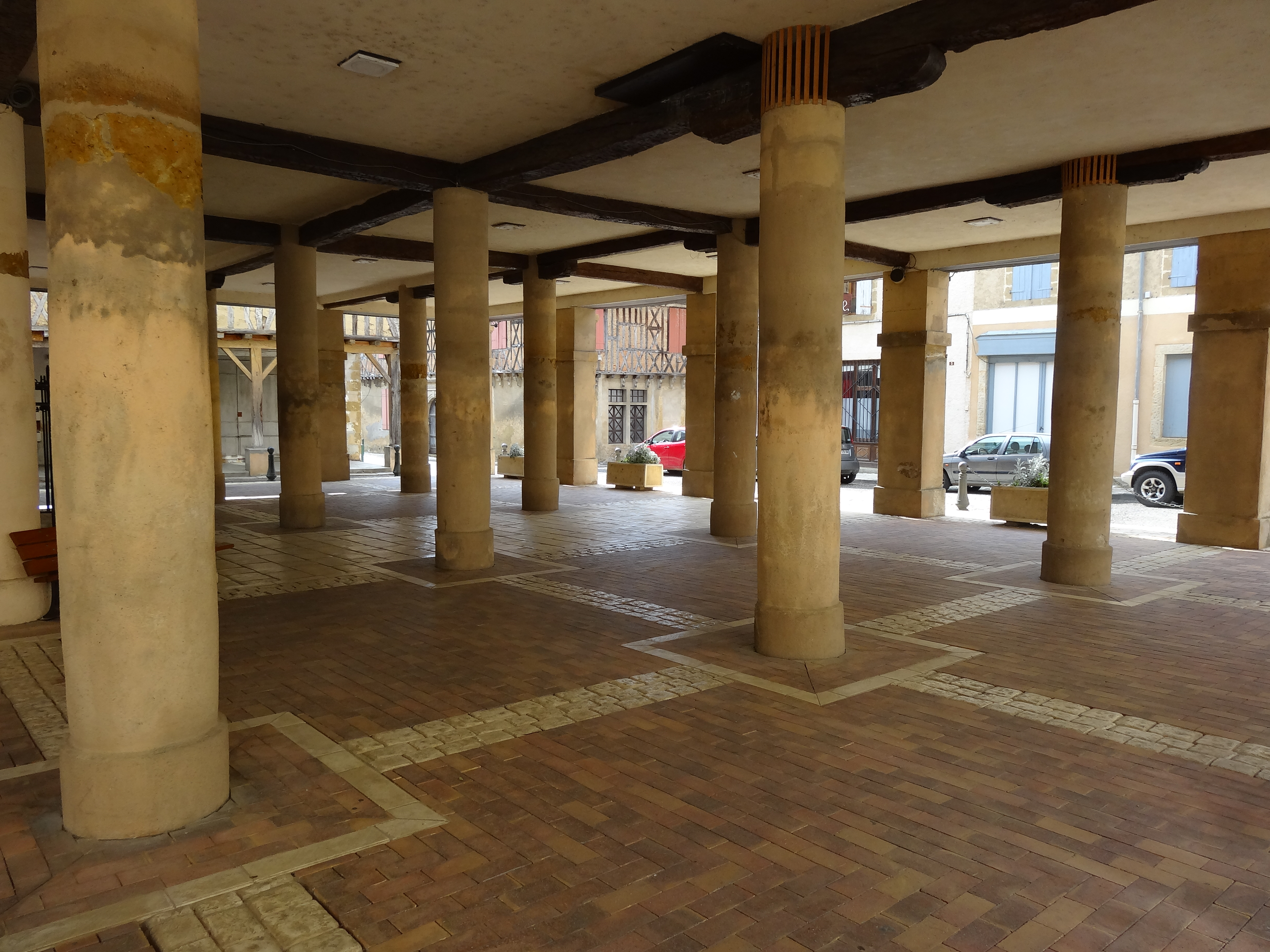
Les piliers de la halle-mairie.
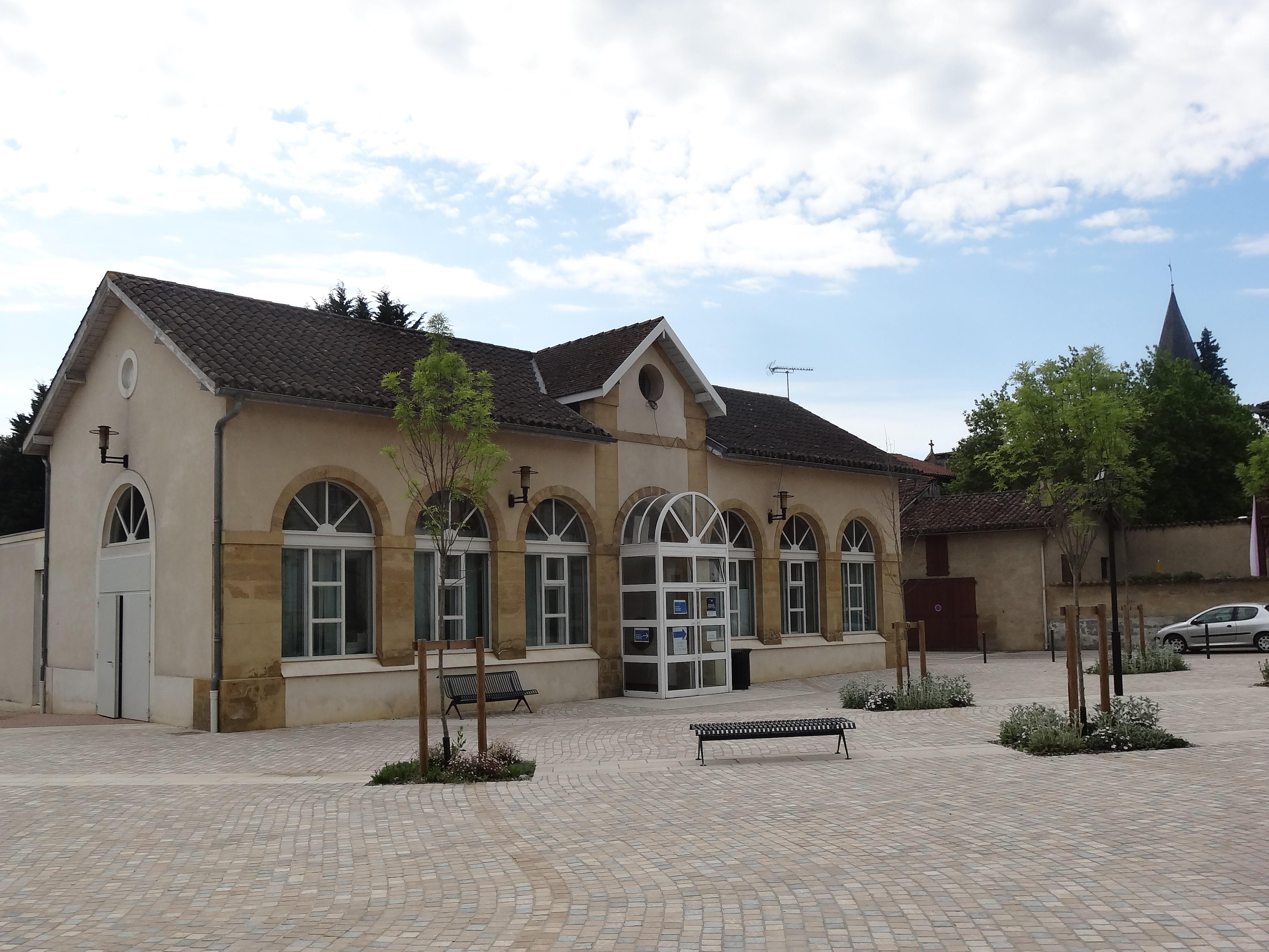
La salle des fêtes.
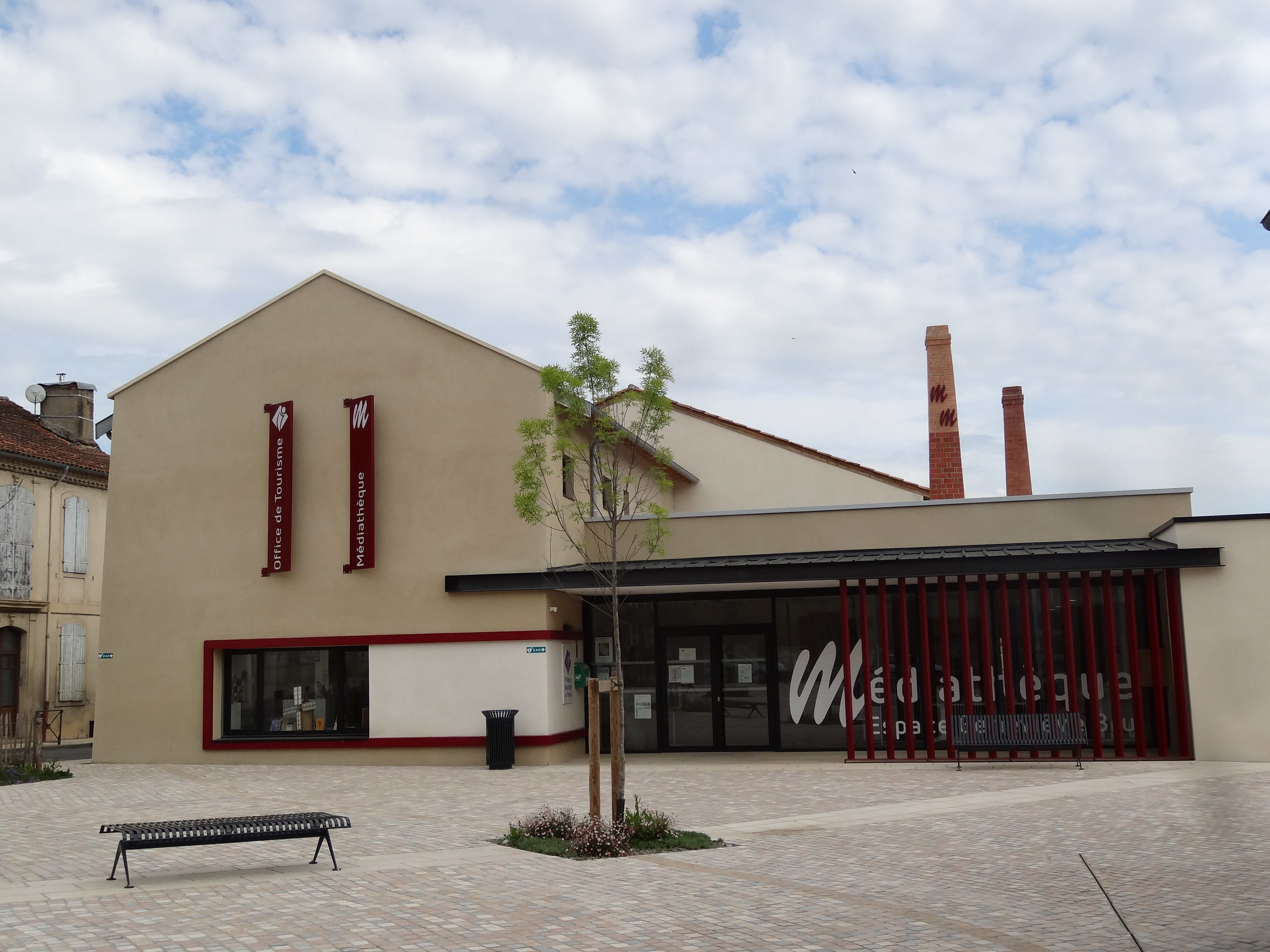
La médiathèque et l’office de tourisme attenant.
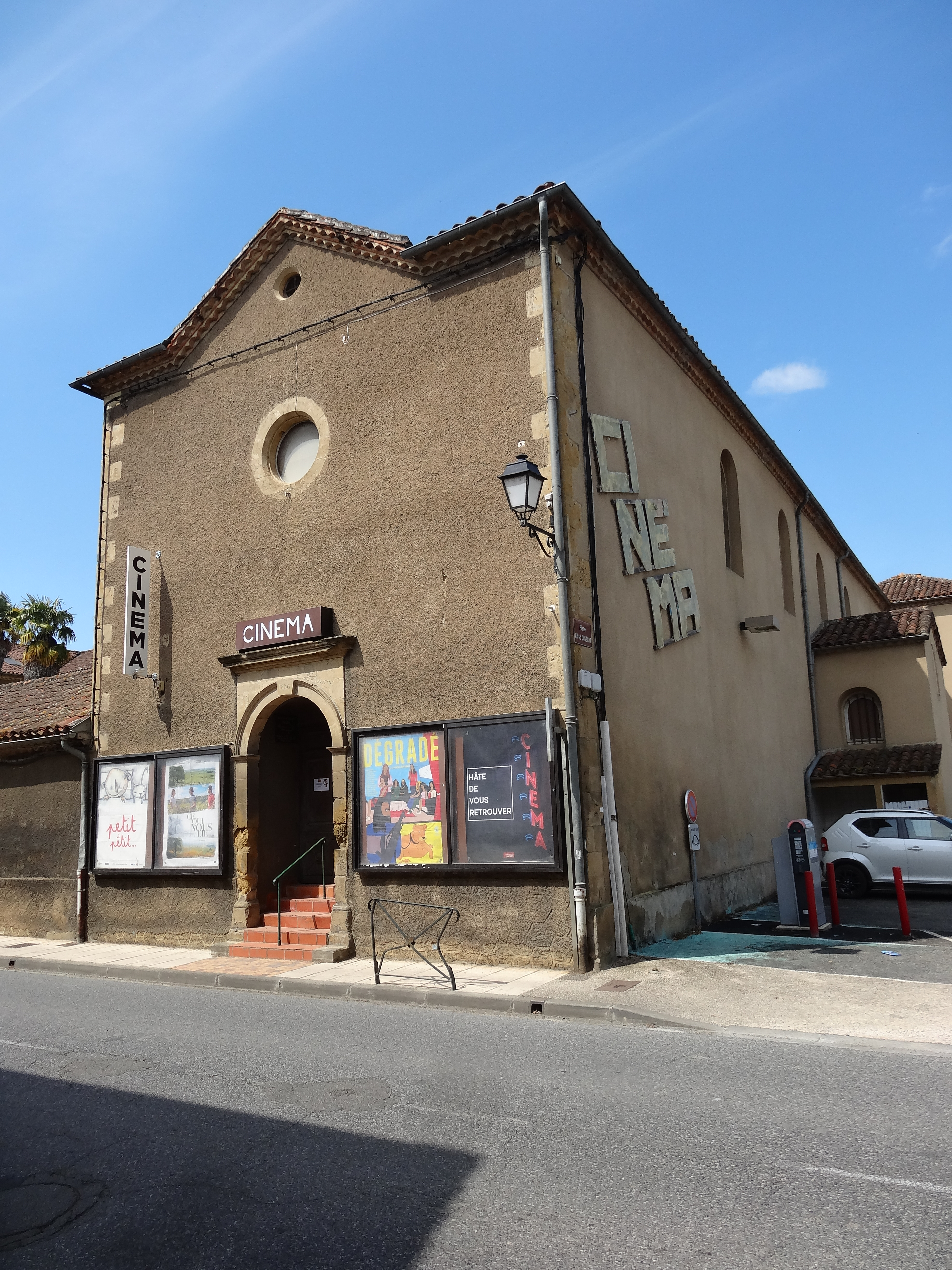
Le cinéma.
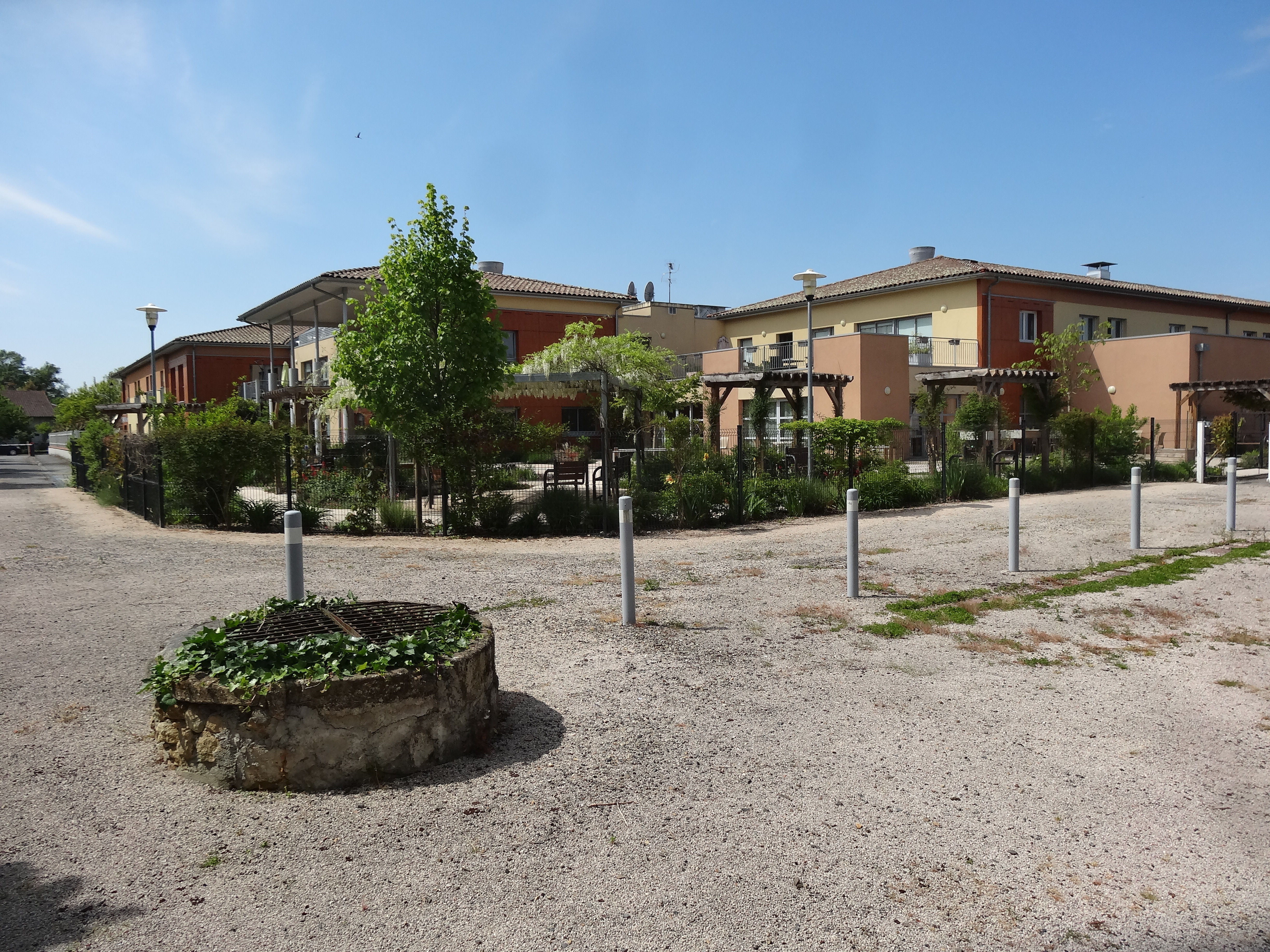
L'EHPAD.
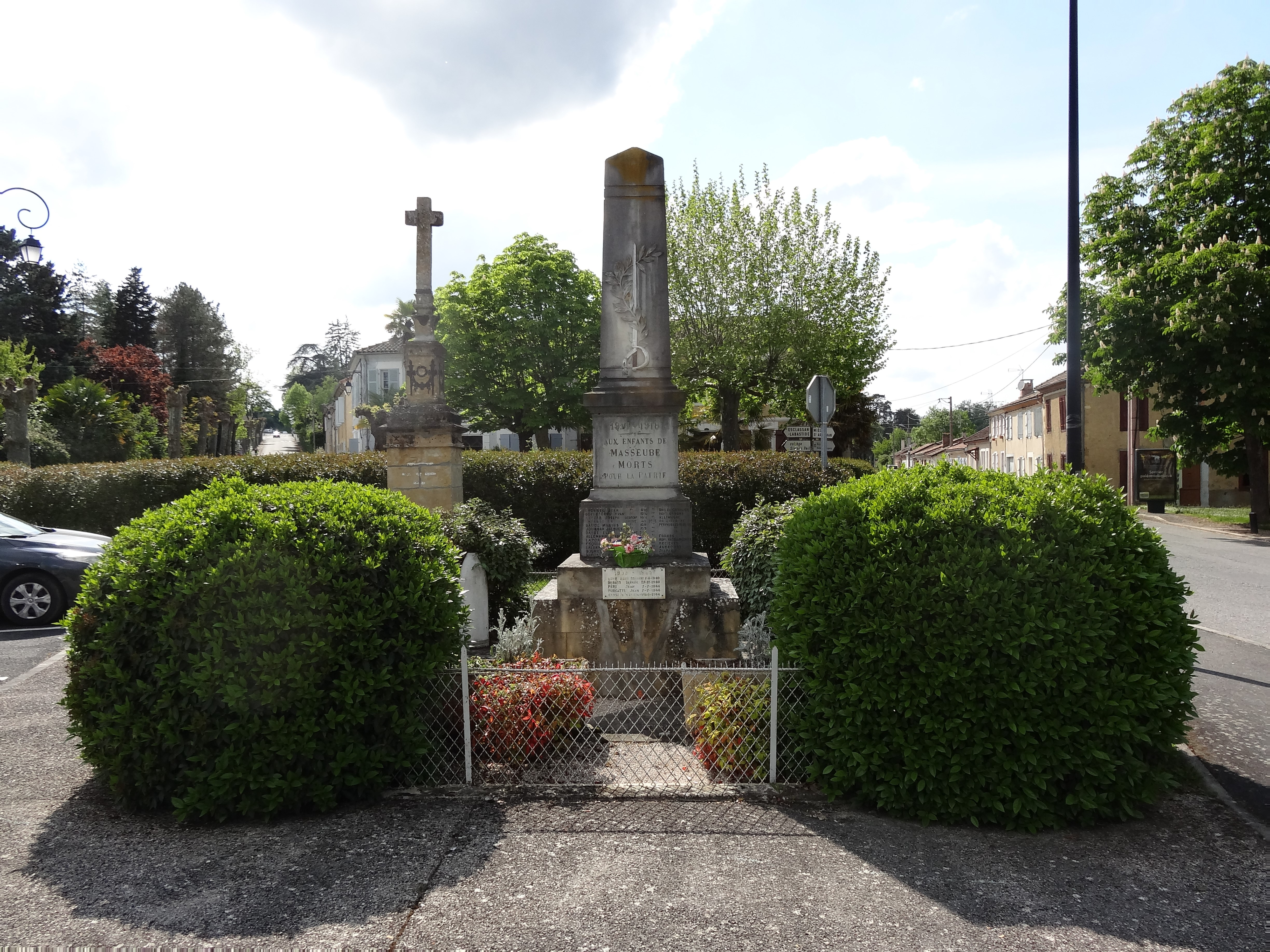
Monument aux morts et croix.
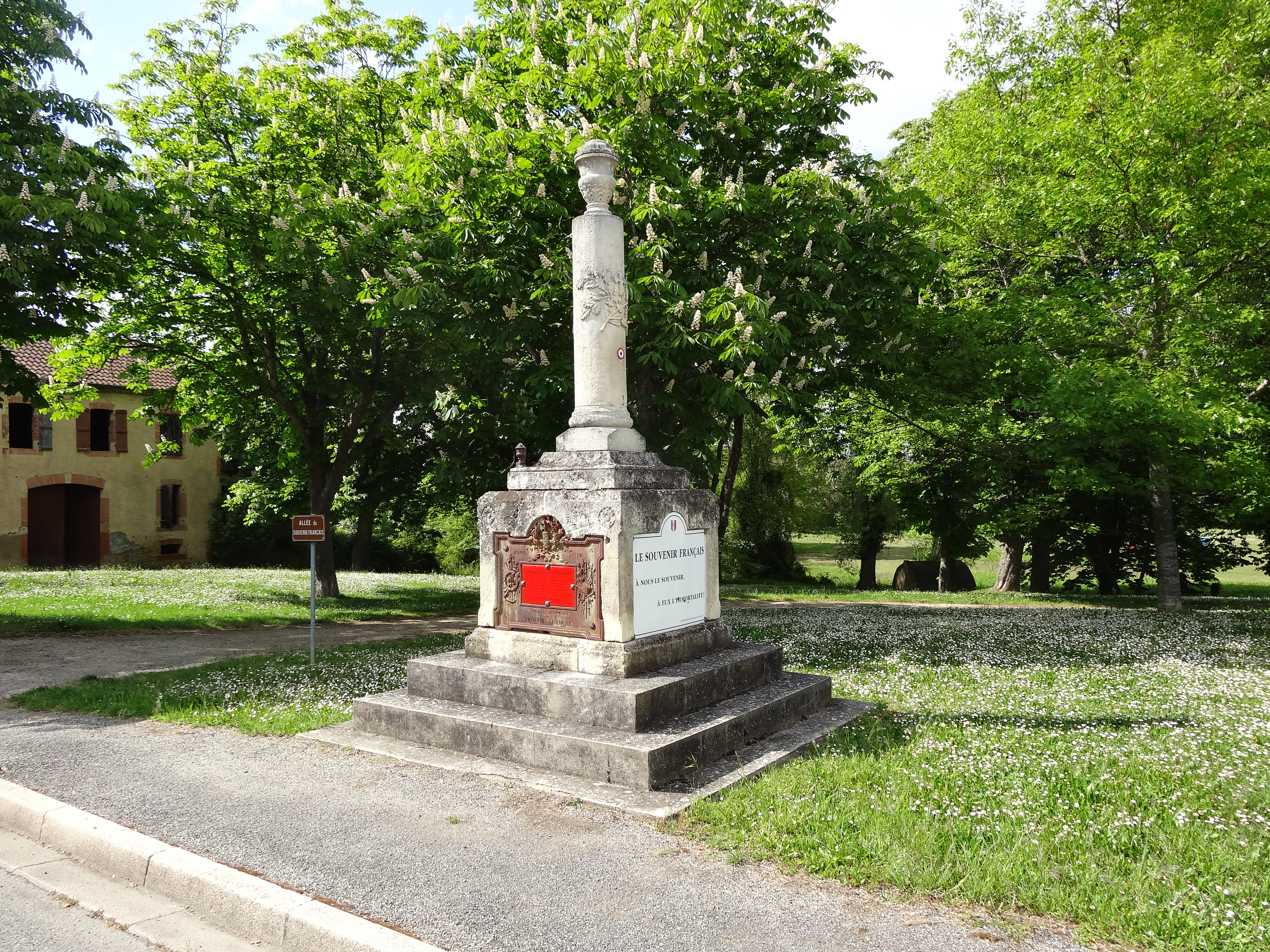
Autre monument aux morts.
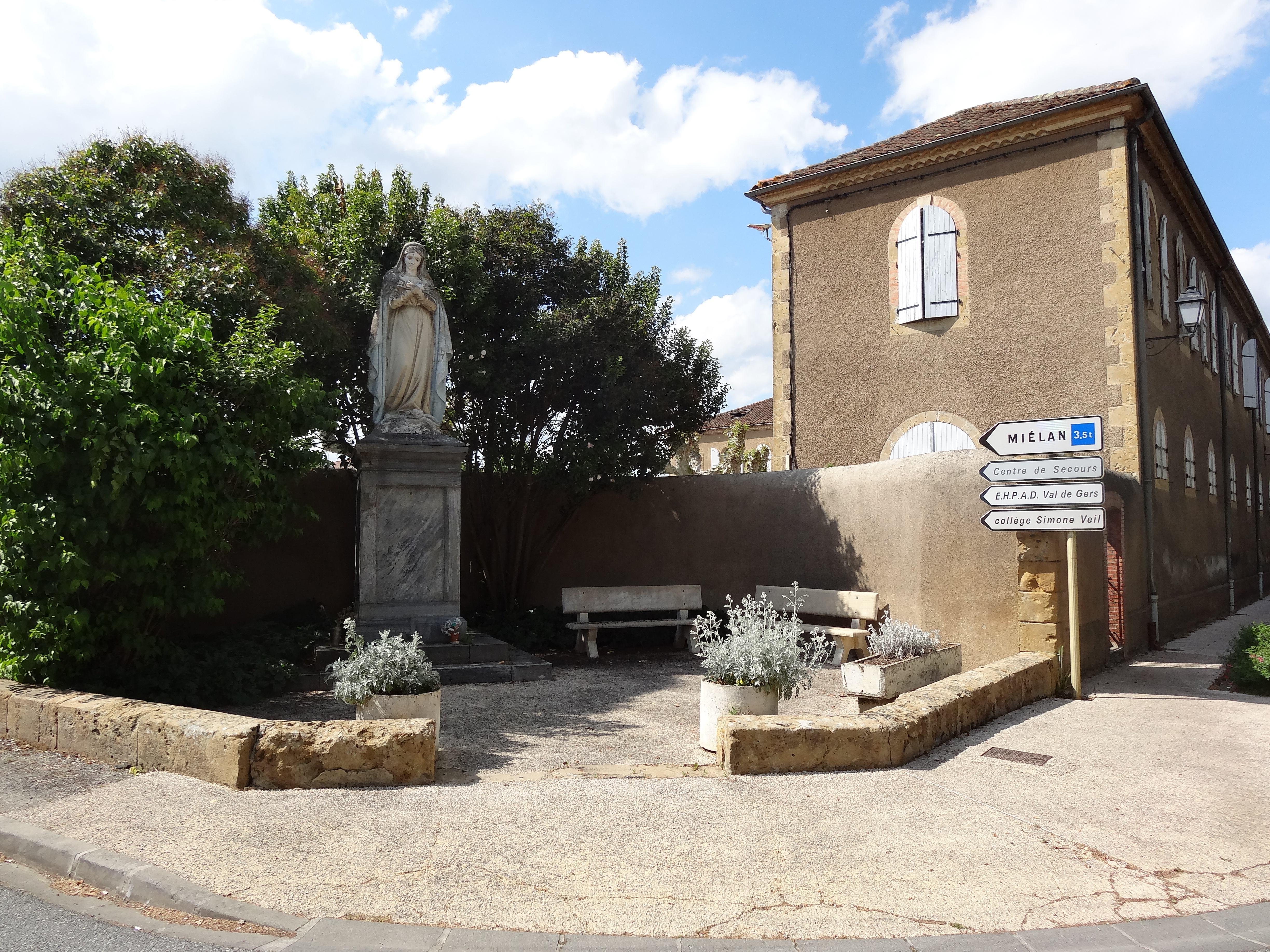
La statue de la Vierge.
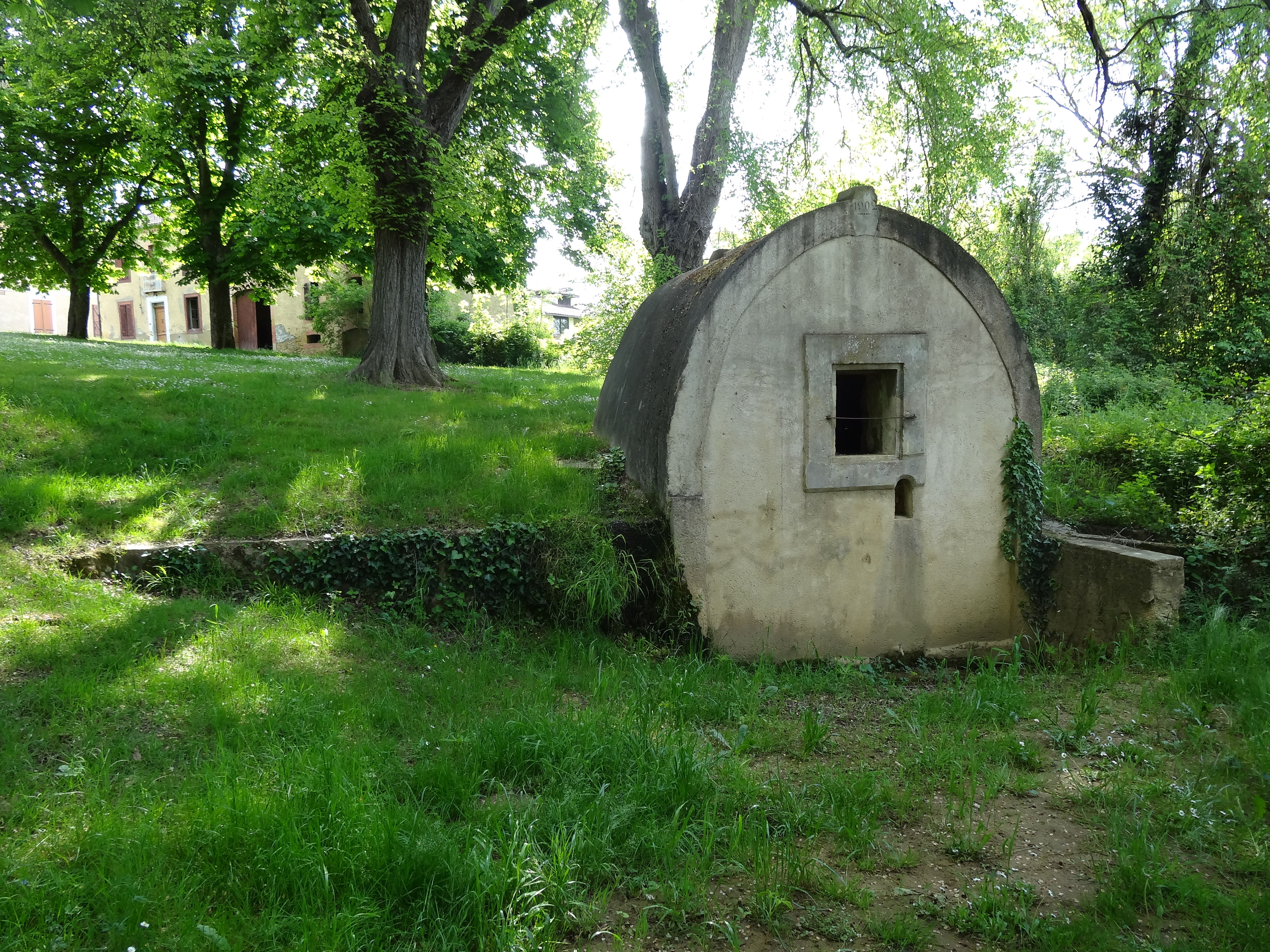
Fontaine.
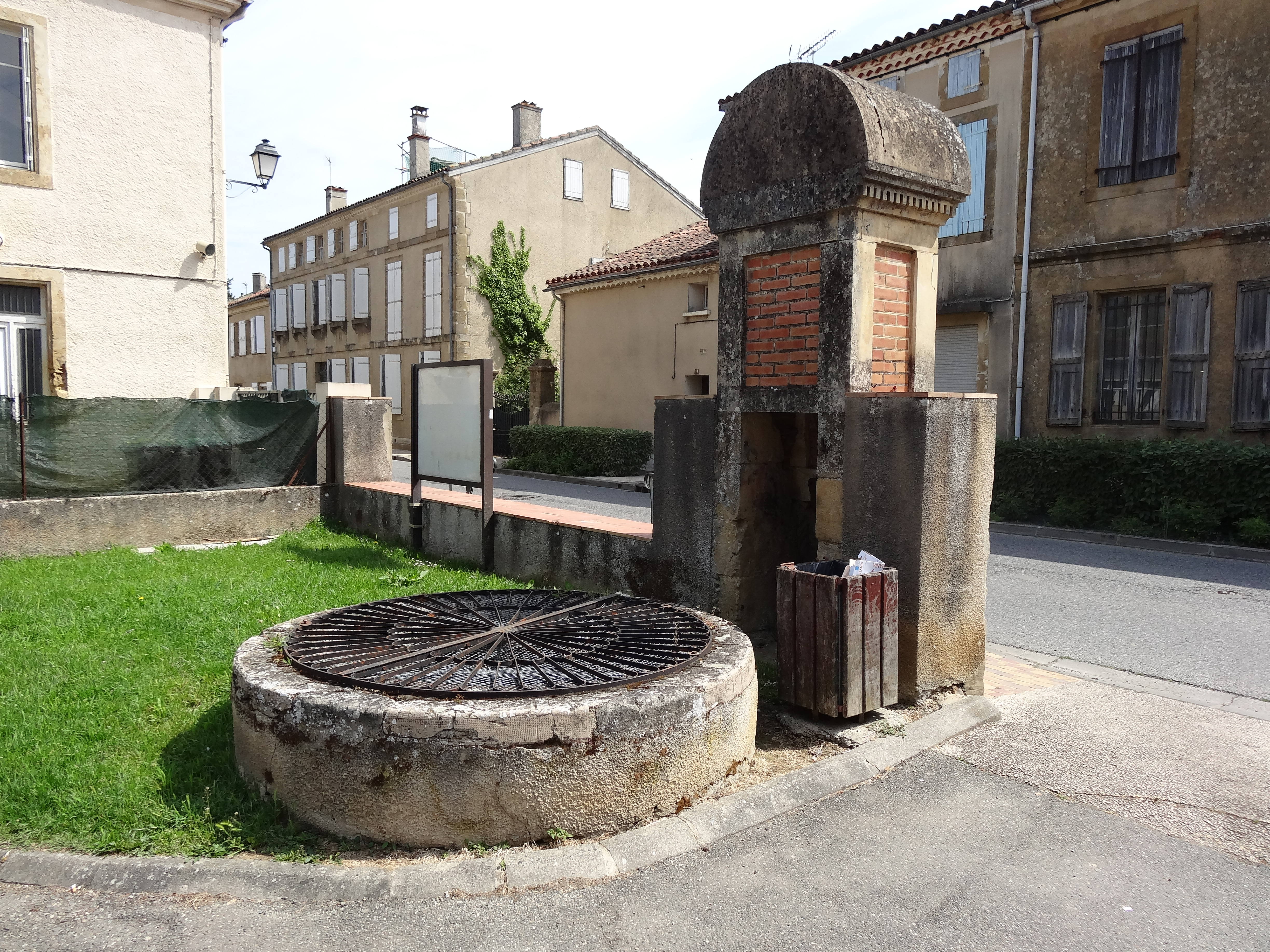
Puits.

### Personnalités liées à la commune
- Jean-Marie Ducos (1758-1843) : homme politique né à Masseube ;
- Anatole Castex (1888-1916) : sous-officier puis officier du 288e régiment d'infanterie d'Auch-Mirande, né à Masseube et tué durant la bataille de Verdun, le 6 septembre 1916, célèbre pour sa correspondance, témoignage de la guerre ;
- Yannick Bru (1973-) : joueur international puis entraîneur de rugby.

### Héraldique
| Blason | Blasonnement : Écartelé : au premier de sinople à la main senestre appaumée d'argent, au deuxième de gueules à la crosse contournée d'argent, au troisième d'argent aux deux vaches de gueules passant l'une sur l'autre, au quatrième de sinople à la herse sarrasine d'argent. |